# Liste geflügelter Worte/S

## Saat der Gewalt
Die Saat der Gewalt ist der deutsche Titel des US-amerikanischen Spielfilms The Blackboard Jungle aus dem Jahr 1955. Der Film handelt von den Problemen eines Lehrers mit seinen Schülern an einer Berufsschule in den Slums von New York.
Ein Bandenführer macht dem neuen Lehrer das Leben schwer und hetzt die Schüler gegen ihn auf. Dies führt sogar dazu, dass der Lehrer zusammengeschlagen wird und seine Frau eine Frühgeburt erleidet, nachdem der Bandenführer ihr gegenüber anonym behauptet, ihr Mann habe eine Affäre. Durch Gespräche schafft der Lehrer es doch noch, die Schüler auf seine Seite zu bringen.
Die Geschichte basiert auf dem gleichnamigen Roman von Evan Hunter, der darin seine eigenen Erfahrungen als Lehrer in der Bronx verarbeitete.

## Sachsen, wo die schönen Mädchen auf den Bäumen wachsen
Der Reim stammt aus der Sage vom Ursprung der Sachsen, die ursprünglich unter Handwerksburschen verbreitet war und dem Radeberger Land, nordöstlich der sächsischen Hauptstadt Dresden, zugeordnet war:
Darauf so bin ich gegangen nach Sachsen,

Wo die schönen Mägdlein auf den Bäumen wachsen;

Hätt ich daran gedacht,

So hätt ich mir eins davon mitgebracht.
Der Spruch wirft allerdings die Frage auf, wo denn dann die Jungen heranwachsen. Es gibt auch einen schwäbischen Witz von einer neuen Lehrerin in Stuttgart, die ein so komisches Deutsch sprach, dass sie ein Schüler fragte:
„Wo kemmet denn Sie her?“
Die Lehrerin antwortete stolz:
„Aus Sachsen, wo die schönen Mädchen auf den Bäumen wachsen.“
Darauf erwiderte der Schüler:
„Do send Sie aber unreif rontergfalle!“
Wo die schönen Mädchen auf den Bäumen wachsen. Sehenswürdiges und Sagenhaftes von der Wartburg bis zur Insel Rügen ist ein Buch mit Sagen aus Ostdeutschland, das Ulf Diederichs im Jahr 1990 herausgab.

## Sacrificium Intellectus
Der lateinische Begriff sacrificium intellectus bedeutet wörtlich übersetzt Opfer des Verstandes. Allgemein versteht man darunter, dass man sein eigenes Denken unter einem Machtanspruch zurückstellt. Der Begriff stammt aus der katholischen Glaubenslehre, nach der die Gläubigen ihre eigenen Überzeugungen den Dogmen der Kirche zu unterwerfen haben.
Dies ist nicht auf religiöse Dogmen beschränkt. Otto von Bismarck benutzte sacrificium intellectus im Zusammenhang mit der Unterordnung unter den Willen von Wilhelm II.:

„ein ablehnendes Votum würde dem Kaiser mißfallen. Meine Collegen hatten ein sacrificium intellectus dem Kaiser, mein Stellvertreter und Adlatus hatte mir gegenüber eine Unehrlichkeit begangen.“

Der Sache nach besitzt der Begriff eine lange Vorgeschichte in der monastisch-asketischen Tradition (bes. Ignatius von Loyola), ist aber erst im Umkreis des I. Vatikanischen Konzils (1869/70) entstanden und wird auf eine Textstelle aus dem 2. Brief des Paulus an die Korinther zurückgeführt:

„4Denn die Waffen unsrer Ritterschaft sind nicht fleischlich, sondern mächtig vor Gott, zu zerstören Befestigungen; 5wir zerstören damit die Anschläge und alle Höhe, die sich erhebt wider die Erkenntnis Gottes, und nehmen gefangen alle Vernunft unter den Gehorsam Christi 6und sind bereit, zu rächen allen Ungehorsam, wenn euer Gehorsam erfüllt ist.“

## Sag beim Abschied leise Servus.
Dies ist die Anfangszeile eines vom deutsch-österreichischen Komponisten Peter Kreuder auf der Basis einer Melodie aus der Operette Blindekuh von Johann Strauss (Sohn) komponierten Schlagers aus dem Jahr 1936, dessen Text Harry Hilm und Hans Lengsfelder schrieben. Am Anfang des Liedes werden die Abschiedslieder anderer europäischer Metropolen aufgezählt:
- Paris: „Bonsoir, Bonsoir, Paris“
- Rom: „Ciao“ oder musikalisch „Arrivederci Roma“

Dann folgt:
und bei uns in Wien, da sagt man ganz einfach „Servus“.
Am Ende des Liedes heißt es dann:
Sag’ beim Abschied leise „Servus“,

und gibt’s auch ein Wiedersehen,

einmal war es doch schön.
Der Titel wird heute noch scherzhaft von jemandem zitiert, der sich von einem Menschen trennt.

## Sag mir Quando sag mir wann.
Diese Aufforderung ist der Beginn des Refrains der deutschen Version des italienischen Schlagers Quando, quando, quando (im Original 1962 von Tony Renis, bekannt auch durch Caterina Valente, Peter Alexander, Dieter Thomas Kuhn und viele andere), in dem mit dem italienischen Wort quando ‚wann‘ gespielt wird. Der Schlager beginnt mit folgenden Versen:
Sag mir Quando, sag mir wann,

sag mir Quando Quando Quando

ich Dich wiedersehen kann

ich hab’ immer für Dich Zeit

## Sag mir, wo die Blumen sind.

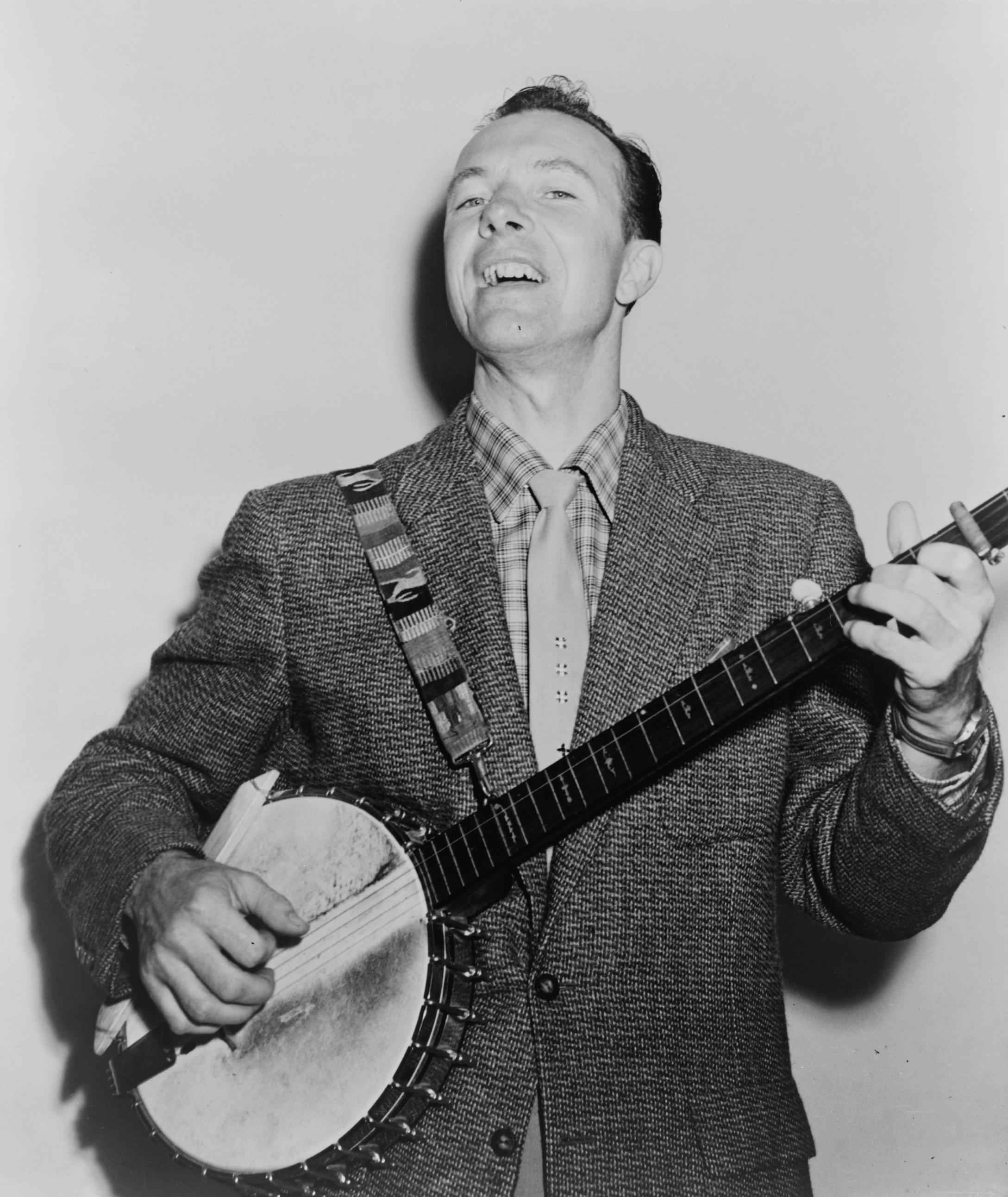
Pete Seeger

Sag mir, wo die Blumen sind (englisch: Where have all the flowers gone?) ist der Anfang eines Lieds des US-amerikanischen Folksängers Pete Seeger aus dem Jahr 1961. Das Lied wiederholt als Refrain die melancholische Frage nach der Einsichtsfähigkeit der Menschen:
Wann wird man je verstehn, wann wird man je verstehn?
Das Lied entstand stückweise gegen Ende der 1950er Jahre. Pete Seeger gibt an, die Grundidee einem ukrainischen Volkslied entlehnt zu haben, von dem er drei Verse als Zitat in dem Roman Der stille Don von Michail Scholochow entdeckt hatte:
| А где ж гуси? В камыш ушли. А где ж камыш? Девки выжали. А где ж девки? Девки замуж ушли. А где ж казаки? На войну пошли … | Und wo sind die Gänse? Sie liefen ins Schilf. Und wo ist das Schilf hin? Von Mädchen gemäht. Und wo sind die Mädchen? Verheiratet längst! Und wo die Kosaken? Sind fort in den Krieg! | […] Where are the flowers? The girls have plucked them. Where are the girls? They’ve all taken husbands. Where are the men? They’re all in the army. |

Der deutsche Text wurde besonders durch die Interpretation von Marlene Dietrich bekannt.

## Sage nicht alles, was du weißt, aber wisse alles, was du sagst.
Dieser Satz ist eine von vielen Ermahnungen des Dichters Matthias Claudius an seinen Sohn Johannes:
…

Tue keinem Mädchen Leides und denke, daß Deine Mutter auch ein Mädchen gewesen ist.

Sage nicht alles, was Du weißt, aber wisse immer, was Du sagst.

Hänge Dich an keinen Großen.

Sitze nicht, wo die Spötter sitzen, denn sie sind die Elendsten unter allen Kreaturen.

…

## Salomonisches Urteil

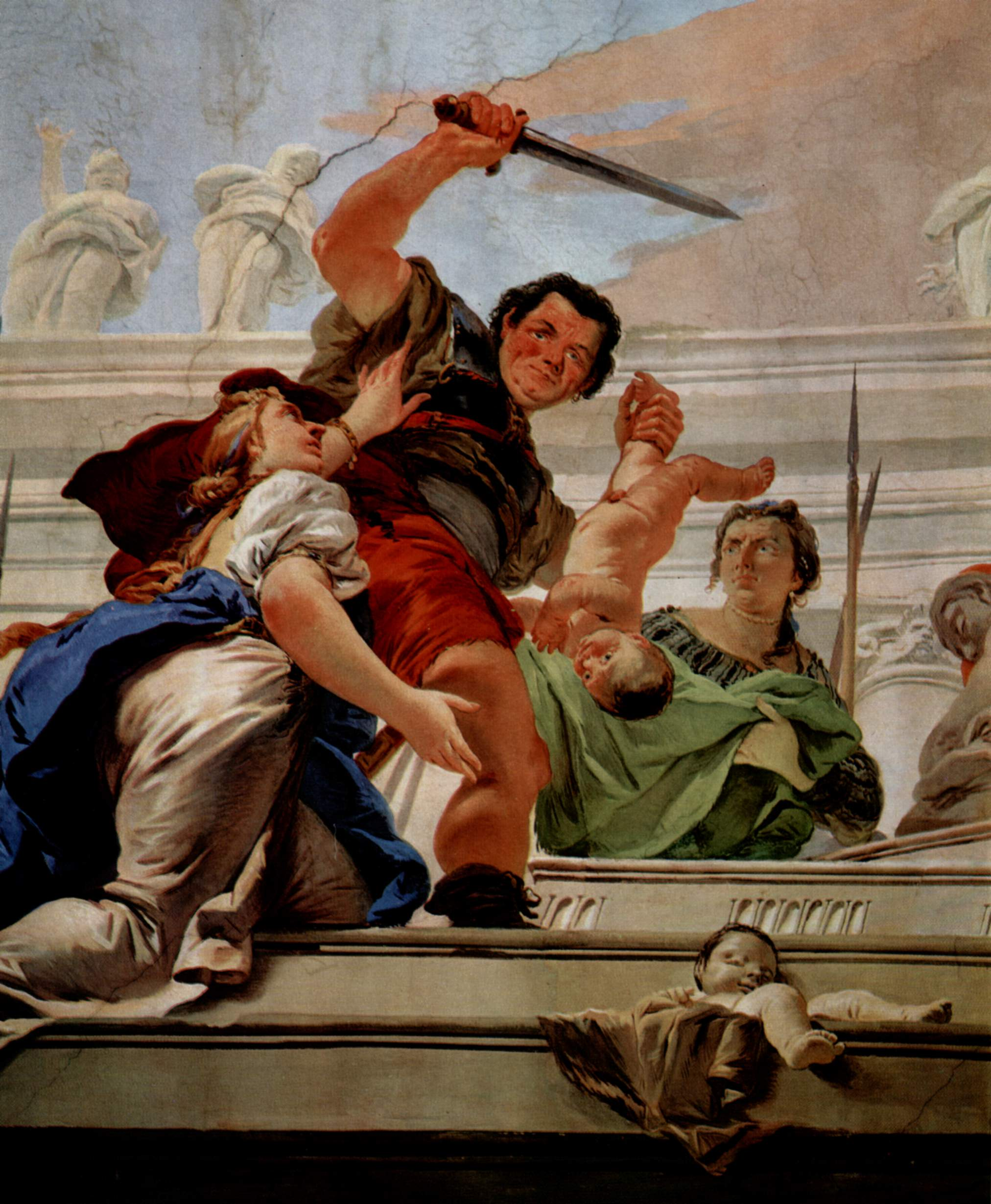
Tiepolo: Das Urteil Salomos

Ein salomonisches Urteil ist ein verblüffend kluges Urteil, das auf den alttestamentlichen König Salomo zurückgeht (1. Buch der Könige, 3, 16-28), der den Streit zweier Mütter um ein Kind schlichtet, indem er vorgibt, das Kind zerteilen zu lassen:

„Damals kamen zwei Dirnen und traten vor den König.

Die eine sagte: »Bitte, Herr, ich und diese Frau wohnen im selben Haus, und ich habe dort in ihrem Beisein geboren. Am dritten Tag nach meiner Niederkunft gebar auch diese Frau. Wir waren beisammen; kein Fremder war bei uns im Haus, nur wir beide waren dort. Nun starb der Sohn dieser Frau während der Nacht; denn sie hatte ihn im Schlaf erdrückt. Sie stand mitten in der Nacht auf, nahm mir mein Kind weg, während deine Magd schlief, und legte es an ihre Seite. Ihr totes Kind aber legte sie an meine Seite. Als ich am Morgen aufstand, um mein Kind zu stillen, war es tot. Als ich es aber am Morgen genau ansah, war es nicht mein Kind, das ich geboren hatte.«“

Die beiden Frauen rufen König Salomo als Richter an. Der schlägt vor, das Kind mit dem Schwert zu teilen, um beiden Frauen je die Hälfte zu geben. An der Mutterliebe, die das Kind lieber der falschen Frau überlässt, als es töten zu lassen, erkennt Salomo die echte Mutter und händigt ihr das Kind lebend aus.

## Salz der Erde

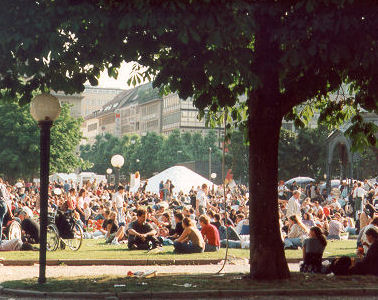
„Ihr seid das Salz der Erde“ war das Motto des Evangelischen Kirchentags 1999 in Stuttgart, symbolisiert durch einen Salzberg.

Das Bild vom „Salz der Erde“ stammt aus der Bergpredigt (Mt 5,13 ): „Ihr seid das Salz der Erde.“ Damit wollte Jesus von Nazaret die Bedeutung seiner Jünger für die christliche Mission hervorheben. Speisesalz diente als einziges Konservierungsmittel und war kostbar. Das Zitat geht wie folgt weiter:

„Wenn nun das Salz nicht mehr salzt, womit soll man salzen? Es ist zu nichts mehr nütze, als dass man es wegschüttet und läßt es von den Leuten zertreten.“

Passend zum Motto des Evangelischen Kirchentags 1999 in Stuttgart „Ihr seid das Salz der Erde“ wurden auf dem Schlossplatz 400 Tonnen Salz fünf Meter hoch aufgeschüttet.

## Same procedure as every year
In dem Fernsehsketch Dinner for One fragt der Butler James immer wieder und unter steigendem Alkoholeinfluss zunehmend lallend:
„The same procedure as last year, Miss Sophie?“
„Der gleiche Ablauf wie im vergangenen Jahr, Miss Sophie?“
Diese erwidert regelmäßig:
„The same procedure as every year, James.“
„Der gleiche Ablauf wie in jedem Jahr, James.“
Schließlich beendet Miss Sophie den Abend mit einem einladenden „I think I’ll retire“ („Ich denke, ich werde mich zurückziehen“), was James nach dem obligatorischen „The same procedure as last year? – The same procedure as every year“ mit einem Augenzwinkern und einem nonchalanten „Well, I’ll do my very best“ („Ich werde mein Bestes geben“) quittiert, um sich dann mit ihr zurückzuziehen.

## Samstags gehört Vati mir.
Mit diesem Slogan warb der Deutsche Gewerkschaftsbund im Jahr 1956 für die Fünftagewoche. Ein DGB-Plakat zeigte einen kleinen Jungen mit dem Schriftzug „Samstags gehört Vati mir“.
In Westdeutschland wurde die Arbeitszeit direkt nach dem Zweiten Weltkrieg in den ersten Jahren wegen des Wiederaufbaus der Wirtschaft zunächst verlängert und seit Mitte der 1950er Jahre dann wieder verkürzt.
1950 betrug die wöchentliche Arbeitszeit 48 Stunden, im Jahr 1955 sogar 49 Stunden. Umfragen ergaben, dass die Industriearbeiter einen freien Samstag einer täglichen Arbeitszeitverkürzung vorzogen.
Der Tagesspiegel gab (wann) unter der Überschrift Samstags gehört Vati mir! – Aber warum nur samstags? zu bedenken, dass Familienpolitik heiße, die Männer zu fordern und zu fördern, während die Berliner Zeitung (wann) unter der Überschrift Am Wochenende gehört mir der Papa nicht mehr Gedanken zum Thema Wochenendarbeit in der Industrie ausführt.

## Sapere aude!

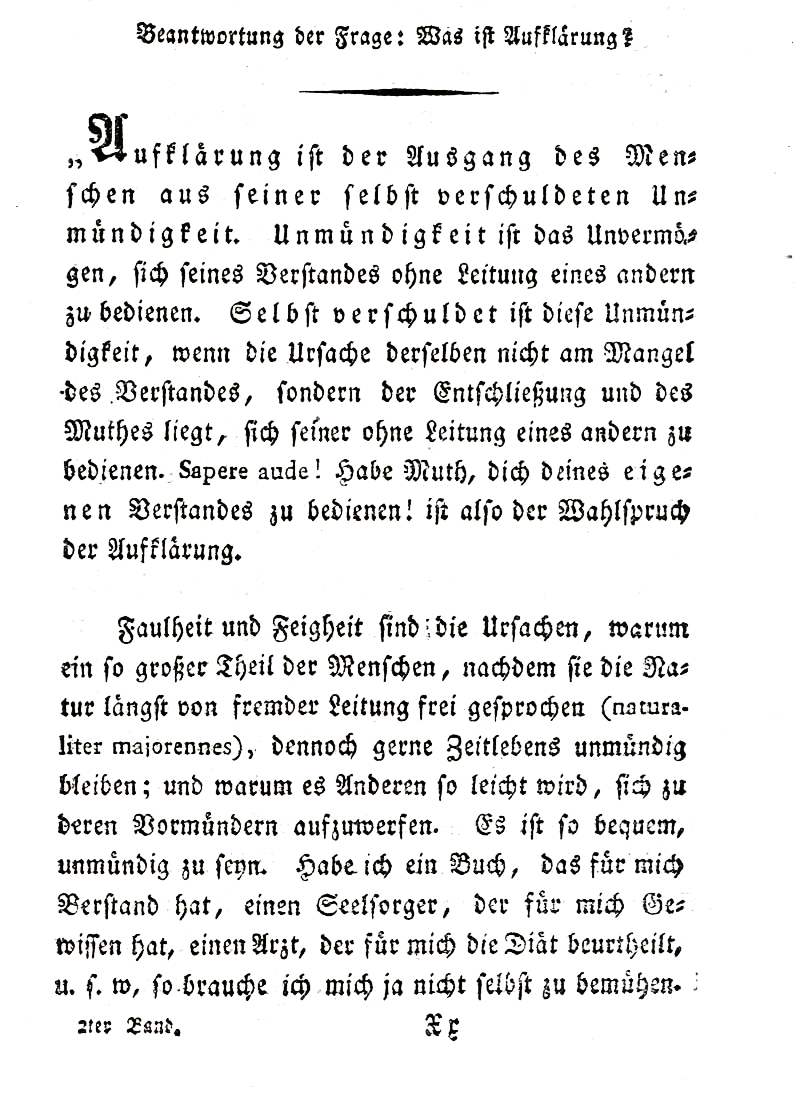
Beantwortung der Frage: Was ist Aufklärung?

Diese lateinische Aufforderung findet sich in einem der Briefe des römischen Dichters Horaz und bedeutet auf Deutsch:

„Wage es, weise zu sein!“

Der ganze Satz heißt:

“Dimidium facti, qui coepit, habet: sapere aude, incipe.”

Der erste Teil des Zitates hat selbst Sprichwort-Charakter erlangt:

„Frisch gewagt ist halb gewonnen!“

In der näher an der lateinischen Form liegenden Übertragung heißt es:

„Wer (erst mal) begonnen hat, hat (damit) schon zur Hälfte gehandelt!“

Der deutsche Philosoph Immanuel Kant griff diese Worte 1784 in seinem Aufsatz Beantwortung der Frage: Was ist Aufklärung? auf und machte sie zum Wahlspruch der Aufklärung. Bei Kant heißt es:

„Aufklärung ist der Ausgang des Menschen aus seiner selbstverschuldeten Unmündigkeit. Unmündigkeit ist das Unvermögen, sich seines Verstandes ohne Leitung eines anderen zu bedienen. Selbstverschuldet ist diese Unmündigkeit, wenn die Ursache derselben nicht am Mangel des Verstandes, sondern der Entschließung und des Mutes liegt, sich seiner ohne Leitung eines anderen zu bedienen. Sapere aude! Habe Mut, dich deines eigenen Verstandes zu bedienen! ist also der Wahlspruch der Aufklärung.“

Sapere aude! bedeutet wörtlich „Wage zu wissen!“ und wurde von Kant mit „Habe den Mut dich deines eigenen Verstandes zu bedienen!“ erläutert.

## Sapienti sat.
Dieser kurze lateinische Satz stammt aus dem Stück Persa des römischen Komödiendichters Plautus und wurde später vom Dichter Terenz in seinem Stück Phormio zitiert:

“Dictum sapienti sat est.”

„Dieses Wort genügt dem Verständigen!“

Gemeint ist damit, dass der Eingeweihte keine weitere Erklärung brauche. Dieses Zitat entspricht dem deutschen Sprichwort:

„Gelehrten ist gut predigen.“

Henriett Lindner betrachtet dieses lateinische Zitat als zentral für die Beschreibung von E. T. A. Hoffmanns Werk:

„Die Poetik Hoffmanns kann man am deutlichsten in seinem Satz ausgedrückt finden: sapienti sat. Diesen Satz schreibt Hoffmann an zwei entscheidenden Stellen.“

Der vollkommene Maschinist
„Um nun daher wenigstens die ersten Prinzipe der von mir erfundenen herrlichen Theorie, die vorzüglichsten Ideen vom Untergange zu retten, schreibe ich, soviel ich vermag, nur alles rhapsodisch hin und denke auch dann: Sapienti sat!“
Der Fall Natanael
„Der Professor der Poesie und Beredsamkeit nahm eine Prise, klappte die Dose zu, räusperte sich und sprach feierlich: ‚Hochzuverehrende Herren und Damen! merken Sie denn nicht, wo der Hase im Pfeffer liegt? Das Ganze ist eine Allegorie – eine fortgeführte Metapher! – Sie verstehen mich! – Sapienti sat!‘“

## Schale des Zorns
Die Redewendung „die Schale des Zorns über jemanden ausgießen“ ist biblischen Ursprungs. Schalen des Zorns werden in der Offenbarung des Johannes erwähnt.
Im 15. Kapitel der Offenbarung heißt es:

„Und eines der vier Tiere gab den sieben Engeln sieben goldene Schalen voll Zorns Gottes …“

Im 16. Kapitel der Offenbarung heißt es:

„Und ich hörte eine große Stimme aus dem Tempel, die sprach zu den sieben Engeln: Gehet hin und gießet aus die Schalen des Zorns Gottes auf die Erde!“

Mit dieser meist in gehobener Redeweise gebrauchten Wendung wird ausgedrückt, dass jemand seinen Zorn spüren lässt. So ist es auch der Fall im Buch Die Schalen des Zorns von Robert K. Massie, in dem das Heraufziehen des Ersten Weltkriegs beschrieben wird. „Die Schalen des Zorns waren voll“, notierte Winston Churchill rückblickend für das Jahr 1914. Der deutsche Kaiser Wilhelm II. hatte die Briten seit den 1890er Jahren mit seiner aggressiven Flottenrüstung herausgefordert.

## Schalke 05

Logo des FC Schalke 04

Die Journalistin Carmen Thomas moderierte 1973 als erste Frau eine Sportsendung im deutschen Fernsehen Das aktuelle sportstudio im ZDF.
Am 21. Juli 1973 unterlief ihr der Versprecher:

„FC Schalke 05 gegen – jetzt hab ich’s vergessen – Standard Lüttich.“

Die Bild-Zeitung forderte zwei Wochen später ihre Entlassung. Die Interview-Zeitschrift Galore (Volume 18, Mai 2006) schreibt zudem, dass Carmen Thomas am Abend ihrer zweiten „Sportstudio“-Moderation eine kalt geschriebene Kritik der Live-Sendung vorlas:

„Sie brauchen heute nicht zu gucken, weil eine große deutsche Zeitung schon weiß, wie ich heute sein werde.“

Die Ausgabe der Bild am Sonntag mit einem Kommentar über ihre Sendung war bereits vor Sendebeginn am Kiosk zu kaufen.
Obwohl oft zu lesen ist, dass der „Schalke-05“-Versprecher ihre Karriere beim Sportstudio beendet habe, moderierte sie das Sportstudio noch 1½ Jahre weiter.

## Schau, Bruder Narr, mir in’s Gesicht
Schau, Bruder Narr, mir in’s Gesicht, Erkennst du dort dich selber nicht? ist eine Zeile aus einem Liedtext, wie es die Gruppe Spielbann singt. Sie erinnert an den Text des Narrenschiffs (Daß Narrenschyff ad Narragoniam) von 1494 von Sebastian Brant.

## Schau heimwärts, Engel!
Schau heimwärts, Engel! (englisch Look Homeward, Angel) ist der Titel des autobiografischen Romans des US-amerikanischen Schriftstellers Thomas Wolfe, in dem ein steinerner Engel eine wichtige Rolle spielt.
Der Titel ist ein Zitat aus der Elegie Lycidas des englischen Dichters John Milton, die dieser 1637 für seinen ertrunkenen Schulfreund Edward King schrieb. Darin heißt es:

“Look homeward Angel now, and melt with ruth.”

„Schau jetzt heimwärts, Engel, und lass dich von Mitleid erweichen.“

Der Titel wird heute mit wechselnden Namen zitiert:
- „Schau heimwärts, Flanders“ (Episode der Simpsons)
- „Schau heimwärts, Poona“ (Krimi)
- „Schau heimwärts, Mensch!“

## Schau mir in die Augen, Kleines!
Dieses Zitat stammt aus einer frühen Synchronfassung des Films Casablanca. In der neueren sagt Rick:

“Here’s looking at you, kid.”

„Ich seh dir in die Augen, Kleines!“

Diese Worte sagt er einmal in einer Szene in Paris und dann in der Abschiedsszene. Dieser Trinkspruch wurde von Humphrey Bogart improvisiert. Im Drehbuch stand eigentlich:

“Here’s good luck to you.”

„Viel Glück für dich.“

Er hatte diesen Satz bereits acht Jahre zuvor in einem anderen Film gesagt. Michael Curtiz gefiel der Spruch so gut, dass er ihn öfter benutzte.
Das Zitat ist heute so populär, dass es in allen möglichen Zusammenhängen benutzt wird:
- „Ratgeber Psychologie: Schau mir in die Augen, Kleines!“
- „Videokonferenzen: Schau mir in die Augen, Kleines!“
- „Schau mir ins Hirn, Kleines!“

## Schau’n mer mal!
„Schau’n mer mal!“ (hochdeutsch: „Schauen wir einmal!“) ist eine bayerische Redewendung, die durch den ehemaligen Fußballprofi Franz Beckenbauer in ganz Deutschland populär wurde.
Sie verleiht der Ansicht des Benutzers Ausdruck, dass erst einmal abzuwarten ist und zuerst der Fortgang der Ereignisse genauer zu verfolgen sei, bevor eine Entscheidung getroffen wird – es in gewisser Weise auch sinnvoller ist, im Moment mehr Informationen zu sammeln, bevor eine Meinung bekannt gegeben oder eine Entscheidung getroffen wird, solange kein akuter Handlungsbedarf besteht. Demgemäß ist sie eine beliebte bayerische Antwort auf eine Frage nach einer Entscheidung („aufschiebende Wirkung“), aber andererseits in einer Variation auch ein Hinweis darauf, dass etwas nun genauer untersucht wird („schau mer (erst) a mal!“ – „schauen wir (erst) einmal“). Eine populäre Langfassung der Redewendung lautet dementsprechend: „Erst tun mer mal garnix; dann schau’n mer mal; und dann wer’n mer scho’ seh’n.“
Der Spruch gibt Beckenbauers Weltanschauung wieder, die nach eigenem Bekunden hier ein bisschen Konfuzius, dort ein bisschen Wiedergeburt und indische Gelassenheit enthält. Beckenbauer selbst sagt zu diesem Spruch:

„Ich kann ja keine Entscheidung treffen, wenn ich noch unsicher bin. Daher kommt der Ausdruck ‚Schaun mer mal‘.“

## Schaut auf diese Stadt!
Der Berliner Politiker Ernst Reuter sagte in einer Rede am 9. September 1948 in Berlin:

„Ihr Völker der Welt, ihr Völker in Amerika, in England, in Frankreich, in Italien! Schaut auf diese Stadt und erkennt, daß ihr diese Stadt und dieses Volk nicht preisgeben dürft und nicht preisgeben könnt! Es gibt nur eine Möglichkeit für uns alle: gemeinsam so lange zusammenzustehen, bis dieser Kampf gewonnen, bis dieser Kampf endlich durch den Sieg über die Feinde, durch den Sieg über die Macht der Finsternis besiegelt ist.“

Während der Blockade Berlins durch die Sowjetunion wurde Reuter zur Symbolfigur des Berliner Durchhaltewillens. In die deutsche Zeitgeschichte eingegangen ist diese Rede vor der Ruine des Reichstagsgebäudes, in welcher er an die Weltgemeinschaft appellierte, West-Berlin nicht fallen zu lassen.

## Scheiden tut weh.
Diese Floskel findet sich im Matrosenlied von Wilhelm Gerhard, das mit folgender Zeile beginnt:
Auf, Matrosen! Die Anker gelichtet!
Weiter heißt es:
Liebchen, ade!

Scheiden tut weh!

Morgen gehts in die wogende See.
In dem Kinderlied Winters Abschied von Hoffmann von Fallersleben tauchen die beiden kurzen Zeilen in abgewandelter Form wieder auf:
Winter ade!

Scheiden tut weh!

Aber dein Scheiden macht

Dass mir das Herze lacht.
Möglicherweise hat Hoffmann von Fallersleben die Zeilen aus dem Matrosenlied übernommen.

## Scheidung auf Italienisch
Scheidung auf italienisch war der deutsche Titel des italienischen Spielfilms Divorzio all’italiana unter der Regie von Pietro Germi.
Die Handlung der Komödie basiert auf der Eigentümlichkeit der italienischen Gesetzgebung, die früher keine Ehescheidung erlaubte, aber für einen Ehemann, der seine Frau beim Ehebruch überraschte und sie aus verletztem Ehrgefühl tötete, nur sehr milde Strafen vorsah. So kommt ein Baron auf die Idee, seine Frau einem Liebhaber in die Arme zu treiben. Dann erschießt er seine Frau und kann nach einer Gefängnisstrafe von 18 Monaten seine Cousine heiraten.
Verwendung
- Scheidung auf Türkisch – Ein Fall für Kati Hirschel (Roman)
- „Schmutzige Scheidung auf Russisch“ (Russisches Öl-Joint-Venture)
- „Scheidung auf Katholisch“ (Annullierung von Ehen nach Kirchenrecht)

## Scheint die Sonne noch so schön, einmal muss sie untergehn.
Diese beiden Verse stammen aus dem bekannten Lied Brüderlein fein in Ferdinand Raimunds Singspiel Das Mädchen aus der Feenwelt oder Der Bauer als Millionär von 1826. Das Lied beginnt mit dieser Strophe:
Brüderlein fein, Brüderlein fein,

Musst mir ja nicht böse sein!

Scheint die Sonne noch so schön,

Einmal muss sie untergehn.

Brüderlein fein, Brüderlein fein,

Musst nicht böse sein!

## Schießen Sie (nicht) auf den Pianisten!
Schießen Sie auf den Pianisten (französisch Tirez sur le pianiste) ist der Titel eines französischen Films von François Truffaut aus dem Jahr 1959, in dem Charles Aznavour einen Klaviervirtuosen spielt, der zum Barpianisten heruntergekommen ist und in eine Kriminalgeschichte verwickelt wird.
Verwendung:
- „Schießen Sie nicht auf den Touristen!“ (Analyse des globalen Tourismus von Duccio Canestrini)
- „Schießen Sie nicht auf den Kulturdezernenten!“
- „Bitte schießen Sie nicht auf die Bäckereifachverkäuferin!“ (Florian Sendtner)
- Der Titel einer LP von Elton John lautet Don’t shoot me, I’m only the Piano Player (Schießen Sie nicht auf mich, ich bin nur der Pianist).
- Nach dem Massaker von Srebrenica 1995 sagte der niederländische Blauhelm-Kommandant Thomas Karremans zu einem serbischen Befehlshaber: Don’t shoot at the piano player. Mit dem englischen Spruch wollte er zu verstehen geben, dass seine Leute mit der Angelegenheit nichts zu tun hätten.

## Schifoan ist des Leiwandste, was ma si nur vorstö’n kann.
Schifoan (hochdeutsch Skifahren) ist ein Lied des Austropop-Interpreten Wolfgang Ambros, dessen Refrain folgendermaßen lautet:
Schifoan – Schifoan – ooooh – Schifoan.

Weil Schifoan ist des Leiwandste,

was ma si nur vorstell’n kann.
Ambros besingt das „Schifoan“ im Stubaital und in Zell am See als „des Leiwandste, was ma si nur vorstö’n kann“ (das Schönste, das man sich nur vorstellen kann). Das Lied gilt als österreichische „Wintersporthymne“. Dieser Song wurde beim Publikum des Après-Ski zum heimlichen Hit, was Ambros erst bewusst wurde, als die Fans bei seiner nächsten Tournee immer wieder danach verlangten.

## Schild des Glaubens
Diese Metapher findet sich im Brief des Paulus an die Epheser, wo der Apostel Paulus schreibt:

„11Ziehet an den Harnisch Gottes, daß ihr bestehen könnet gegen die listigen Anläufe des Teufels. 12Denn wir haben nicht mit Fleisch und Blut zu kämpfen, sondern mit Fürsten und Gewaltigen, nämlich mit den Herren der Welt, die in der Finsternis dieser Welt herrschen, mit den bösen Geistern unter dem Himmel. 13Um deswillen ergreifet den Harnisch Gottes, auf daß ihr an dem bösen Tage Widerstand tun und alles wohl ausrichten und das Feld behalten möget. 14So stehet nun, umgürtet an euren Lenden mit Wahrheit und angezogen mit dem Panzer der Gerechtigkeit 15und an den Beinen gestiefelt, als fertig, zu treiben das Evangelium des Friedens. 16Vor allen Dingen aber ergreifet den Schild des Glaubens, mit welchem ihr auslöschen könnt alle feurigen Pfeile des Bösewichtes;“

Schild des Glaubens ist ferner ein Kinderbuch zur religiösen Erziehung mit den wichtigsten Geschichten aus dem Alten und Neuen Testament, basierend auf der Lutherbibel und zusammengestellt von Jörg Erb. Dieses Buch, das 2008 in der 61. Auflage erschienen ist, war nach dem Zweiten Weltkrieg Jahrzehnte lang an vielen deutschen Schulen das wichtigste Lehrbuch für die christliche Unterweisung.

## Schlachtenbummler
Schlachtenbummler schimpfte man im Krieg von 1870/71 die Zivilisten, die aus Neugierde die Front besuchten. So heißt es in einer Besprechung von Berthold Auerbachs Wieder unser in einer Sammelbesprechung über „Kriegs- und Friedensliteratur“:

„An jeder Zeile merken wir, daß der König der ‚Schlachtenbummler‘ zu uns spricht, Schlachtenbummler in demselben Sinne erhaben über den gesamten Unglimpf des Wortes, wie der treue Krankenpfleger und Johanniter.“

Später bezeichnete man mit dem Wort Zuschauer bei Manövern und Aufmärschen, heute meist Anhänger von Sport-, vor allem Fußballvereinen, die ihre Mannschaft zu Auswärtsspielen begleiten.

## Schläft ein Lied in allen Dingen.
Das vierzeilige Gedicht Wünschelrute von Joseph Freiherr von Eichendorff kann als programmatisch für die Literatur der Romantik angesehen werden. Der Vorstellung, dass die Welt durch Sprache zu erlösen sei, hat Eichendorff folgende Form gegeben:
Schläft ein Lied in allen Dingen,

Die da träumen fort und fort,

Und die Welt hebt an zu singen,

Triffst du nur das Zauberwort.
Das Bild vom schlafenden Lied findet sich bereits bei Theodor Körner in seinem Gedicht Nach der Aufführung von Händels Alexanderfest in Wien 1812:
Noch ist es still, noch schweigen die Gesänge,

Noch schläft das Lied, noch schläft der Töne Strahl,

Da winkt der Meister, die Posaunen schallen,

Und er erwacht und lodert durch die Hallen.

## Schlag nach bei Shakespeare!
Diese scherzhafte Aufforderung stammt aus dem Musical Kiss me, Kate (Küss mich, Kätchen) von Cole Porter in der Übersetzung von Günther Neumann. Es handelt von einer Theatergruppe, die eine musikalische Fassung von William Shakespeares Komödie Der Widerspenstigen Zähmung aufführt.
Brush up your Shakespeare

Start quoting him now

Brush up your Shakespeare

And the women you will wow
wörtlich:
Frisch deinen Shakespeare auf

Fang jetzt an, ihn zu zitieren

Frisch deinen Shakespeare auf

Und die Frauen werden begeistert sein.
übertragen:
Schlag nach bei Shakespeare, bei dem steht was drin!
Kommst du mit Shakespeare, sind die Weiber gleich ganz hin.
Ägidius Habakuk schreibt auf der Webseite der Katholischen Bundesarbeitsgemeinschaft für Erwachsenenbildung:

„Vor längerer Zeit gab es einen Slogan – soll heißen ein geläufiges Wort bzw. einen geläufigen Satz – ‚Schlag nach bei Shakespeare‘. Eine von mir erfundene Variante lautet ‚Schlag nach bei Loriot‘. Wie ich darauf komme? … Loriot war mit seinen Persiflagen seiner Zeit weit voraus. Anders gedeutet könnte man sagen: Die Werbe-Branche hat von Loriot gelernt. Schlag nach bei Loriot!“

## Schlage die Trommel und fürchte dich nicht!
Schlage die Trommel und fürchte dich nicht ist der erste Vers eines der Zeitgedichte Heinrich Heines mit dem Titel Doctrin, das zu furchtlosem und zupackendem Handeln auffordert:
Schlage die Trommel und fürchte dich nicht,

Und küsse die Marketenderin!

Das ist die ganze Wissenschaft,

Das ist der Bücher tiefster Sinn.
Heines Gedicht erschien erstmals auf der Titelseite der Zeitschrift Vorwärts – Pariser Deutsche Zeitschrift am 20. Juli 1844.
Die Widerstandskämpferin Maria Gräfin von Maltzan verwendete diese Gedichtzeile 1986 als Titel für ihre Memoiren.

## Schlagt ihn tot, den Hund! Es ist ein Rezensent!
Dieser Ausruf ist die Schlusszeile eines Gedichts, das Goethe 1774 zuerst anonym veröffentlichte. Dieses Gedicht gilt als Antwort auf eine Rezension von Goethes Theaterstück Götz von Berlichingen aus dem Jahr 1773. Es erzählt von einem Gast, der sich bei ihm satt gegessen hat und danach herummäkelt:
Und kaum ist mir der Kerl so satt,

Tut ihn der Teufel zum Nachbar führen,

über mein Essen zu räsonnieren:

Die Supp hätt können gewürzter sein,

Der Braten brauner, feiner der Wein.

Der Tausendsakerment!

Schlagt ihn tot, den Hund!

Es ist ein Rezensent.
In einer Rezension zum Buch Literaturkritik von Stefan Neuhaus heißt es auf der Website der Universität Bamberg:

„Zu einem der im Literaturbetrieb meist zitierten Goethe-Worte avancierte der Vers ‚Schlagt ihn tot, den Hund! Es ist ein Rezensent.‘ Allerdings hat auch Goethe Rezensionen verfasst.“

Im Trauerspiel Christoph Marlow des Dramatikers Ernst von Wildenbruch aus dem Jahr 1884 heißt es zum gleichen Thema:
Ein Rezensent, siehst du, das ist der Mann,

Der alles weiß, siehst du, und gar nichts kann!

## Schleswig-Holstein, meerumschlungen

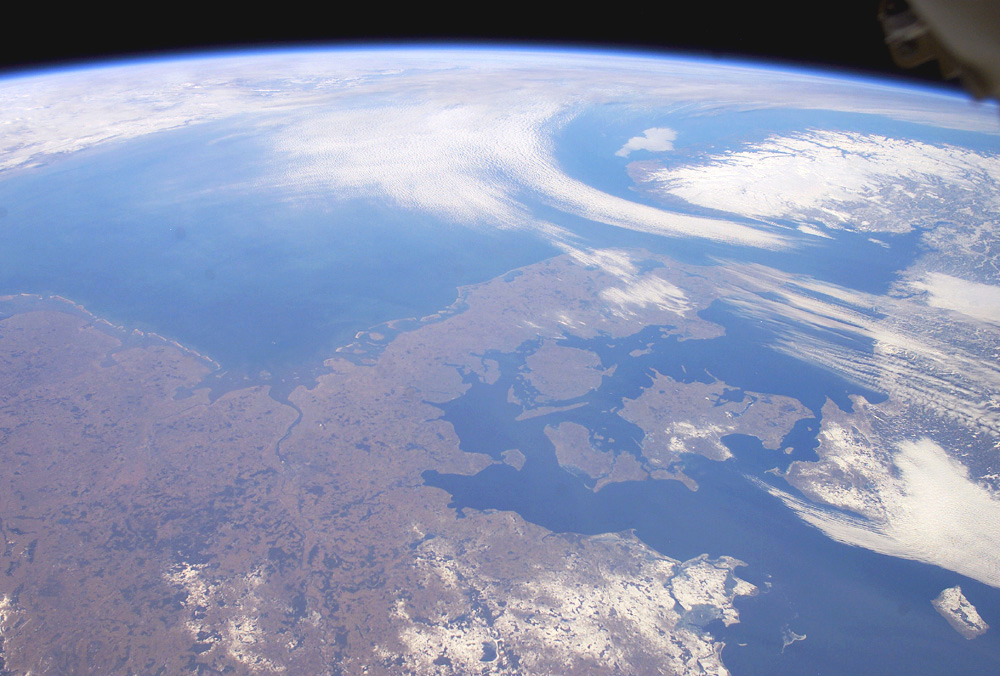
Schleswig-Holstein aus dem All

„Schleswig-Holstein meerumschlungen“ ist der Anfang eines Heimatliedes, das Matthäus Friedrich Chemnitz im Jahr 1844 dichtete. Es ist eine Umdichtung des kurz zuvor vom Berliner Rechtsanwalt Karl Friedrich Straß verfassten Liedes, das mit den folgenden Versen beginnt:
Schleswig-Holstein, schöne Lande,

Wo mein Fuß die Welt betrat.
Das Schleswig-Holstein-Lied heißt offiziell Wanke nicht mein Vaterland, der umgangssprachliche Name ist jedoch Schleswig-Holstein meerumschlungen. Chemnitz’ Lied beginnt mit den folgenden Versen:
Schleswig-Holstein, meerumschlungen,

deutscher Sitte hohe Wacht,

wahre treu, was schwer errungen,

bis ein schönrer Morgen tagt!
Auch im plattdeutschen Rundgesang Herrn Pastor sien Kauh (Vers 12) wird das Zitat verwendet:
Sleswig-Holsteen meerumslungen, meerumslungen, meerumslungen,

hannelt nu mit Ossentungen, vun Herrn Pastor sien Kauh!

## Schmelztiegel

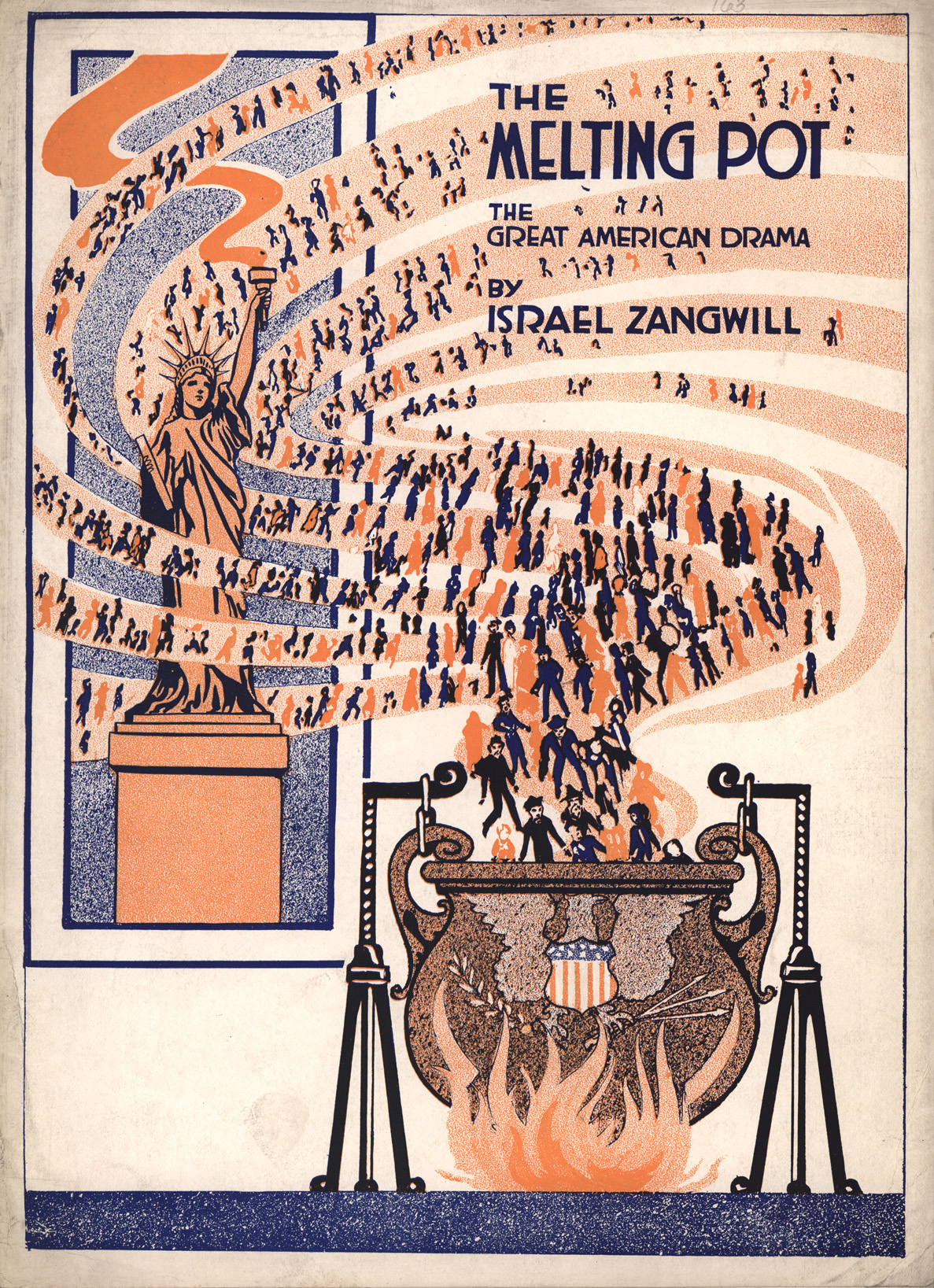
Theaterprogramm für The Melting Pot (1916)

Die Vereinigten Staaten von Amerika als Schmelztiegel zu bezeichnen geht zurück auf das Drama The Melting Pot des englischen Schriftstellers Israel Zangwill aus dem Jahr 1908, in dessen erstem Akt es heißt:

“America is God’s Crucible, the great Melting-Pot where all the races of Europe are melting and re-forming!”

„Amerika ist Gottes Feuerprobe, der große Schmelztiegel, wo alle Rassen Europas zusammenschmelzen und sich neu gestalten!“

Die Metapher „melting pot“ wurde das erste Mal von Jean de Crèvecoeur in seinem 1782 erschienenen Essay Letters from an American Farmer verwendet. Gebräuchlich wurde der Ausdruck jedoch erst durch den Erfolg des Theaterstücks The Melting Pot, das 1908 in Washington, D.C. uraufgeführt wurde.

## Schmutziger Lorbeer
Schmutziger Lorbeer ist der deutsche Titel des US-amerikanischen Films The Harder They Fall von Mark Robson aus dem Jahr 1956. Der Film mit Humphrey Bogart zeigt einen Boxer, der über manipulierte Siege in einen aussichtslosen Kampf um die Weltmeisterschaft getrieben wird.
Bogart spielt einen an ausbeuterischen Machenschaften beteiligten Sportjournalisten, der dann aber rebelliert.
In Chicago kommt es zu einer Katastrophe: Weil der angeschlagene Boxer Dundee nicht, wie geplant, frühzeitig aufgeben will, wird er zusammengeschlagen. Dundee wird bewusstlos ins Krankenhaus eingeliefert und stirbt dort.

## Schnee von gestern
Der Ausdruck, der auch als „Schnee von vorgestern“ vorkommt, bezieht sich auf Dinge, die niemanden mehr interessieren. Die Formulierung geht auf die als Refrain wiederkehrende Frage „Mais ou sont les neiges d’antan?“ („Wo aber ist der Schnee vom vergangenen Jahr?“) in einer „Ballade“ aus dem Großen Testament (1461/62) des französischen Renaissancedichters François Villon zurück, die unter dem Namen Ballade des dames du temps jadis bekannt ist. In den zugehörigen Strophen des Gedichts ist von der Vergänglichkeit der Schönheit die Rede, die mit einer Aufzählung berühmter, seit Jahrhunderten toter Frauengestalten der Antike exemplifiziert wird:
Dictes moy ou n'en quel pays

Est Flora la belle Romaine,

Archipïadés ne Thaÿs,

Qui fut sa cousine germaine,

Echo parlant quant bruyt on maine

Dessus riviere ou sus estan,

Qui beaulté ot trop plus qu’umaine.

Mais ou sont les neiges d’anten?
Zur Übersetzung erklärt Manfred Papst in einem Beitrag im Magazin der Neuen Zürcher Zeitung: „antan“ (abgeleitet vom lateinischen „ante annum“, bedeutet „das vorige Jahr“, der Plural „les neiges“ lässt sich im Deutschen nicht genau wiedergeben). „Archipiades“ ist eigentlich Alkibiades, doch wurde der Name in der mittelfranzösischen Literatur seit Jean de Meung als ein Frauenname missverstanden.
Der Fußballspieler Jens Jeremies wandelte die Redewendung ab, als er in einem Interview sagte:

„Das ist Schnee von morgen.“

## Schön ist es auch anderswo.
Dieses Wilhelm-Busch-Zitat stammt aus der Bildergeschichte Plisch und Plum, wo von einem Mister Pief erzählt wird, der mit dem Fernrohr am Auge durch die Gegend läuft:
Warum soll ich nicht beim Gehen,

Spricht er, in die Ferne sehen?

Schön ist es auch anderswo,

Und hier bin ich sowieso.
Mit diesem Satz wird heute für Reisen oder Fotoausstellungen geworben.

## Schöne neue Welt
Schöne neue Welt als ironische Bezeichnung für eine zukünftige automatisierte Welt ist der Titel der deutschen Übersetzung eines satirischen Romans von Aldous Huxley aus dem Jahr 1932. Der Originaltitel dieser Dystopie aus dem „7. Jahrhundert nach Ford“, Brave New World, ist aus William Shakespeares Schauspiel Der Sturm entlehnt (V, 1), wo die mit ihrem Vater Prospero auf eine einsame Insel verschlagene Miranda beim Anblick des Königs von Neapel und seines Gefolges begeistert ausruft:

“O, wonder!
How many goodly creatures are there here!
How beauteous mankind is!
O brave new world,
That has such people in’t!”

„O Wunder!
Was gibt’s für herrliche Geschöpfe hier!
Wie schön der Mensch ist!
Wack’re neue Welt,
Die solche Bürger trägt!“

## Schönheit liegt im Auge des Betrachters
Das bekannte Sprichwort Schönheit liegt im Auge des Betrachters wird oft David Hume (Essays moral & political, 1742) zugeschrieben (Beauty is in the eye of the beholder.), lässt sich sinngemäß aber bereits auf Thukydides zurückführen.

## Schrei, wenn du kannst!
Schrei, wenn du kannst ist der deutsche Titel des französischen Films Les Cousins von Claude Chabrol aus dem Jahr 1958. Darin wird eine Pariser Clique von gelangweilten, neurotischen Studenten aus wohlhabenden Kreisen porträtiert.
Ein junger Mann zieht aus der französischen Provinz nach Paris, um dort zu studieren. Dort wohnt er bei seinem Cousin, der ihm die Sitten der bourgeoisen, dekadenten Studenten zeigt.

## Schtonk!
Schtonk! ist eine deutsche Filmsatire auf die Veröffentlichung der gefälschten Hitler-Tagebücher durch die Illustrierte Stern im Jahr 1983.
Der Titel ist dem Film Der große Diktator von Charlie Chaplin entnommen. Darin verwendet Chaplin als Diktator in seinen Reden eine deutsch klingende Pseudosprache und erwähnt mehrmals das Wort Schtonk in einer Rede:

„Demokratsie Schtonk! Liberty Schtonk! Free Sprekken Schtonk!“

Ein Sprecher übersetzt dies aus dem Off mit:

„Die Demokratie wird abgeschafft! Die Freiheit wird abgeschafft! Die Redefreiheit wird abgeschafft!“

Lautsprachlich erinnert das Wort an das deutsche Wort Stunk, das umgangssprachlich für Zank und Nörgelei steht.

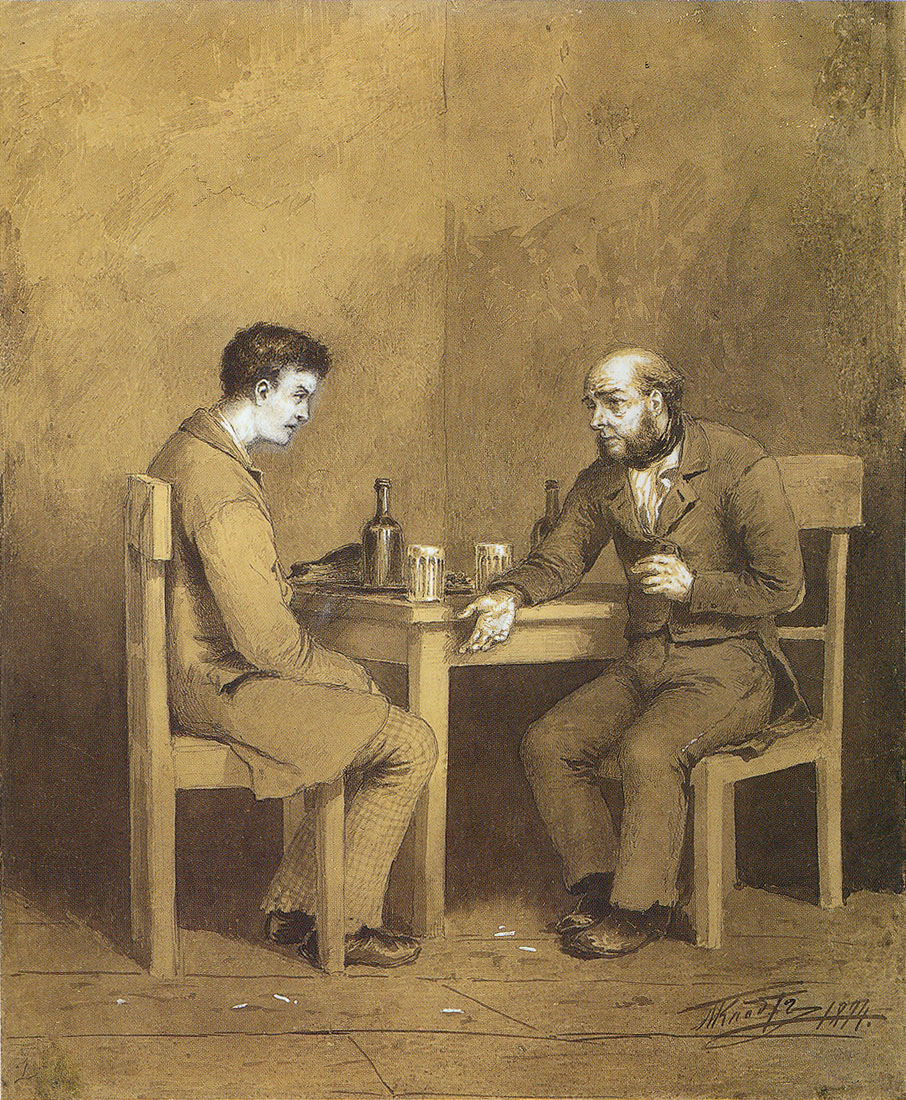
Raskolnikov und Marmeladov aus Schuld und Sühne, Fyodor Dostoevsky

## Schuld und Sühne
Die Formulierung Schuld und Sühne kann ein Kommentar zu einem Verbrechen sein, das gesühnt werden muss. Das Zitat ist der deutsche Titel von Fjodor Michailowitsch Dostojewskis Roman, der nach dem russischen Original eigentlich „Verbrechen und Strafe“ heißen müsste. Im Deutschen Sprachraum ist jedoch Schuld und Sühne der geläufigste Titel des Romans. Die viel beachtete Neuübersetzung von Swetlana Geier aus dem Jahr 1994 trägt den Titel Verbrechen und Strafe.
Thema des Romans ist ein Mord aus rationalen Gründen, der den Zusammenbruch des Mörders zur Folge hat. Unter dem Eindruck eines von ihm zufällig belauschten Wirtshausgesprächs entwickelt er die Idee eines „perfekten Mordes“, der seine Theorie der „außergewöhnlichen“ Menschen, die natürliche Vorrechte genießen sollten, untermauern soll.

## Schuss vor den Bug
In der Seefahrt traditionell ein Warnschuss (gezielt vor den Bug des gegnerischen Schiffes abgefeuert), um ein Schiff an der Weiterfahrt zu hindern oder gar zur Umkehr zu bewegen. Diese Machtdemonstration zeigt, dass die Bordkanone auch so weit schießen kann. Im übertragenen Sinne wird die Formel Schuss vor den Bug als eine sehr ernste Warnung gemeint.

## Schuster, bleib bei deinen Leisten!

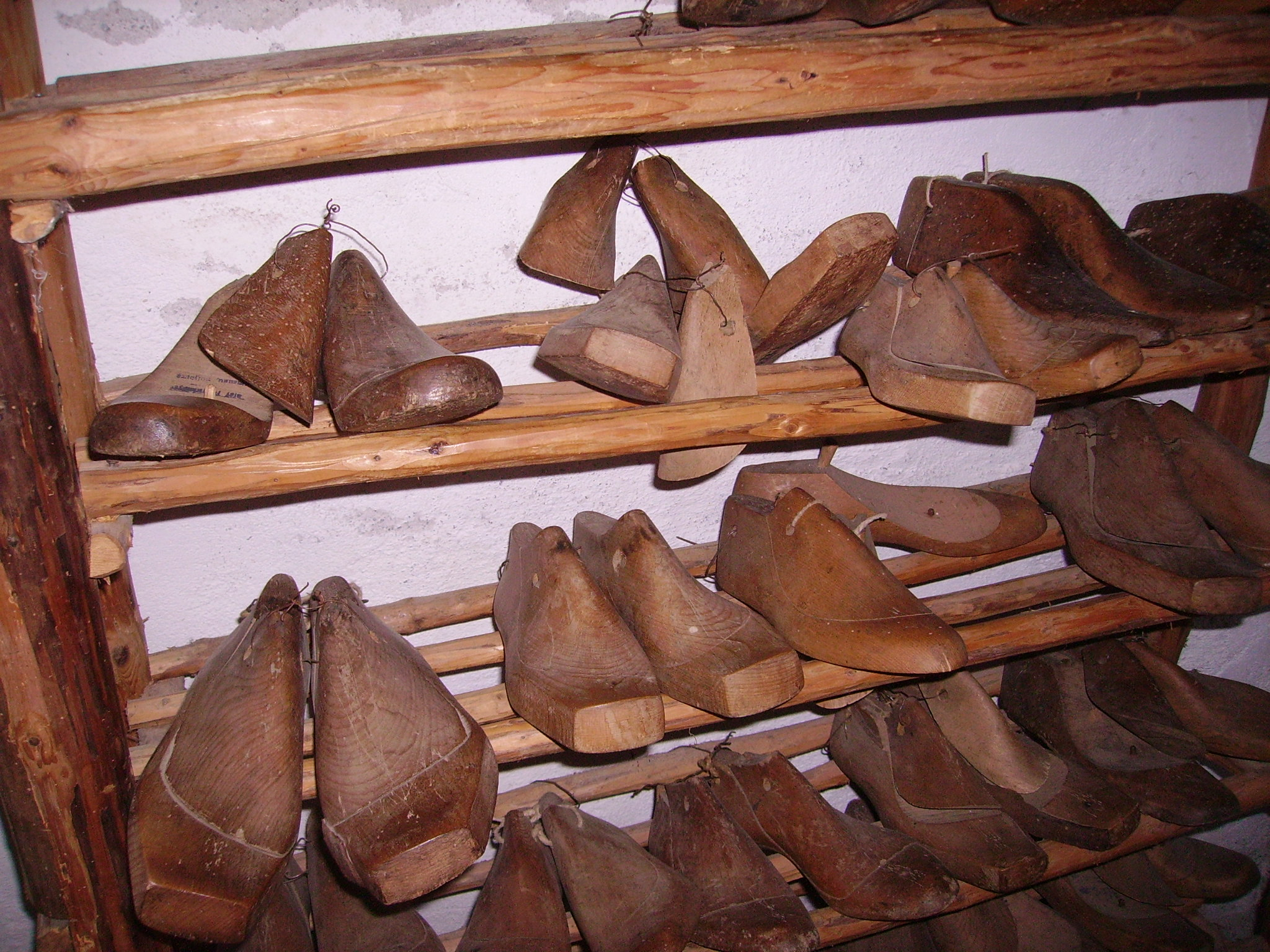
Leisten im Salzburger Freilichtmuseum

Der römische Historiker Plinius der Ältere erzählt vom Maler Apelles, dass er von einem Schuster darauf hingewiesen wurde, er habe auf einem Bild einen Schuh nicht richtig gemalt. Apelles verbesserte daraufhin das Bild. Als der Schuster nun noch mehr an seinem Bild kritisierte, rief er ärgerlich aus:

“Ne sutor supra crepidam!”

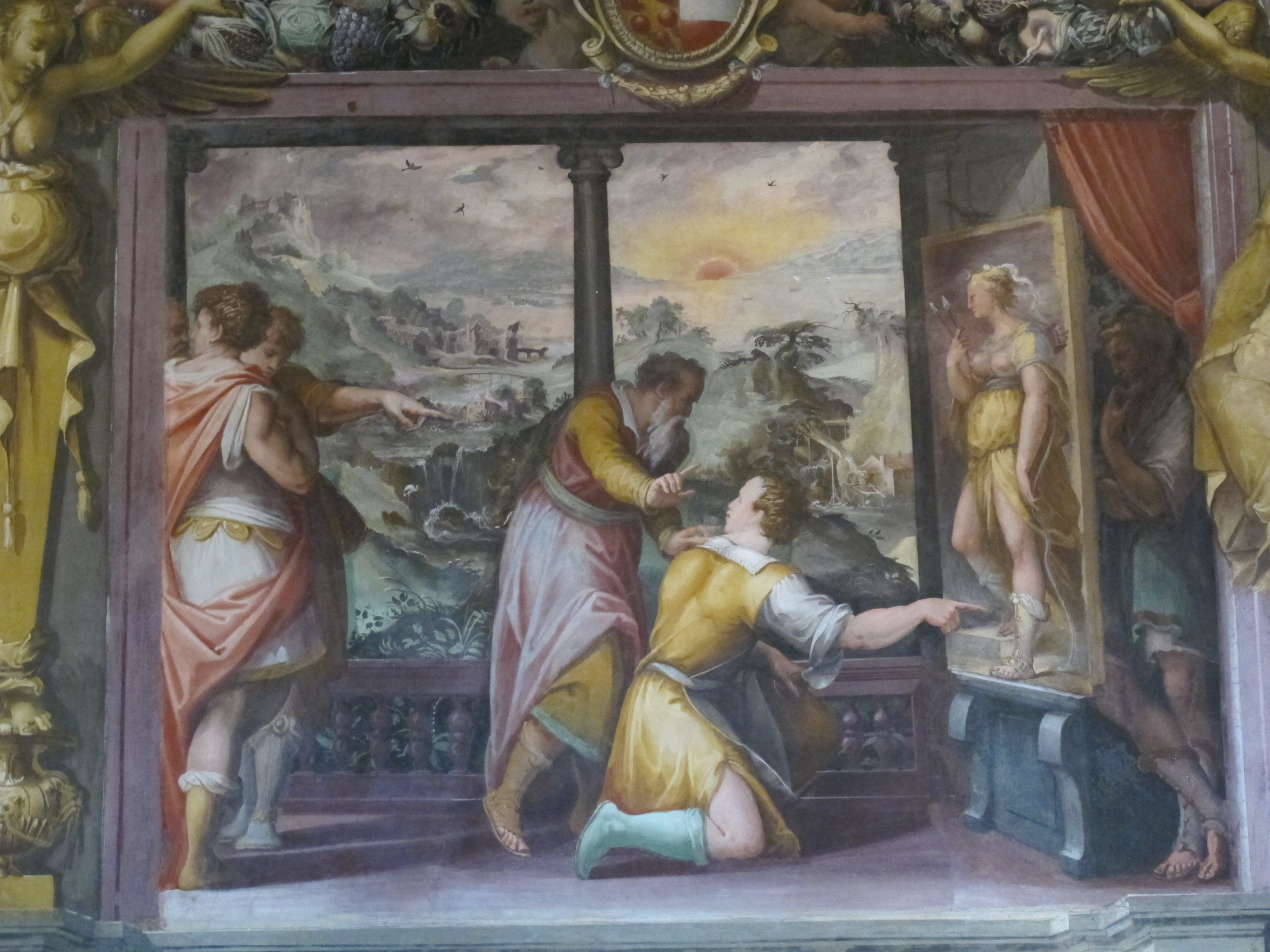
Haus Vasari in Florenz, Apelles

„Schuster, nicht über die Sandale hinaus!“

Der Leisten ist das Formstück, das zum Bau eines Schuhs verwendet wird. Früher waren diese oft aus Holz.
Meist wird dieses Sprichwort jedoch in der Mehrzahl gebraucht („Schuster, bleib bei deinen Leisten“), was mindestens ebenso sinnvoll ist, da ein Schuster nicht nur einen Leisten, sondern viele verwendet (rechte und linke Schuhe, verschiedene Schuhgrößen etc.).
Heute wird diese Redensart – auch in Abwandlungen – verwendet, um jemanden davon zurückzuhalten, sich auf einem Gebiet zu betätigen, von dem er nichts versteht:
- „Banker, bleib bei deinem Leisten!“
- „Hacker, bleib bei deinem Keyboard!“
- „User, bleib bei deinem Login!“

## Schwach wie eine Flasche leer!

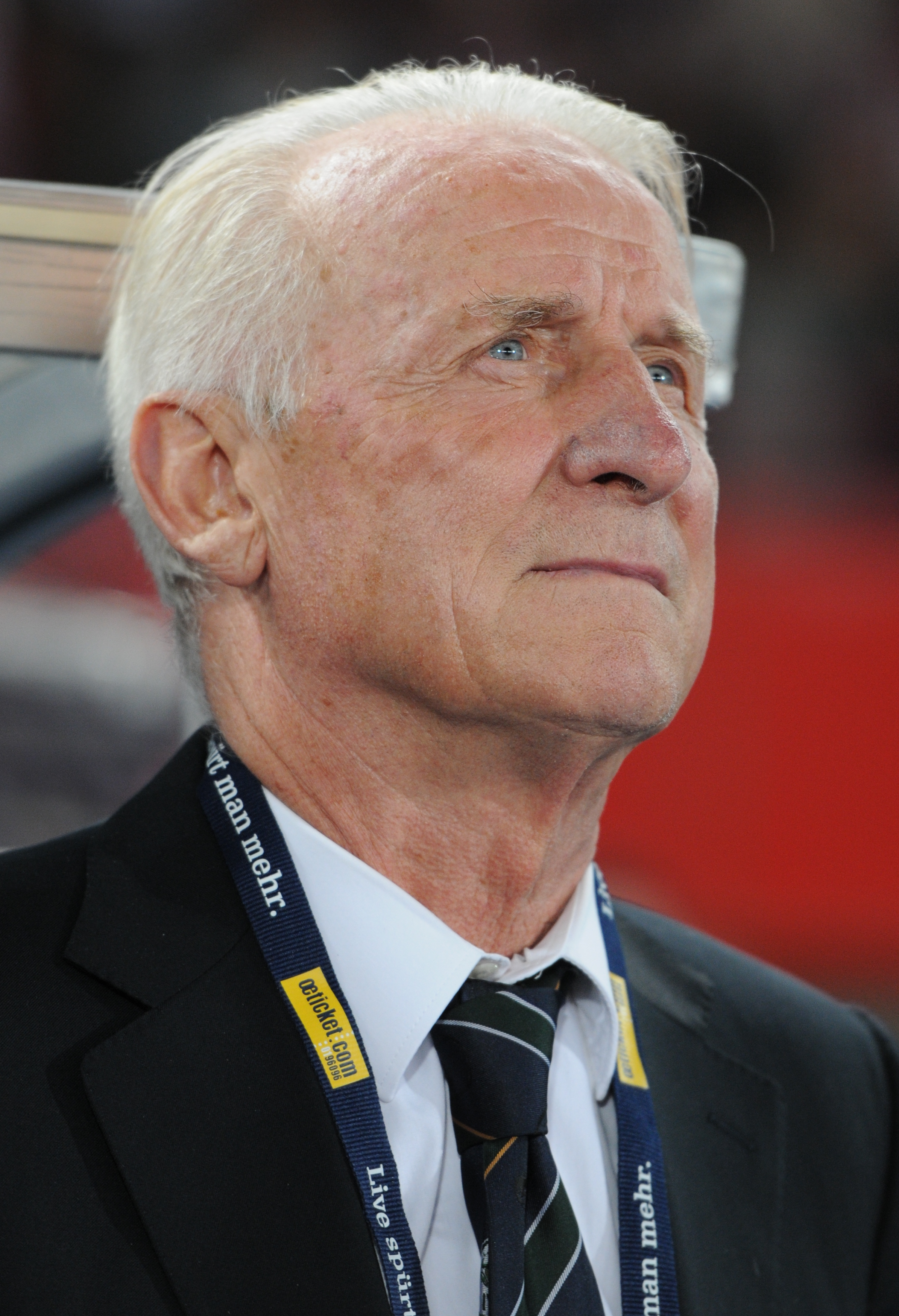
Giovanni Trapattoni

Der italienische Fußballtrainer Giovanni Trapattoni sagte in einer Pressekonferenz am 10. März 1998 über seine Spieler vom FC Bayern München:

„Ich habe auch andere Mannschaften gesehen in Europa nach diese Mittwoch. Ich habe gesehen auch zwei Tage die Training. Ein Trainer ist nicht ein Idiot! Ein Trainer sehen, was passieren in Platz. In diese Spiel es waren zwei, drei oder vier Spieler, die waren schwach wie eine Flasche leer!“

Dieser Gefühlsausbruch machte Trapattoni in Deutschland äußerst beliebt und Zitate aus dieser Rede wurden zu geflügelten Worten. Die dreiminütige Eruption vor laufenden Kameras geriet zum Running Gag der Nachrichtensendungen.
In der Tageszeitung Die Welt hieß es am 9. März 2008 über die zehn Jahre zurückliegende Pressekonferenz und die damalige Reaktion der Presseleute:

„Im Presseraum redeten alle durcheinander. Saxenhammer hatte sein Diktiergerät vom Pult genommen und spulte die Kassette zurück. Neben sich hörte er Kollegen telefonieren. ‚Das ist die Geschichte des Jahrhunderts, schaufelt alle Sendezeit frei‘, sagte Sat.1-Reporter Uli Köhler und verließ hektisch den Raum. Saxenhammer drückte auf die Play-Taste. Alles drauf, jedes Wort.“

Hintergrund der Pressekonferenz war ein Fußballspiel am 8. März 1998, das der FC Bayern München mit 0:1 gegen FC Schalke 04 verloren hatte. Da Bayern schon die beiden vorhergehenden Spiele verloren hatte, stand der Verein mit sieben Punkten Rückstand hinter dem 1. FC Kaiserslautern auf dem zweiten Tabellenplatz der Fußball-Bundesliga.

## Schwachheit, dein Name ist Weib!
Dieser männliche Stoßseufzer über die weibliche Anfälligkeit für Versuchungen ist William Shakespeares Tragödie Hamlet entnommen, wo der Titelheld die Charakterlosigkeit seiner Mutter nicht fassen kann, die wenige Wochen nach dem Tod ihres Mannes dessen Mörder geheiratet hat:

“Frailty thy name is woman!”

„Schwachheit, dein Nam ist Weib!“

Heribert Prantl, der innenpolitische Ressortleiter der Süddeutschen Zeitung, kommentierte im März 2004 die grotesk verlaufene Bundesratsabstimmung zum Einwanderungsgesetz unter der Federführung des saarländischen Ministerpräsidenten Peter Müller und die destruktive Wahl-Strategie Edmund Stoibers:

„Feigheit, dein Name ist Müller.“

## Schwamm drüber!

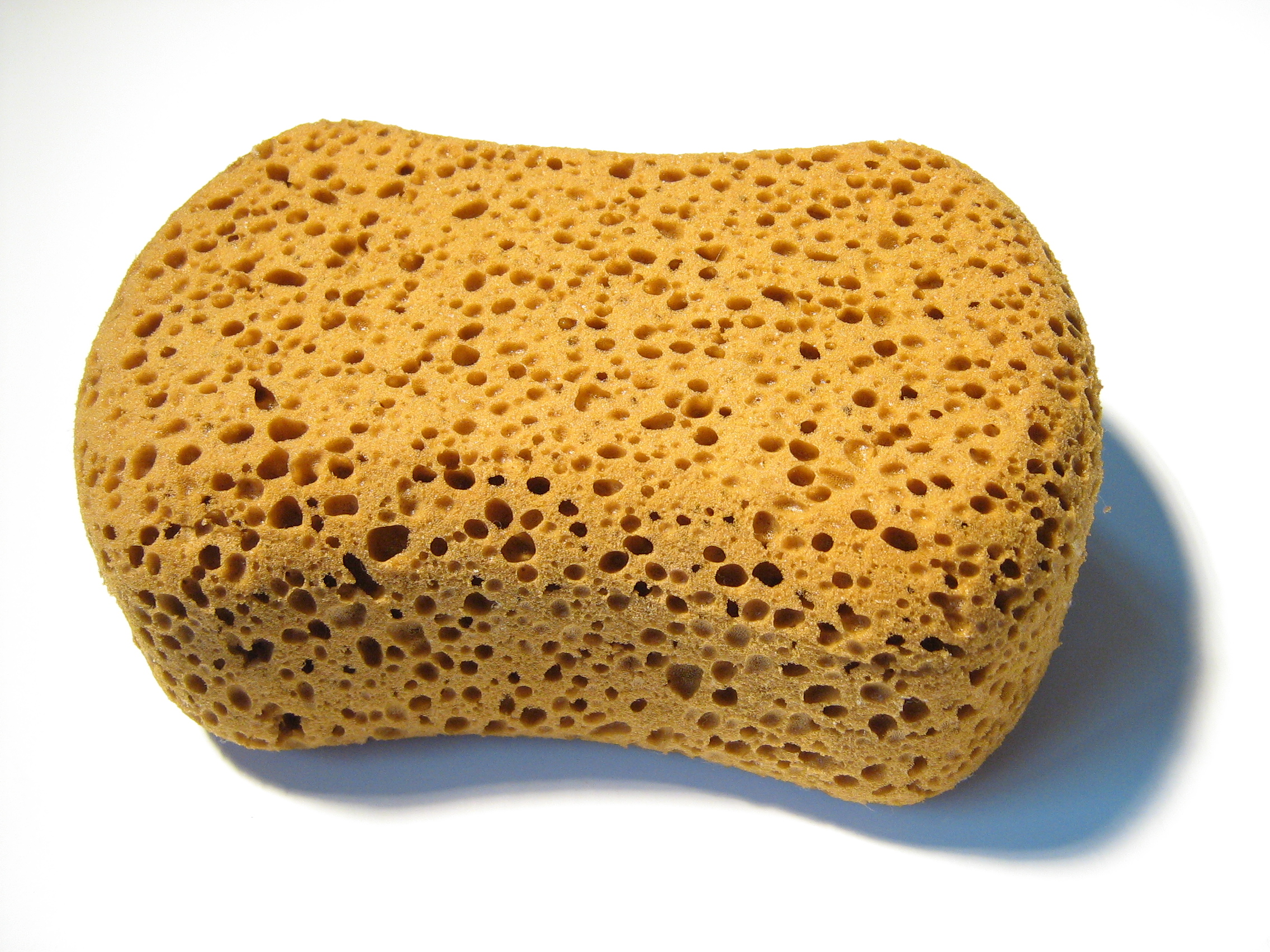
Schwamm

Dieser Ausdruck stammt aus Carl Millöckers Oper Der Bettelstudent von 1881, in der der inhaftierte polnische Bettelstudent Symon Rymanovicz die Freiheit unter der Bedingung erhält, dass er als Fürst Wybicki einer Adligentochter den Hof macht, deren Mutter den bürgerlichen, aber hoch dekorierten Oberst Ollendorf beleidigt hat.
Oberst Ollendorf singt:
Seit ich als Feldherr tätig,

Ist mir der Kriegsgott gnädig;

Seit mehr als zwanzig Jahren

Treib’ ich den Feind zu Paaren.

Nur manchmal, wenn die Feigen

Mir ihre Zähne zeigen,

Dann krieg’ ich Nasenstüber,

Schwamm drüber!
Der Komiker Otto Waalkes persifliert die Wendung mit seinem Schwammdrüber Blues, der mit folgenden Versen beginnt:
Steht was falsches auf der Tafel:

Geh mit dem Schwamm drüber!

Liegt der Jogurt in der Sonne:

Wächst Schwamm drüber!

Jesus ging nicht über’n See,

nein, er schwamm drüber.

## Schwanken wie ein Rohr im Wind

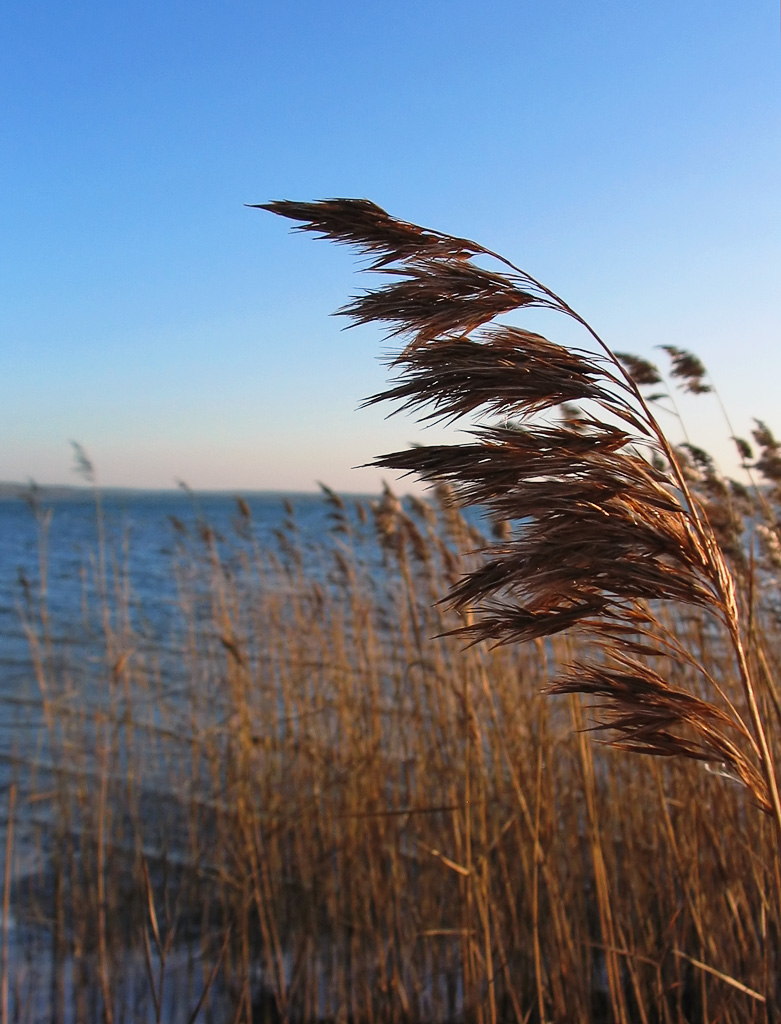
Schilfrohr

Diese Redewendung geht zurück auf zwei fast gleich lautende Stellen im Neuen Testament, wo Jesus mit Bezug auf Johannes den Täufer fragt:

„Was seid ihr hinausgegangen in die Wüste zu sehen? Wolltet ihr ein Rohr sehen, das der Wind hin und her bewegt?“

Ein „schwankendes Rohr“ ist nach diesen Bibelstellen ein Sinnbild für einen nicht in sich gefestigten Menschen und hat die Bedeutung in seinen Entschlüssen unsicher sein:
- „Die SPD schwankt, seit Lafontaine die Backen aufbläst, wie ein Rohr im Wind.“
- „Rechtsprechung im Mietrecht schwankt wie ein Rohr im Wind.“
- „Wir schwanken wie das Rohr im Wind und riskieren, vom Wind der ständigen Veränderungen geknickt zu werden.“

## Schwarze Milch der Frühe
Mit dieser Metapher setzt das expressionistische Gedicht Todesfuge des Lyrikers Paul Celan ein:
Schwarze Milch der Frühe wir trinken sie abends

Wir trinken sie mittags und morgens wir trinken sie nachts …
Das Gedicht schildert die Verfolgung und Tötung der Juden im Deutschland des Nationalsozialismus. Die paradox formulierte Metapher wurde zu einer Art Chiffre für das durch Pervertierung menschlicher Ordnungen entstandene Leid.
Es wird spekuliert, dass sich Celan auf die Klagelieder des Propheten Jeremia im Alten Testament bezieht. Da heißt es:

„6Die Missetat der Tochter meines Volks ist größer denn die Sünde Sodoms, die plötzlich umgekehrt ward, und kam keine Hand dazu. 7Ihre Fürsten waren reiner denn der Schnee und klarer denn Milch; ihre Gestalt war rötlicher denn Korallen; ihr Ansehen war wie Saphir.“

Das Anfangsmotiv („Schwarze Milch“) wird in der Todesfuge weitergesponnen, indem weitere Gegensätze miteinander kombiniert werden:
- „Schwarze Milch der Frühe – wir trinken sie abends.“
- „Schwarze Milch der Frühe wir trinken dich nachts.“

## Schweißen verbindet
Schweißen verbindet steht sinnbildlich für die mit der Schweißtechnik einhergehende Eigenschaft, dass Schweißen nicht nur im ursprünglichen Sinne Metalle verbindet, sondern auch Menschen. Sowohl innerhalb der deutschsprachigen, beruflichen Schweißbranche, als auch darüber hinaus bei der in ihrer Freizeit mit dem Thema Schweißen beschäftigten Gesellschaft gehört Schweißen verbindet zum allgemein bekannten Sprachgebrauch und wird zu unterschiedlichen Anlässen verwendet. Beispielsweise vom technisch wissenschaftlichen Fachverband DVS. Die Media-Abteilung des DVS publizierte im Januar 2020 eine von Stephan Thiemonds auf seinen beruflichen Reisen verfasste Kurzgeschichtensammlung mit dem Titel, Schweißen verbindet. Im September 2023 publizierte die DVS-Media die durch neue Geschichten erweiterte, englischsprachige Übersetzung, Welding connects – You’ll Never Work Alone!
In der Chronik zum 100-jährigen DVS-Jubiläum – Technik für eine lebenswerte Zukunft. Berlin 1897–1997 – lautet die Überschrift eines Kapitels Schweißtechnik verbindet. Thematisiert wird die Deutsche Wiedervereinigung im Oktober 1990; dass bereits unmittelbar nach dem Fall der Mauer vom Präsidenten des DVS konkrete Maßnahmen eingeleitet wurden, die auf dem Gebiet der Schweißtechnik tätigen Fachleute in der ehemaligen DDR in die Struktur des DVS einzubinden. Als ein Beweis dafür, dass Schweißen verbindet.
Eng mit der Schweißtechnik in Verbindung stehende Unternehmen werben mithilfe von Schweißen verbindet für ihr Produkt. Ebenfalls berufliche Aus- und Weiterbildungszentren verwenden Schweißen verbindet als Blickfang zu Werbezwecken. Und auch in Überschriften von Fachberichten, Zeitungsartikeln und Magazinen wird Schweißen verbindet als Geflügeltes Wortspiel verwendet.
Darüber hinaus wird Schweißen verbindet zu Anlässen verwendet, die nicht im direkten Zusammenhang mit der Schweißtechnik stehen, beispielsweise als Valentinstagsgruß, von der SLV Duisburg auf der beruflichen Netzwerkplattform LinkedIn.
Außerhalb Deutschlands wird Schweißen verbindet ebenfalls literarisch eingesetzt. Beispielsweise vom österreichischen Wirtschaftsförderungsinstitut (WIFI), von einer österreichischen Zeitung  und von einem Schweizer Unternehmen.
Wann, von wem und in welchem Zusammenhang die Redewendung zum ersten Mal verwendet wurde, ist nicht bekannt.

## Schwer mit den Schätzen des Orients beladen
Reich mit des Orients Schätzen beladen ist die Übersetzung von Léon Halévys französischen Lied Un beau navire à la riche carène:
Schwer mit den Schätzen des Orients beladen,

ziehet ein Schifflein am Horizont dahin.

Sitzen zwei Mädel am Ufer des Meeres,

flüstert die eine der anderen leis ins Ohr:

Frage doch das Meer, ob es Liebe kann scheiden,

frage doch das Herz, ob es Treue brechen kann.

## See you later alligator.
See You Later, Alligator (englisch für: „bis später, Alligator!“) ist der Titel eines Rock-Songs von Bill Haley, dessen Refrain folgendermaßen lautet:
See you later alligator

After while crocodile

See you later alligator

After while crocodile
Der Reim wird auch im deutschen Sprachraum oft benutzt, um sich zu verabschieden. Ähnliche englische Reime sind:
- Bye-bye, butterfly
- Give a hug, ladybug
- Mañana, iguana
- The end, my friend!

## Seefahrt tut not.
Dieses Diktum geht auf den griechischen Spruch Πλεῖν ἀνάγκη, ζῆν οὐκ ἀνάγκη. (Plein anangkē, zēn ouk anangkē.) zurück und lautet in seiner lateinischen Form:

“Navigare necesse est, vivere non est necesse.”

„Seefahrt tut not, Leben tut nicht not.“

Wichtig ist in diesem Zusammenhang noch eine spätere Ergänzung:

“Sed sine vita non navigamus.”

„Aber ohne Leben fahren wir nicht zur See.“

„Navigare necesse est, vivere non est necesse“ ist auch die Inschrift am Haus der Seefahrt in Bremen. Traditionell wird auch der Bau eines Schiffes und seine Übergabe von diesem Spruch begleitet.
Ähnlich ist ein Ausspruch des römischen Politikers und Feldherrn Gnaeus Pompeius Magnus, der sich im Jahr 56 v. Chr. persönlich um die Getreideversorgung Roms bemühte. Als ihn die Seeleute vor einem aufkommenden Sturm warnten, bei dem sein und ihr Leben in Gefahr wäre, ging Pompeius als erster an Bord und rief:

„Dass wir segeln, ist notwendig, dass wir leben, ist nicht notwendig.“

Seefahrt ist not! ist ein Roman des Schriftstellers Gorch Fock.

## Seele, bück dich, jetzt kommt ein Platzregen.
Dieser Satz stammt aus dem Hauptwerk des Satirikers Johann Fischart, der im Kapitel von der Trunckenen Litanei einen Zecher ausrufen lässt:

„Duck dich Seel, es kompt ein Platzregen: den wird dir das Höllisch Fewr wol legen.“

Er spielt dabei wohl auf eine Stelle beim Propheten Jesaja an, wo es heißt:

„Ich gebe ihn in die Hand deiner Peiniger, die zu deiner Seele sagten: Bück dich, daß wir hinüberschreiten!“

Dieser Satz tauchte im 19. Jahrhundert auf einer Bierwerbung in Berlin auf.

## Seele des Menschen, wie gleichst du dem Wasser! Schicksal des Menschen, wie gleichst du dem Wind!
Dies ist die letzte Strophe des Gedichtes Gesang der Geister über den Wassern von Goethe. Sie wird als eine allgemeine Aussage über die Bestimmung des Menschen gesehen. Das Gedicht beginnt mit der folgenden Strophe:
Des Menschen Seele

Gleicht dem Wasser:

Vom Himmel kommt es,

Zum Himmel steigt es,

Und wieder nieder

Zur Erde muß es,

Ewig wechselnd.
In der sechsten und letzten Strophe heißt es dann:
Seele des Menschen,

Wie gleichst du dem Wasser!

Schicksal des Menschen,

Wie gleichst du dem Wind!

## Sehr geehrte Damen und Herren, liebe Neger!
Diese Anrede soll der deutsche Bundespräsident Heinrich Lübke im Jahr 1962 auf einem Staatsbesuch in Liberia benutzt haben. Dieses Zitat ist jedoch nicht belegt und findet sich auch nicht auf der Schallplatte … redet für Deutschland.
Es stimmt aber, dass Lübke in Entwicklungsländern kaum ein Fettnäpfchen ausgelassen hat. Verbürgt ist, dass er in der madagassischen Hauptstadt Tananarive eine Rede mit folgenden Worten begann:

„Sehr geehrter Herr Präsident, sehr geehrte Frau Tananarive!“

## Sei glücklich, du gutes Kind!
Dieses Zitat stammt aus Thomas Manns Roman Buddenbrooks. Mit diesen Worten beglückwünscht die Leiterin des Mädchenpensionats ihre ehemalige Schülerin Tony Buddenbrook zur Hochzeit.
Die alte Erzieherin Therese (Sesemi) Weichbrodt besiegelt mit den Worten: „Sei glöcklich, du gutes Kend!“ die Hochzeiten und andere feierliche Anlässe im Leben ihrer ehemaligen Schützlinge, so auch von mehreren Buddenbrook-Generationen. Dazu gibt es einen knallenden Kuss auf die Stirn. Die Adressatinnen werden aber regelmäßig unglücklich.
In der Figur Sesemi Weichbrodts verband Thomas Mann zwei reale Personen zu einer: Therese Bousset, die Inhaberin eines Lübecker Pensionats, und die Spracheigenheiten ihrer alten Mutter.

## Seid fruchtbar und mehret euch!

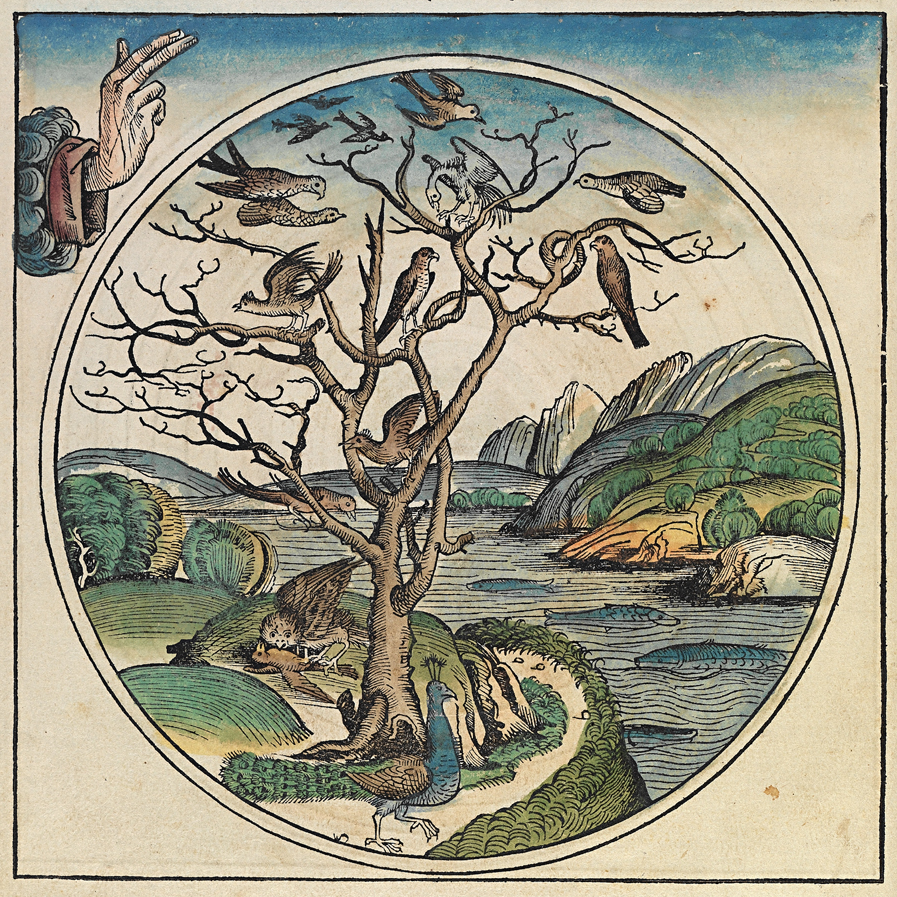
Erschaffung der Tiere nach der Schedelschen Weltchronik

In zwei Zusammenhängen findet sich im Alten Testament diese Aufforderung Gottes. In der Schöpfungsgeschichte taucht dieser Appell zur Fortpflanzung am fünften Tag im Blick auf die Meeres- und Himmelstiere auf:

„21Und Gott schuf große Walfische und allerlei Getier, daß da lebt und webt, davon das Wasser sich erregte, ein jegliches nach seiner Art, und allerlei gefiedertes Gevögel, ein jegliches nach seiner Art. Und Gott sah, daß es gut war. 22Und Gott segnete sie und sprach: Seid fruchtbar und mehrt euch und erfüllt das Wasser im Meer; und das Gefieder mehre sich auf Erden.“

Am sechsten Schöpfungstag sagt Gott dies in Bezug auf die Menschen:

„27Und Gott schuf den Menschen ihm zum Bilde, zum Bilde Gottes schuf er ihn; und schuf sie einen Mann und ein Weib. 28Und Gott segnete sie und sprach zu ihnen: Seid fruchtbar und mehrt euch und füllt die Erde und macht sie euch untertan und herrscht über die Fische im Meer und über die Vögel unter dem Himmel und über alles Getier, das auf Erden kriecht.“

Noch deutlicher fordert Gott die Menschen nach dem Ende der Sintflut auf, für reichen Kindersegen zu sorgen:

„1Und Gott segnete Noah und seine Söhne und sprach: Seid fruchtbar und mehrt euch und erfüllt die Erde … 7Seid fruchtbar und mehrt euch und regt euch auf Erden, daß euer viel darauf werden.“

Für Juden gilt Kinderreichtum als Lohn für ein gottgefälliges Leben. Es gibt in der Bibel Berichte über kinderlose Paare, die dies als Strafe Gottes verstanden.

## Seid klug wie die Schlangen.
Diesen Rat gibt Jesus Christus seinen Jüngern, bevor er sie aussendet, in seinem Namen zu wirken:

„Siehe, ich sende euch wie Schafe mitten unter die Wölfe; darum seid klug wie die Schlangen und ohne Falsch wie die Tauben.“

Pastor Hartmut Heyl leitete seine Andacht zu dieser Bibelstelle, die am Predigtpreis-Wettbewerb 2003 teilnahm, mit folgenden Worten ein:
Seid klug, wie die Schlangen …!‘

Zitat von wem?

Jesus?!

Nein! Niemals!

Doch! Doch, von Jesus.

Als er seine Seebären als Prediger auf die Menschheit losließ.
Auch wenn Jesus seinen Jüngern empfiehlt klug zu sein wie die Schlangen, bleibt in der Offenbarung des Johannes die Schlange dennoch ein Bild des Bösen:

„Und er ergriff den Drachen, die alte Schlange, die der Teufel und der Satan ist.“

Der Schweizer Sinologe Harro von Senger kritisierte in einem China-Symposium im Mai 2008 an der Universität Bayreuth unter dem Titel Seid klug wie die Schlangen und sanft wie die Tauben die Listenblindheit des Westens in Bezug auf China.

## Seid umschlungen, Millionen!
Dieses Zitat stammt aus Friedrich Schillers Ode An die Freude, die durch Ludwig van Beethoven vertont wurde:
Seid umschlungen, Millionen

Diesen Kuss der ganzen Welt!

|: Brüder! Über’m Sternenzelt

Muss ein lieber Vater wohnen.
Seid umschlungen, Millionen… Beethoven und das Geld war eine Ausstellung, die die Österreichische Nationalbank zum 180. Todestag des Komponisten veranstaltete.
Heute wird das Zitat gelegentlich abgewandelt zu „Seid verschlungen, Millionen!“, wenn große Geldsummen vernichtet werden:
- „Hamburgs Elbphilharmonie: Seid verschlungen, Müllionen!“
- „Gefräßige Medien: Seid verschlungen, Millionen! – Kultur – SPIEGEL …“
- „Steuerbetrug: Seid verschlungen, Millionen“

## Sein Damaskus erleben

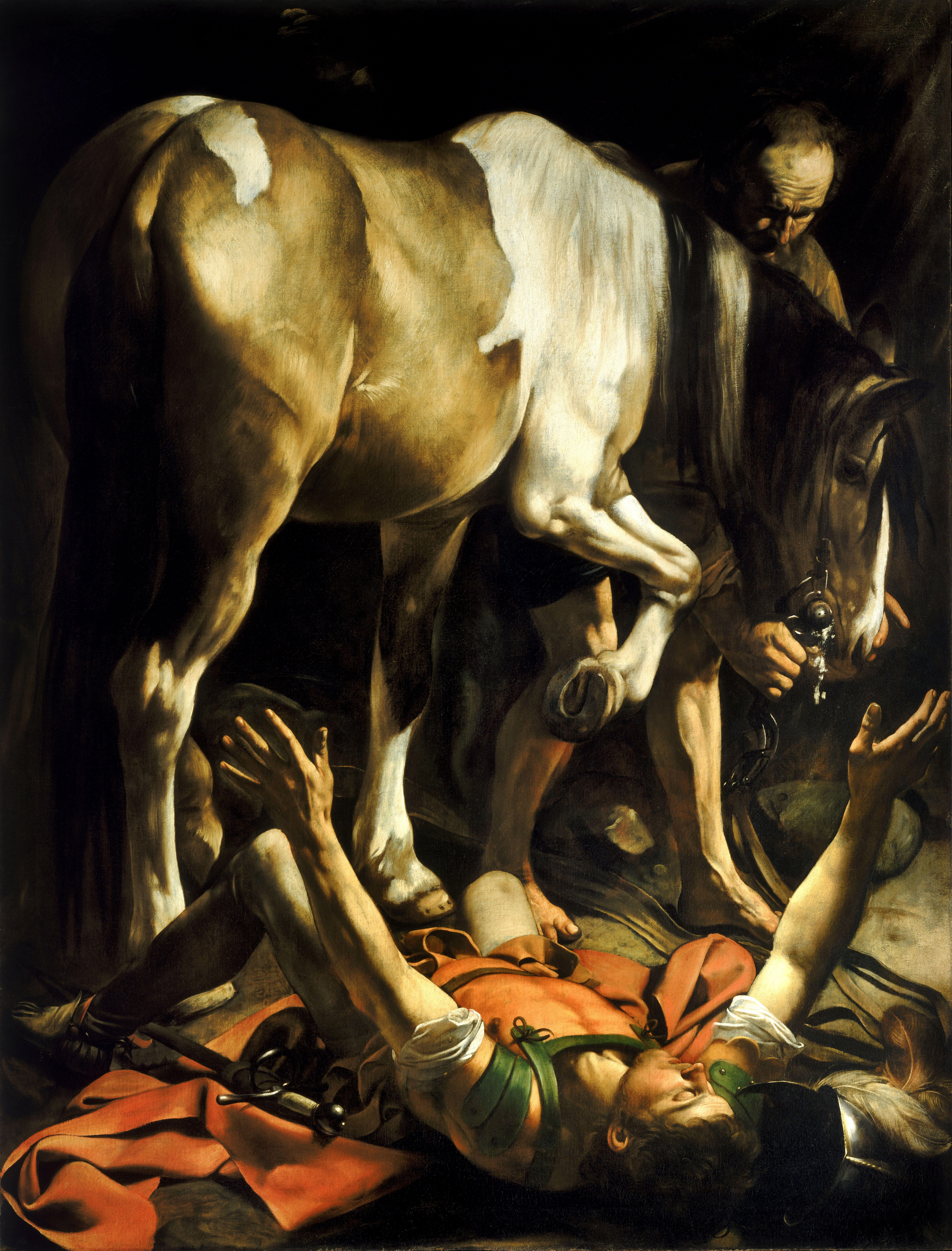
Caravaggio: Bekehrung des Paulus

Die Redewendung wird gebraucht, um auszudrücken, dass sich jemand von Grund auf gewandelt hat. Man verwendet sie häufig auch in der Form „Seinen Tag von Damaskus erleben“. Sie bezieht sich auf das 9. Kapitel der Apostelgeschichte, wo erzählt wird, wie Jesus vor den Toren der Stadt Damaskus dem Christenverfolger Saulus erscheint, ihn bekehrt und zu seinem Jünger macht.

„1Saulus aber schnaubte noch mit Drohen und Morden wider die Jünger des HERRN und ging zum Hohenpriester 2und bat ihn um Briefe gen Damaskus an die Schulen, auf daß, so er etliche dieses Weges fände, Männer und Weiber, er sie gebunden führte gen Jerusalem. 3Und da er auf dem Wege war und nahe an Damaskus kam, umleuchtete ihn plötzlich ein Licht vom Himmel; 4und er fiel auf die Erde und hörte eine Stimme, die sprach zu ihm: Saul, Saul, was verfolgst du mich? 5Er aber sprach: HERR, wer bist du? Der HERR sprach: Ich bin Jesus, den du verfolgst. Es wird dir schwer werden, wider den Stachel zu lecken. 6Und er sprach mit Zittern und Zagen: HERR, was willst du, daß ich tun soll? Der HERR sprach zu ihm: Stehe auf und gehe in die Stadt; da wird man dir sagen, was du tun sollst.“

Saulus wird fortan nur noch mit dem Namen Paulus genannt, worauf auch die Redewendung „Von einem Saulus zu einem Paulus werden“ beruht.
Als gesetzestreuer Pharisäer verfolgte Saulus zunächst die Anhänger des gekreuzigten Jesus von Nazaret, dem er nie begegnet war. Doch seit seinem Damaskuserlebnis verstand er sich als von Gott berufener „Apostel des Evangeliums für die Völker“.

## Sein greises Haupt schütteln
Diese Formulierung geht auf Adelbert von Chamissos Gedicht Das Schloss Boncourt zurück, in dem ein fahrender Sänger sich an das Schloss erinnert, in dem er aufgewachsen ist und das nun zerstört ist. Die erste Strophe lautet so:
Ich träum als Kind mich zurücke

Und schüttle mein greises Haupt;

Wie sucht ihr mich heim, ihr Bilder,

Die lang ich vergessen geglaubt?
Die Redewendung drückt aus, dass jemand etwas nicht verstehen kann und nur stumme Ablehnung äußert:
- „Bei solchen Aktionen kann ich nur nachdenklich mein ‚greises Haupt‘ schütteln.“

## Sein Licht unter den Scheffel stellen

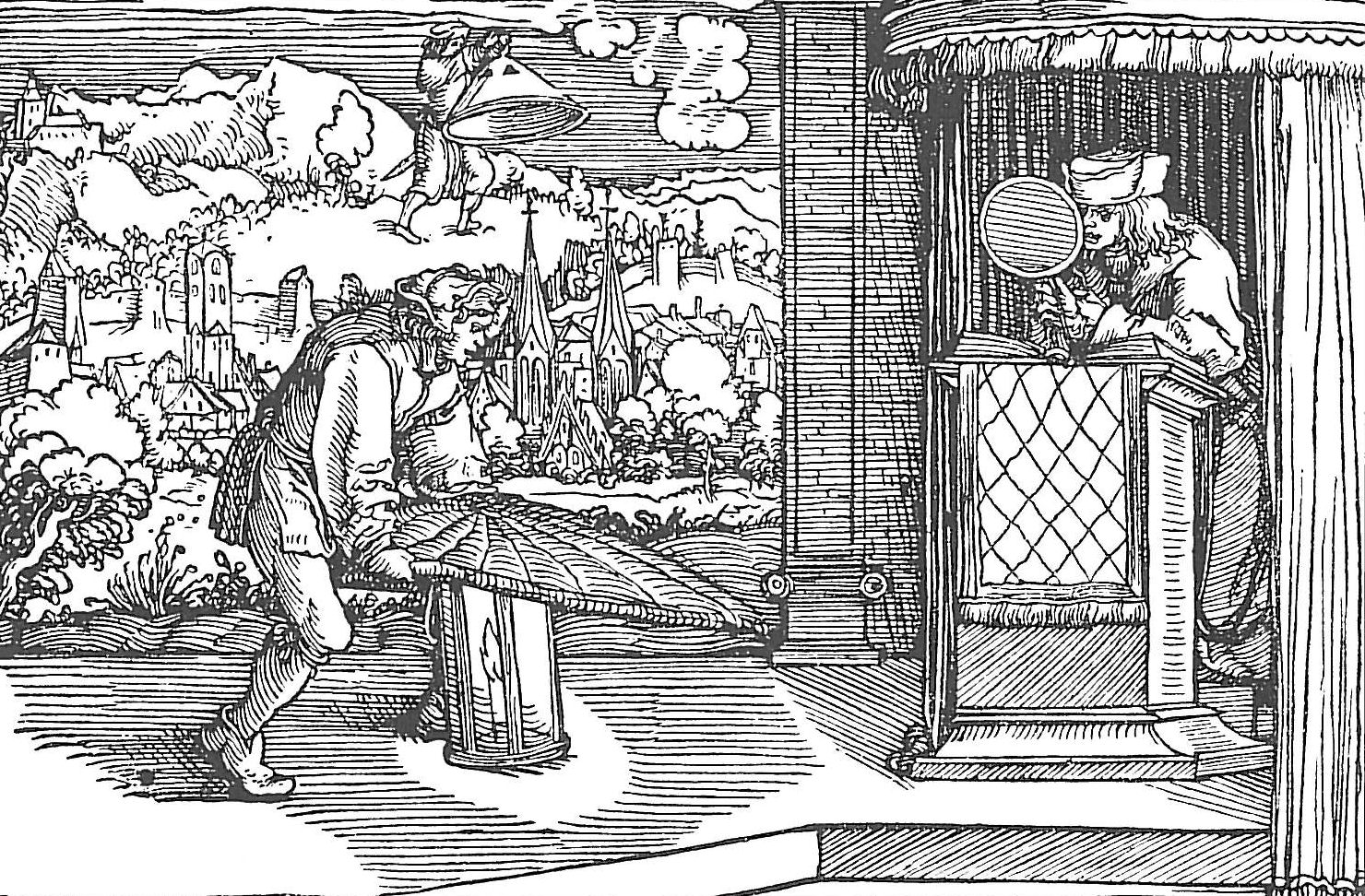
Sein Licht unter den Scheffel stellen (Petrarcameister, 1532)

Diese Redewendung stammt aus einem Gleichnis im Evangelium nach Matthäus. Dort sagt Jesus Christus in der Bergpredigt:

„Ihr seid das Licht der Welt. Es kann die Stadt, die auf einem Berge liegt, nicht verborgen sein. Man zündet auch nicht ein Licht an und setzt es unter einen Scheffel, sondern auf einen Leuchter; so leuchtet es allen, die im Hause sind. So laßt euer Licht leuchten vor den Leuten, damit sie eure guten Werke sehen und euren Vater im Himmel preisen.“

Die Redewendung bedeutet, dass jemand sehr bescheiden ist und sich nicht mit den eigenen Fähigkeiten und Verdiensten brüstet. Sie bezieht sich auf das Gleichnis vom Licht unter dem Scheffel im Neuen Testament in der Übersetzung Martin Luthers; gemeint ist der Korb oder das Gefäß, mit dem die Menge abgemessen wird. Luther wählte „Scheffel“ als Übersetzung für das Hohlmaß griechisch modios, bzw. lateinisch modius, dessen Volumen mit ca. 8,75 l angegeben wird.
In der Stuttgarter Zeitung hieß es zu dieser Bibelstelle:

„Jesus jedenfalls hat keinen Appell zu mehr Selbstbewusstsein im Sinn gehabt, als den wir den Satz heute verstehen. Er will vielmehr dazu ermutigen, die Botschaft des Glaubens nicht für sich zu behalten, sondern in die Welt zu tragen.“

## Sein oder Nichtsein

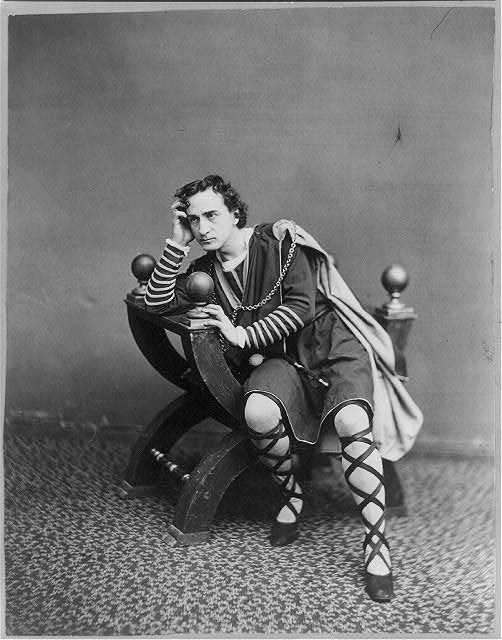
Edwin Booth als Hamlet

Shakespeare lässt Hamlet in seinem Monolog die Worte sagen:

“To be, or not to be, that is the question.”

„Sein oder Nichtsein, das ist hier die Frage.“

Der Monolog endet mit den Worten vom Todesschlaf:
It is a consummation

Devoutly to be wished.
Es ist ein Ziel

Aufs innigste zu wünschen.
Hamlet denkt in seinem Monolog darüber nach, dass er vor entschlossenem Handeln Scheu hat, weil er Angst vor dem Tod hat. Hamlets Onkel hat dessen Vater ermordet. Hamlet selbst zweifelt noch. Der Onkel ahnt bereits Gefahr und belauscht ihn. Hamlets fünfter Monolog, ein Gespräch mit sich selbst über den Selbstmord, gilt als das bedeutendste Selbstgespräch der Theatergeschichte.
Zitiert wird der Satz in Situationen, die für jemanden existenziell von Bedeutung sind.

## Sein Scherflein beitragen

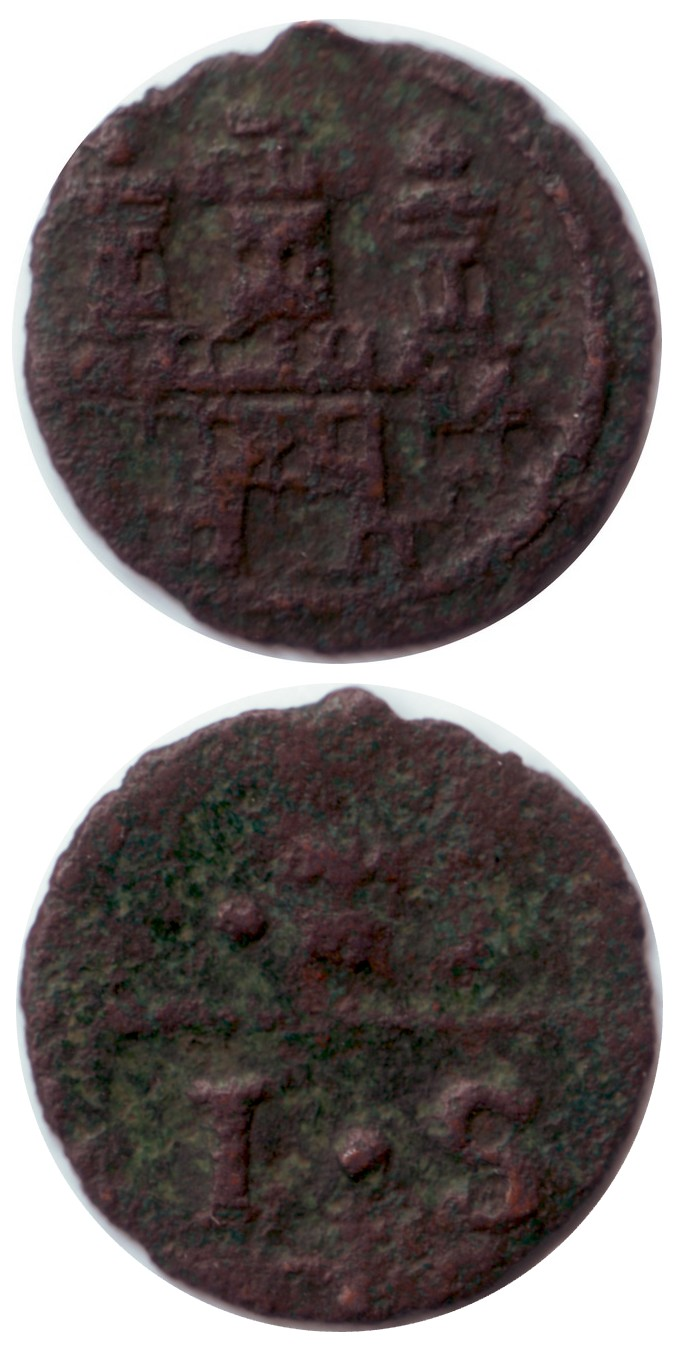
Scherf aus Hamburg, 16. Jh.

Diese von Martin Luther geprägte Redewendung geht auf eine in Erfurt und anderen Städten genutzte geringwertige Münze zurück. Luther benutzt diesen Begriff, um eine Stelle aus dem Evangelium nach Lukas zu übersetzen:

„Als er aber aufblickte, sah Jesus, wie die Reichen ihre Gaben in den Opferkasten warfen. Er sah aber auch eine arme Witwe, die legte zwei Scherflein ein. Und er sprach: ‚Wahrlich, ich sage euch: Diese arme Witwe hat mehr geopfert als alle anderen. Die Reichen haben nur etwas von ihrem Überfluss gespendet. Aber diese Frau ist arm und gab doch alles, was ihrem Leben geblieben war.‘“

Ein Scherf war eine bis ins 18. Jahrhundert genutzte geringwertige Münze mit dem Wert von etwa einem halben Pfennig. Ein Scherflein ist die Verkleinerungsform dazu und hat sich bis heute in der von Luther geprägten Redewendung gehalten.

## Sein Schicksal schafft sich selbst der Mann.
Dieser Ausspruch ist der Schlussvers der Verserzählung Otto der Schütz des Schriftstellers Gottfried Kinkel.
In der Allgemeinen Deutschen Biographie heißt es zu Kinkel:

„Als 1848 sein Gedicht ‚Die Todesstrafe‘, gegen die am 20. Januar 1848 vom vereinigten Landtage beschlossene Beibehaltung dieser Strafart gerichtet, in die Öffentlichkeit kam, hatte er sich grade dadurch die ministerielle Verwirklichung einer von seinem Freund Franz Kugler veranlaßten Berufung nach Berlin verscherzt. Seines Bleibens an der Bonner Alma mater sollte aber auch so nicht mehr lange sein. ‚Sein Schicksal schafft sich selbst der Mann‘ schließt K. seinen ‚Otto der Schütz‘. Das gilt vor allem von dem Schöpfer dieser Worte selber.“

## Sein Schwert in die Waagschale werfen

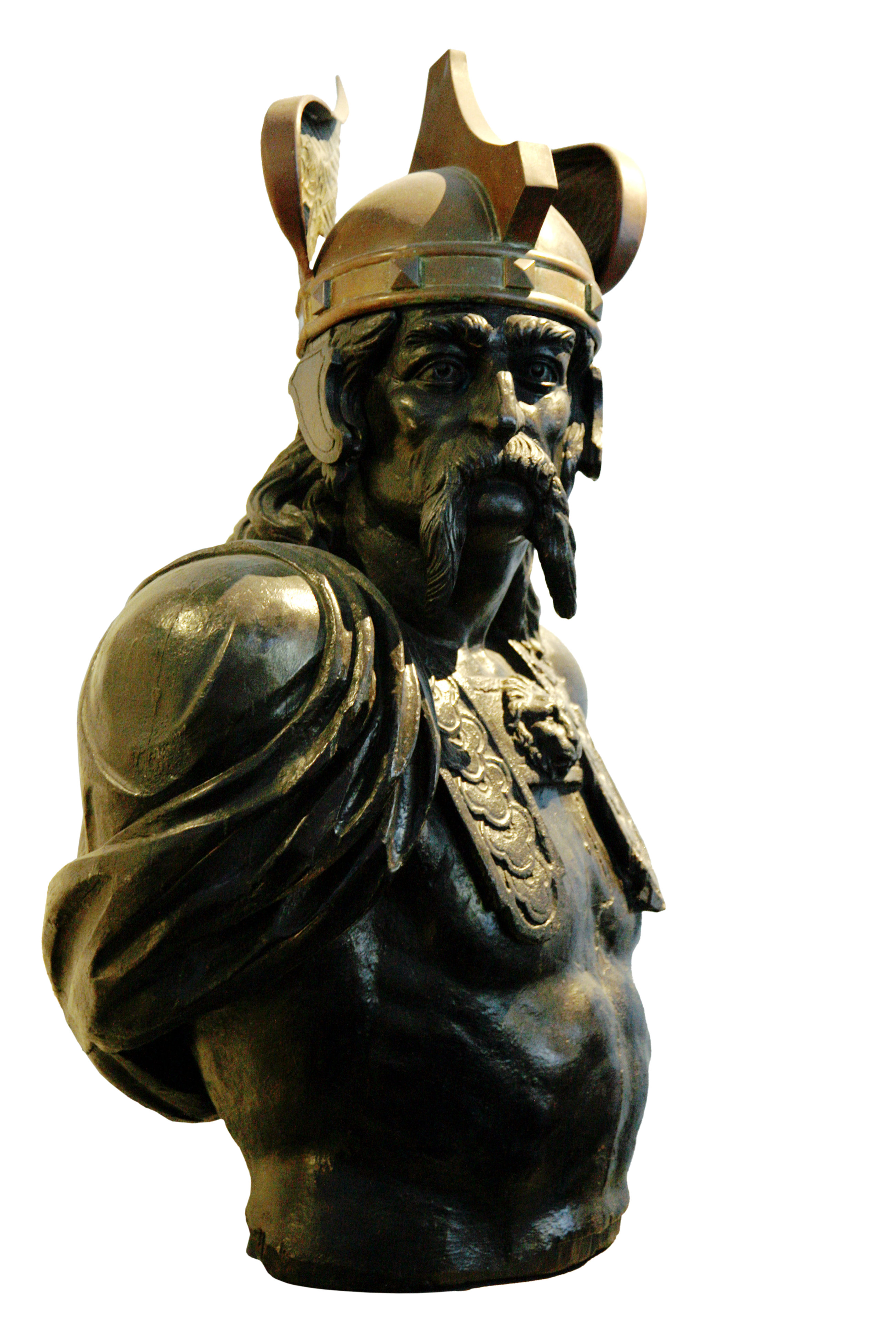
Brennus

Diese Redewendung geht auf eine vom römischen Historiker Livius geschilderte Begebenheit zurück. Nach dem Sieg der Kelten über die Römer ca. 387 v. Chr. wurde die Stadt Rom eingenommen. Als die zu zahlende Summe für den Abzug der Feinde in Gold aufgewogen wurde, protestierten die Besiegten gegen die falschen Gewichte, worauf der keltische Heerführer Brennus mit den Worten „Wehe den Besiegten!“ auch noch sein Schwert auf die Waagschale geworfen haben soll. („Additus ab insolente Gallo ponderi gladius.“)
Verwendung:

Karl Marx verwendet diese Worte 1859 im Zusammenhang mit preußisch-französischen Konflikten:

„Preußen wird, nachdem es sein Haus in Ordnung gebracht und sich bis an die Zähne bewaffnet hat, einige neue Friedensvorschläge an Bonaparte richten und nach deren Ablehnung sein Schwert in die Waagschale werfen.“

- „Wir werfen unseren Stolz in die Waagschale.“
- „Um mehr politisches Gewicht in die Waagschale werfen zu können …“

## Seine Hände in Unschuld waschen

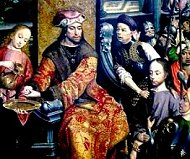
Pontius Pilatus wäscht seine Hände in Unschuld

Die Wendung geht eigentlich auf das Alte Testament zurück. In Psalm 26, heißt es:

„Ich wasche meine Hände in Unschuld und halte mich, Herr, zu deinem Altar …“

Im 5. Buch Moses wird angeordnet, dass die Ältesten einer Stadt zu der Leiche eines von unbekannter Hand Erschlagenen eine junge Kuh bringen sollen und sie im Beisein der Priester zum Zeichen ihrer Unschuld über der Kuh ihre Hände waschen sollen mit den Worten:

„Unsre Hände haben dies Blut nicht vergossen, so habens auch unsre Augen nicht gesehen. Sei gnädig deinem Volk Israel, das du, Herr, erlöst hast; lege nicht das unschuldige Blut auf dein Volk Israel!“

Sie wurde klassisch durch den römischen Statthalter Pontius Pilatus, der seine Unschuld am Tod Jesu beteuert:

„Da … nahm er Wasser und wusch die Hände vor dem Volk und sprach: Ich bin unschuldig an dem Blut dieses Gerechten; sehet ihr zu!“

Im katholischen Lavabo (Ritus) vollzieht der Priester die Waschung mit der Wendung: Lavabo inter innocentes manus meas… („In Unschuld will ich meine Hände waschen“).

## Seiner Majestät getreue Opposition
So nannte sich der rechte Flügel der Deutschen Fortschrittspartei im preußischen Abgeordnetenhaus, der sich nach 1866 abspaltete und den Kern der damals neu gegründeten Nationalliberalen Partei bildete. Die Gruppierung zeigte sich gegenüber Otto von Bismarck kompromissbereit. Diese Haltung kennzeichnete ein liberaler Abgeordneter, als er diese Gruppierung als „Seiner Majestät getreue Opposition“ bezeichnete.
Der Schriftsteller Karl Bleibtreu beschrieb dies folgendermaßen:

„‚Wir wollen uns keine Kritik erlauben,‘ fiel Wartensleben ein, ‚aber das verstehe ein anderer! Majestät erklären sich feierlich als unversöhnlicher Feind des Absolutismus, deshalb würden allerhöchst sie ihre Krongewalt ungeschwächt erhalten! Nie dürfe ein Blatt Papier zwischen ihn, den Herrgott im Himmel und seine Untertanen treten. Geschriebene Paragraphen sollten nicht die alte heilige Treue ersetzen, das natürliche Verhältnis von Fürst und Volk nicht ein konventionelles sein.‘ Dann erhob sich der hohe Herr vom Thronsessel und bekannte: ‚Ich und mein Haus wollen dem Herrn dienen. Nur kein Gelüst nach Selbständigkeit bei echten Preußen! Also aus der Fülle seines Herzens Willkommen, Versprechen, Drohungen, Warnungen, Beteuerungen! Auf solche Weise wird ein Gebildeter, der mit der öffentlichen Meinung marschiert, doch wirklich ins Lager von Seiner Majestät allergetreuester Opposition hinübergedrängt.‘“

Man verwendet diesen Begriff gelegentlich noch heute, um eine allzu nachgiebige parlamentarische Opposition zu charakterisieren, deren Aufgabe es doch sein sollte, gegen die Machthabenden zu agieren.

## Seit 5 Uhr 45 wird zurückgeschossen!

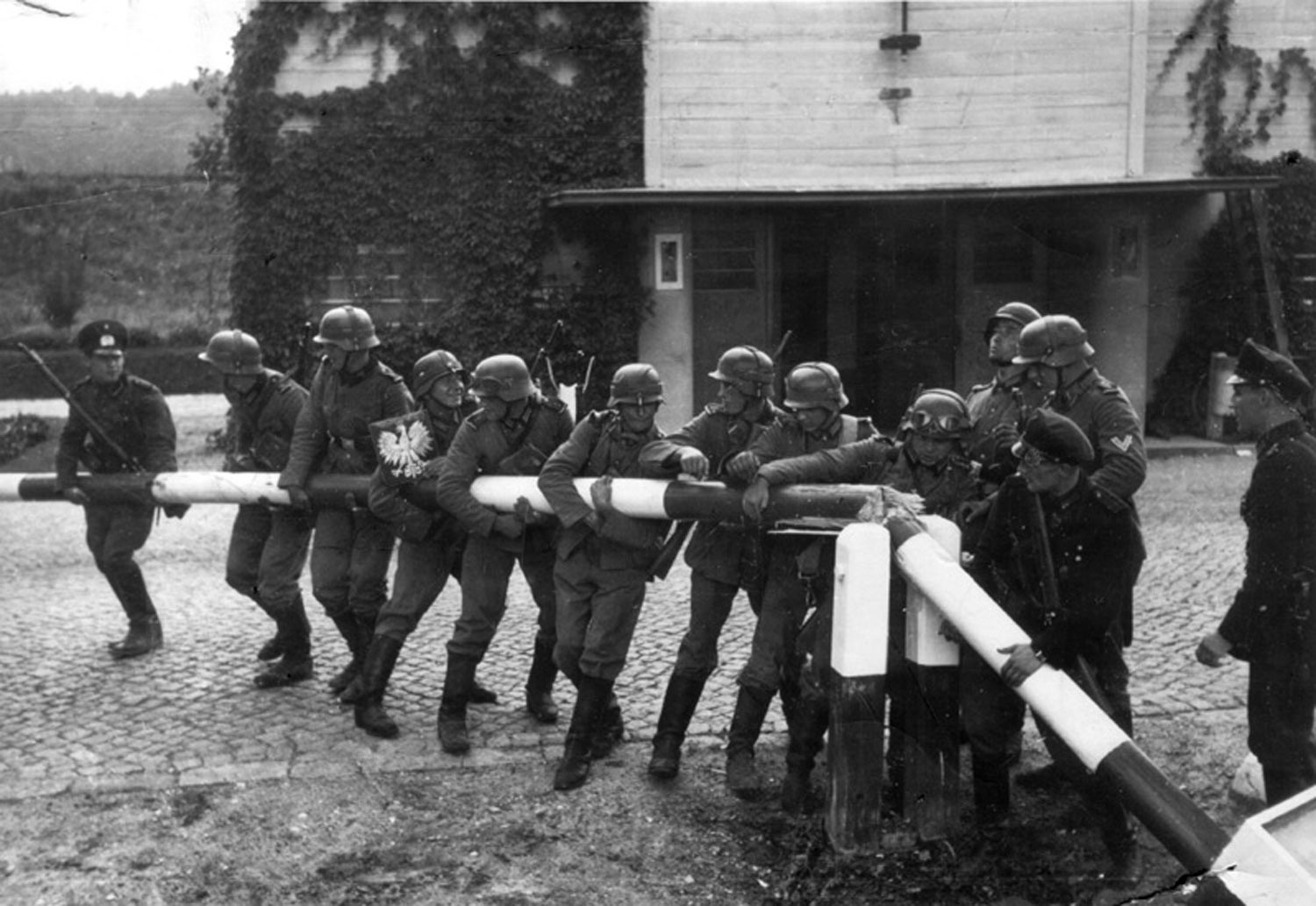
Propagandabild zum Überfall auf Polen

Mit den Worten „Seit 5 Uhr 45 wird jetzt zurückgeschossen!“ täuschte Hitler am 1. September 1939 vor dem Reichstag den Überfall auf Polen als Akt der Notwehr vor und spielte im weiteren Verlauf der Rede auf den selbstinszenierten Überfall auf den Sender Gleiwitz an:

„Polen hat heute Nacht zum ersten Mal auf unserem eigenen Territorium auch mit bereits regulären Soldaten geschossen. Seit 5:45 Uhr wird jetzt zurückgeschossen! Und von jetzt ab wird Bombe mit Bombe vergolten! Wer mit Gift kämpft, wird mit Giftgas bekämpft!“

Bereits am 22. August hatte Hitler gegenüber den Oberbefehlshabern in der Besprechung zum Überfall auf Polen erklärt, der Sieger werde später nicht nach der Wahrheit gefragt. Eine Kriegserklärung an Polen erfolgte nicht, und den Überfall auf Polen stellte Hitler als eine Art Polizeiaktion dar. Indem er die Bezeichnung Krieg vermied, wollte er Frankreich und dem Vereinigten Königreich einen Weg weisen, ihrer Beistandsverpflichtung für Polen nicht nachzukommen. Nach Mobilisierung und abgelaufenem Ultimatum erklärten die beiden Länder Deutschland am 3. September wie angekündigt den Krieg. Der Zweite Weltkrieg begann.

## Selbst ist der Mann!
Die Redewendung findet sich in Goethes Drama Faust II und wird vom Kaiser gegenüber Faust gebraucht:
Selbst ist der Mann! Wer Thron und Kron’ begehrt,

Persönlich sei er solcher Ehren wert.
Selbst ist der Mann ist heute eine Zeitschrift für Heimwerker:
- „Selbst ist der Mann: Do it yourself im Garten“
- „Website-Gestaltung: Selbst ist der Mann.“

Die Variante „Selbst ist die Frau!“ wird – nicht nur ironisch – verwendet, wenn es zum Beispiel um Heimwerkerinnen geht.

## Seltener Vogel

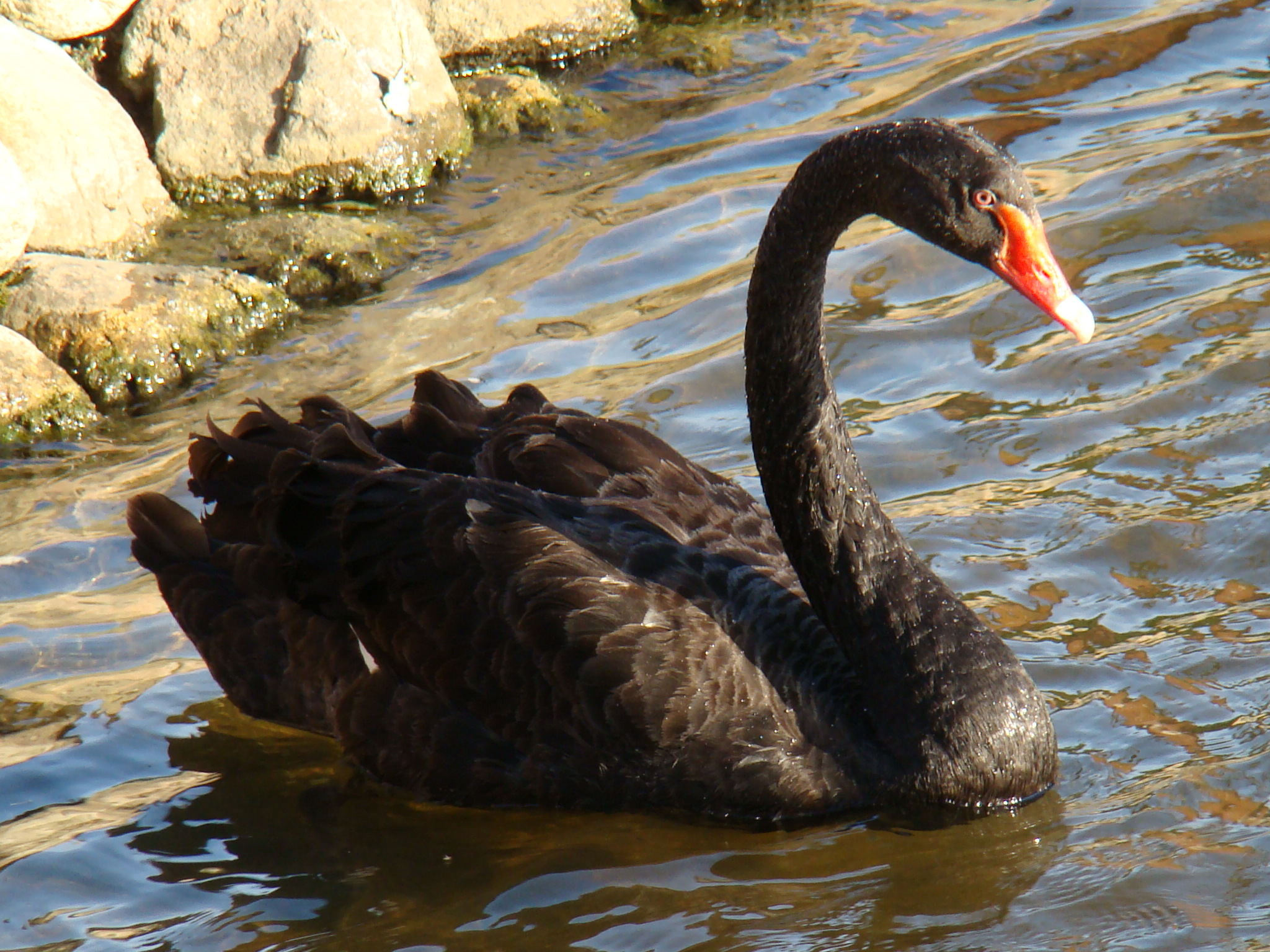
Schwarzschwan

Dieser Ausdruck stammt angeblich aus den Satiren des römischen Dichters Juvenal, bei dem es auf Lateinisch heißt:

“Rara avis in terris nigroque simillima cycno.”

„Ein seltener Vogel auf Erden, ähnlich dem schwarzen Schwan.“

Juvenal schreibt auch, dass eine sanfte, gütige Frau ein seltener Vogel sei, einem schwarzen Schwan oder einer weißen Krähe gleich.
Die Redewendung Rara avis geht aber letztlich auf den römischen Dichter Aulus Persius Flaccus zurück und wurde im Deutschen zuerst von Martin Luther verwandt:

„Und solt wissen, das von anbegyn der wellt gar eyn seltzam vogel ist umb eyn klugen fursten […]“

Damit ist jemand gemeint, der nur sehr selten in einem bestimmten Umfeld auftaucht, so wie ein Irrgast unter den heimischen Vögeln.
Angeblich stammt dieser Ausdruck ursprünglich vom griechischen Geschichtsschreiber Herodot, der ihn auf den Phoenix bezog. Später wurde mit diesen Worten eine ausgefallene Person oder Sache bezeichnet.
Beim römischen Dichter Horaz aber ist der seltene Vogel ein gebratener Pfau.

“Corruptus vanis rerum, quia veneat auro rara avis et picta pandat spectacula cauda”

„Der Schein betört dich, da der seltene Vogel nur für Gold zu haben ist und mit seinem bunten, gespreizten Schweif ein prächtiges Schauspiel bietet.“

Der norwegische Schriftsteller Jostein Gaarder veröffentlichte 1986 eine Kurzgeschichtensammlung Diagnosen – og andre noveller, deren deutscher Titel Der seltene Vogel ist.

## Semper idem
Dieses lateinische Zitat bedeutet so viel wie „immer derselbe“ und stammt aus Marcus Tullius Ciceros Gesprächen in Tuskulum. Der römische Schriftsteller erzählt, dass Xanthippe an ihrem Mann Sokrates den bei seinem Weggehen und Wiederkommen gleichen Gesichtsausdruck gerühmt habe, und fügt hinzu, dass der ihn prägende Geist keiner Veränderung unterworfen sei:

“Iure erat semper idem vultus, cum mentis, a qua is fingitur, nulla fieret mutatio.”

„Mit Recht war der Ausdruck immer derselbe, weil der Geist, durch den er entsteht, unverändert blieb.“

Die Formel Semper idem dient als Wahlspruch für Beständigkeit.
Die semper idem Underberg AG (Underberg-Gruppe) ist ein internationales Spirituosen-, Wein- und Sekthaus, dessen Herstellungsverfahren sich „semper idem“ nennt.

## Sesam, öffne dich!

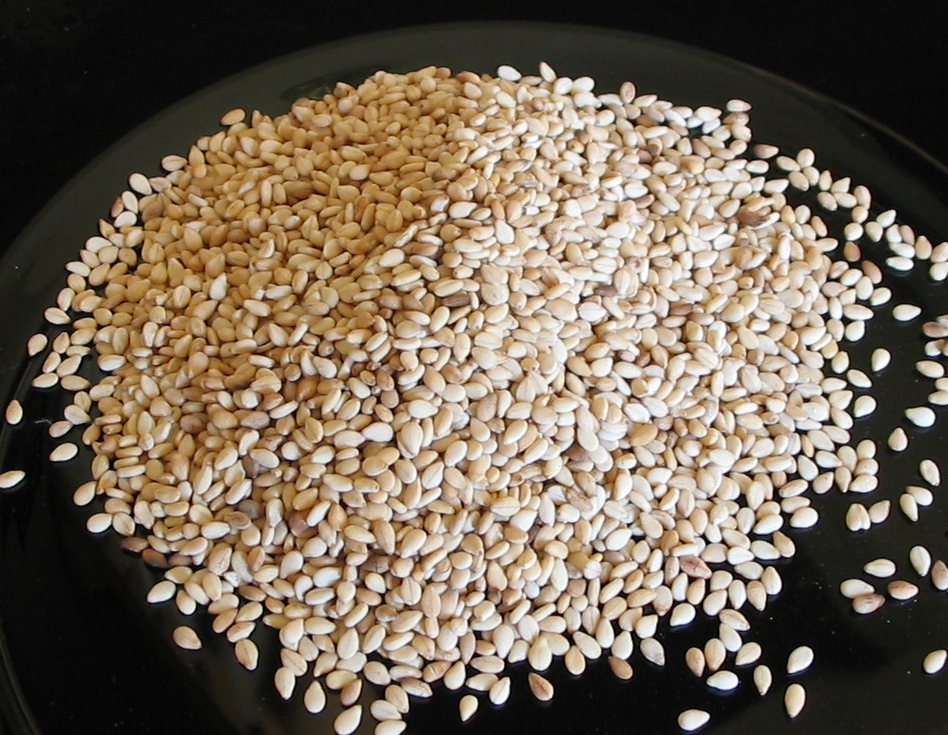
Sesam-Körner

Mit diesem Losungswort lässt sich das Felsentor der Schatzkammer in der Geschichte um Ali Baba aus der Geschichtensammlung Tausendundeine Nacht öffnen. Zufällig hat der arme Ali Baba beobachtet, wie eine Räuberbande ihre Schatzkammer auffüllt, und hat dabei auch das Zauberwort zum Öffnen des Felsentors gehört:

„Der stattlichste der Räuber, den der Ali Baba für ihren Hauptmann hielt, näherte sich ebenfalls mit seiner Reisetasche auf der Schulter dem Felsen, der dicht an dem großen Baume war, wohin Ali Baba sich geflüchtet hatte, und nachdem er sich durch einige Sträucher den Weg gebahnt, sprach er die Worte: ‚Sesam, öffne dich!‘ so laut und deutlich, daß Ali Baba sie hörte. Kaum hatte der Räuberhauptmann diese Worte ausgesprochen, so öffnete sich eine Tür, durch die er alle seine Leute vor sich her eintreten ließ; er selbst ging zuletzt hinein und die Türe schloß sich wieder.“

Als die Räuber fort sind, probiert Ali Baba das Passwort selbst aus und entdeckt die Schätze der Räuber.
In manchen Übersetzungen gibt es auch Varianten:

„Berg Semsi, tu dich auf!“

Ali Babas reicher Bruder entlockt ihm das Geheimnis, geht zur Höhle, ruft aber „Berg Semeli“ statt „Semsi“ und wird von den Räubern umgebracht. Die Brüder Grimm sehen in Semeliberg eine Entstellung von Simeliberg, einem Märchen in den Kinder- und Hausmärchen.
Es ist wohl das berühmteste Passwort der Literaturgeschichte und wird oft scherzhaft verwendet, wenn es zum Beispiel darum geht, eine Tür zu öffnen.
Vermutlich hat der Spruch tatsächlich etwas mit Sesam zu tun. Sesamkörner waren sehr kostbar. Allerdings konnte Sesam nur zu etwas Wertvollem verarbeitet werden, wenn seine Schalen geöffnet waren.

## Setzen wir Deutschland in den Sattel.
Der deutsche Reichskanzler Otto von Bismarck sagte am 11. März 1867 in einer Rede vor dem Norddeutschen Reichstag:

„'Meine Herren, arbeiten wir rasch! Setzen wir Deutschland, sozusagen, in den Sattel! Reiten wird es schon können.“

Bismarck wollte Bedenken darüber zerstreuen, dass Deutschland nach der Einigung unter preußischer Führung als Staat nicht funktionsfähig sei. In Frankfurt am Main wurde unter diesem Motto ein Bismarckdenkmal eingeweiht.
Der Urenkel des Eisernen Kanzlers Ferdinand Fürst von Bismarck schrieb 2004 ein Buch mit dem Titel Setzen wir Deutschland wieder in den Sattel – Neue Anmerkung eines Patrioten, in dem er seine Thesen zur Krisensituation der Gegenwart vorstellte.

## Shanghaier Kugelfischabkommen

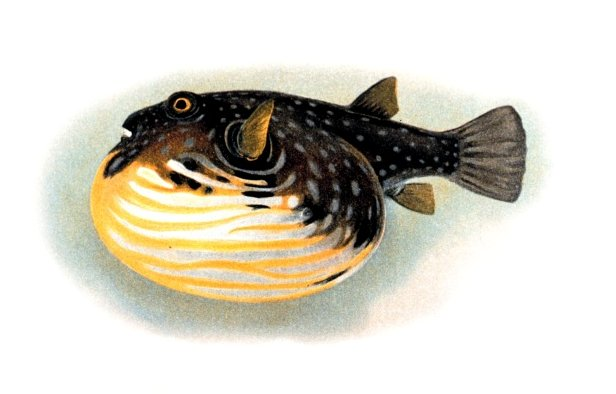
Kugelfisch: Arothron hispidus

Das Shanghaier Kugelfischabkommen ist eine fiktive internationale Übereinkunft, die von der Partei Die Grünen 1985 in die Koalitionsvereinbarung zur Bildung der ersten rot-grünen Landesregierung in Hessen aufgenommen wurde.
Hintergrund des Abkommens war die Tatsache, dass der zum Teil hochgiftige Fugu-Kugelfisch nur von besonders geschulten Köchen zubereitet werden darf, die meistens aus Asien stammten. Diese Köche erhielten aber immer nur befristete Aufenthaltsgenehmigungen, was zu Problemen in den Restaurants führte, für die das Shanghaier Kugelfisch-Abkommen mit Aufenthaltssonderregelungen abhelfen sollte.
Da Kugelfische in Deutschland nicht zubereitet werden dürfen, war das Kugelfisch-Abkommen selbst eine freie Erfindung der Grünen. Dennoch bemerkten weder die SPD-Vertreter noch die zur Prüfung berufenen Juristen oder die Medien den Scherz, sodass er Eingang in die Koalitionsvereinbarung (S. 108) fand:

„Die Fälle der Koppelung von Arbeits- und Aufenthaltserlaubnis werden übereinstimmend als erledigt betrachtet (Shanghaier Kugelfischabkommen vom 3. November 1974).“

Jahre später erhielt Joschka Fischer einen Brief seines ehemaligen Koalitionspartners Holger Börner, der als Vorsitzender der SPD-nahen Friedrich-Ebert-Stiftung von einer Reise nach Shanghai schrieb:

„Bin auf den Spuren des Kugelfisch-Abkommens. Viele Grüße.“

## Si tacuisses, philosophus mansisses.
Dieser lateinische Satz bedeutet auf Deutsch:

„Wenn du geschwiegen hättest, so wärest du ein Philosoph geblieben.“

Das Zitat stammt aus der Schrift Trost der Philosophie des spätantiken christlichen Philosophen Boethius, wo von einem Möchtegern-Philosophen berichtet wird. Dieser stoische Philosoph beschwerte sich bei seinem Lehrer über ein Unrecht, das ihm widerfahren war. Der Lehrer forderte ihn auf, das Unrecht schweigend zu erdulden, um zu beweisen, dass er ein wahrer Philosoph sei. Beim nächsten Vorfall ging der Schüler wieder zu seinem Lehrer, meldete ihm, dass er dieses Mal nicht geklagt habe, und fragte:

„Erkennst du nun, dass ich ein Philosoph bin?“

Die lakonische Antwort des Lehrers aber war:

“Intellexeram, si tacuisses.”

„Ich hätte es erkannt, wenn du geschwiegen hättest.“

Ähnliche Wendungen finden sich schon im Alten Testament. So heißt es im Buch der Sprichwörter:

„Ein Narr, wenn er schwiege, würde auch für weise gerechnet und verständig, wenn er das Maul hielte.“

Im Buch Hiob findet sich das folgende Zitat:

„Wollte Gott, ihr schwieget, so wäret ihr weise.“

## Sic transit gloria mundi.
Wenn ein römischer Feldherr im Triumphzug einzog, hatte auf seiner Strecke ein Sklave vor ihn zu treten, vor seinen Augen einen Flocken Wolle zu verbrennen und diesen Spruch zu rufen. Der Brauch wurde für den ersten feierlichen Einzug eines neu gewählten Papstes übernommen. Wenn ein Papst in sein Amt eingeführt wird, verbrennt der Zeremoniar dreimal ein Bündel Werg und spricht dreimal die folgenden lateinischen Worte:

“Sic transit gloria mundi.”

„So vergeht der Ruhm der Welt.“

Diese Erinnerung an die irdische Vergänglichkeit wird schon in einem Buch über die kirchlichen Riten aus dem Jahre 1516 beschrieben, das Augustinus Patricius, Bischof von Pienza, verfasste.
Das Zitat wird meist als Kommentar zu rasch verblassender Berühmtheit verwendet.

## Sich in die Höhle des Löwen wagen

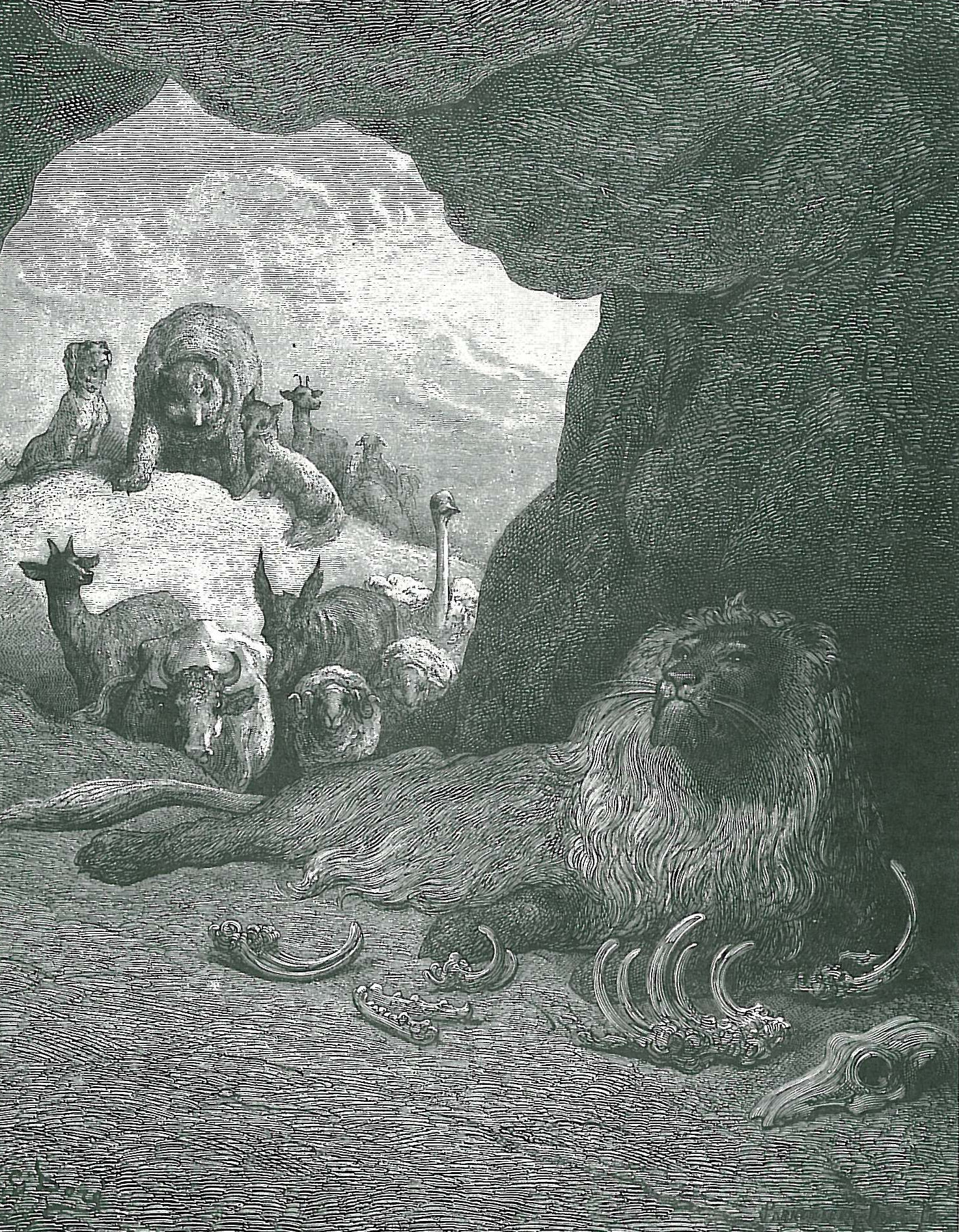
Gustave Doré: Der kranke Löwe und der Fuchs

Diese Redensart geht zurück auf die Fabel Der Fuchs und der alte Löwe des griechischen Fabeldichters Äsop, in der erzählt wird, dass der Löwe nicht mehr fähig war, selbst auf die Jagd zu gehen und in seiner Not die Botschaft von seinem nahen Tode verbreiten ließ. Gleichzeitig bat er alle Tiere zu kommen, damit er persönlich von allen Abschied nehmen könne. Nacheinander kamen die Tiere mit Geschenken, denn sie erhofften sich Vorteile davon.
Nur der Fuchs beobachtete eine Zeitlang das Kommen und dachte sich, es sei seltsam, dass so viele Tiere in die Höhle gingen, aber keines daraus zurückkehrte. Die Höhle sei zwar geräumig, aber doch nicht so groß, dass sie alle Tiere aufnehmen könne. So trat der Fuchs vorsichtig vor den Eingang und wünschte dem Löwen höflich ewige Gesundheit. Der Löwe aber warf dem Fuchs vor, dass er so spät käme und tat so, als läge er schon in den letzten Zügen. Er bat ihn, ihm seine letzten Stunden mit heiteren Geschichten zu erleichtern.
Darauf erkundigte sich der Fuchs mit gespieltem Erstaunen, ob der Löwe denn allein sei. Der Löwe antwortete, dass zwar schon einige seiner Untertanen gekommen wären, aber sie hätten ihn so gelangweilt, dass er sie wieder fortgeschickt habe. Jedoch der Fuchs sei lustig und immer voller Einfälle. Deshalb fragte er den Fuchs, warum er nicht eintrete.
Darauf antwortet der Fuchs:

„Weil ich viele Spuren hineinführen aber wenige herauskommen sehe.“

Dieser Satz wurde früher oft lateinisch zitiert:

“Vestigia terrent.”

„Die Spuren schrecken ab.“

Die Redewendung hat die Bedeutung von mutig die Auseinandersetzung mit einem starken Gegner suchen oder auch sich in das Büro des Vorgesetzten wagen und wird gerne in der Sportberichterstattung verwendet, wenn eine vermeintlich schwächere Mannschaft bei einem starken Gegner anzutreten hat:
- „Der Coup in der Höhle der Löwen war der erste große Sieg mit seinem neuen Team.“
- „Bundestagsfraktion Bündnis 90/Die Grünen – In der Höhle des Löwen – Grüne auf der IAA“

Die Fernsehsendung Die Höhle der Löwen ist nach diesem Spruch benannt. Dort bitten Kleinunternehmer Investoren um Geld.

## Sich mit fremden Federn schmücken

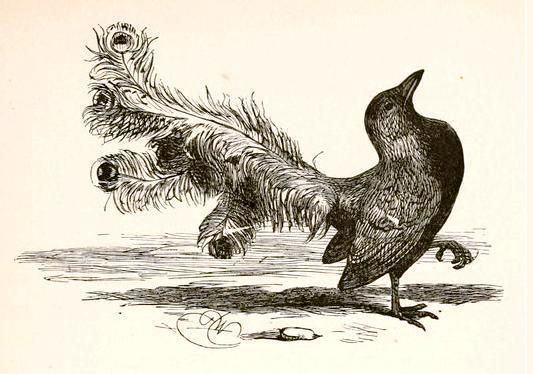
Illustration von Harrison Weir, 1884

„Sich mit fremden Federn schmücken“ ist eine Redewendung mit den Sinn von „Verdienste anderer als die eigenen ausgeben“, die auf Äsops Fabel von der Dohle beziehungsweise der Krähe und den Pfauen zurückgeht, in der eine Dohle oder Krähe sich mit ausgefallenen Federn der Pfauen schmückt.
Der Dichter Gotthold Ephraim Lessing erzählt diese Fabel so:

„Eine stolze Krähe schmückte sich mit den ausgefallenen Federn der farbigen Pfaue und mischte sich kühn, als sie genug geschmückt zu sein glaubte, unter diese glänzenden Vögel der Juno. Sie ward erkannt, und schnell fielen die Pfaue mit scharfen Schnäbeln auf sie, ihr den betrügerischen Putz auszureißen.“

Der römische Fabeldichter Phaedrus zieht folgende Schlussfolgerung aus dieser Fabel:

„Ne gloriari libeat alienis bonis,

suoque potius habitu vitam degere,

Aesopus nobis hoc exemplum prodidit.“

„Damit es nicht beliebt, sich fremder Güter zu rühmen und das Leben lieber mit seinen Aussehen zu verbringen, überlieferte uns Äsop dieses Beispiel.“

## Sicher wie in Abrahams Schoß

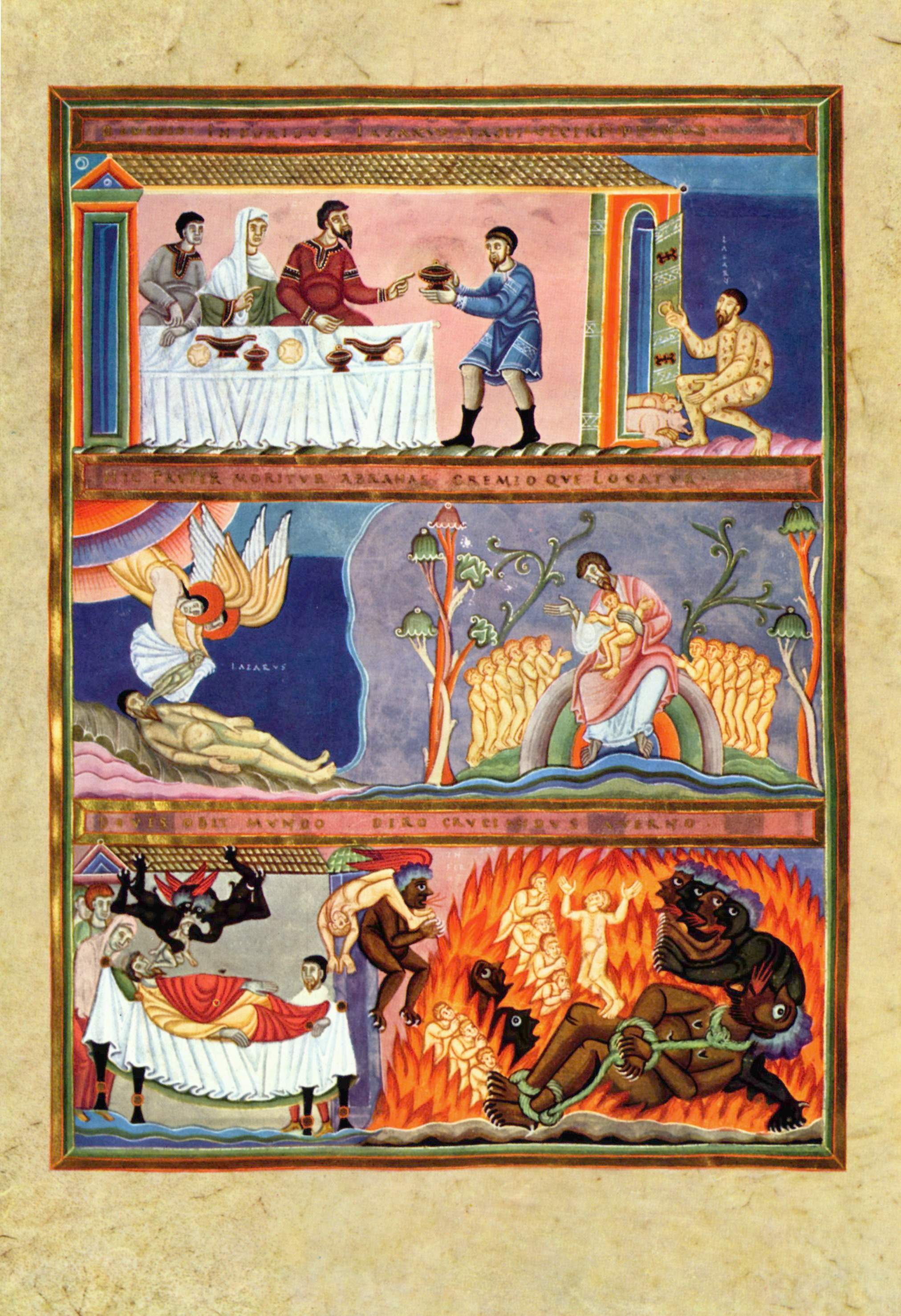
Parabel von Lazarus

Die Redewendung Sicher wie in Abrahams Schoß hat ihren Ursprung in der biblischen Erzählung vom armen Lazarus, der nach einem Leben in bitterer Armut im Himmel in Abrahams Schoß liegt, während der egoistische Reiche in der Hölle landet:

„19Es war aber ein reicher Mann, der kleidete sich mit Purpur und köstlicher Leinwand und lebte alle Tage herrlich und in Freuden. 20Es war aber ein armer Mann mit Namen Lazarus, der lag vor seiner Tür voller Schwären 21und begehrte sich zu sättigen von den Brosamen, die von des Reichen Tische fielen; doch kamen die Hunde und leckten ihm seine Schwären. 22Es begab sich aber, daß der Arme starb und ward getragen von den Engeln in Abrahams Schoß. Der Reiche aber starb auch und ward begraben. 23Als er nun in der Hölle und in der Qual war, hob er seine Augen auf und sah Abraham von ferne und Lazarus in seinem Schoß. 24Und er rief und sprach: Vater Abraham, erbarme dich mein und sende Lazarus, daß er die Spitze seines Fingers ins Wasser tauche und kühle meine Zunge; denn ich leide Pein in dieser Flamme. 25 Abraham aber sprach: Gedenke, Sohn, daß du dein Gutes empfangen hast in deinem Leben, und Lazarus dagegen hat Böses empfangen; nun aber wird er getröstet, und du wirst gepeinigt.“

Dahinter steht die jüdische Vorstellung, der Schoß Abrahams sei ein Ort der Seligkeit (Reich Gottes).

## Sie haben mir ins Essen gequatscht.
Dieser Satz stammt aus dem Sketch Schmeckt’s? des deutschen Humoristen Loriot. Darin wird dargestellt, wie ein Gast beim Versuch, in Ruhe eine Kalbshaxe zu essen, von etlichen Leuten beim Essen beobachtet wird und er darüber immer nervöser wird.
Zu diesem (und anderen Sätzen) heißt es auf der Website des Österreichischen Rundfunks:

„Begriffe wie das ‚Jodeldiplom‘, die ‚Steinlaus‘ und der ‚Kosakenzipfel‘, Sätze wie ‚Sie haben mir ins Essen gequatscht‘, ‚Früher war mehr Lametta‘ und ‚In meiner Wanne pflege ich das Badewasser selbst einzulassen‘ sind Fundstücke, die die deutsche Sprache nicht nur bereichert haben, sondern inzwischen Allgemeingut geworden sind.“

## Sie haben nichts gelernt und nichts vergessen.
1796 schrieb Charles Louis Etienne de Panat an Jacques Mallet-du-Pan:

« Ils n’ont rien appris ni rien oublié. »

Napoleon Bonaparte soll über das alte Königshaus der Bourbonen gesagt haben, dass dessen Repräsentanten im Ausland nichts gelernt und nichts vergessen hätten.
Madame Récamier schrieb:

„Freilich mußte er bald einsehen, daß die Bourbonen seit den Tagen des Blutgerüsts nichts gelernt und nichts vergessen hatten.“

## Sie küssten und sie schlugen ihn.
Sie küßten und sie schlugen ihn ist ein Kinofilm von François Truffaut aus dem Jahr 1959. Der Titel wird zitiert, um jemanden zu charakterisieren, der im Leben herumgestoßen wird.
Die Handlung zeichnet den Weg des jungen Antoine nach, der in ärmlichen und lieblosen Verhältnissen bei seiner Mutter und seinem Stiefvater aufwächst. Angestiftet von Mitschülern, wird Antoine durch Streiche in der Schule auffällig. Als er die Schreibmaschine seines Stiefvaters entwendet, um sie zu Geld zu machen, übergeben ihn seine Eltern der Polizei.
Der Originaltitel (Les Quatre Cents Coups) spielt auf das französische Sprichwort an, nach dem ein Mensch 400 Streiche macht (faire les 400 coups), bevor er vernünftig wird.

## Sie nannten ihn …
Mit diesen Worten beginnen die Titel einiger Abenteuer- und Kriminalfilme. Am Anfang stand wohl der Widerstandsfilm Sie nannten ihn Amigo von Heiner Carow aus dem Jahr 1958.
Darauf folgten andere Titel:
- „Sie nannten ihn Gringo“
- „Sie nannten ihn King“
- „Sie nannten ihn Knochenbrecher“
- „Sie nannten ihn Krambambuli“
- „Sie nannten ihn Mücke“
- „Sie nannten ihn Plattfuß“
- „Sie nannten ihn Spencer“
- „Sie nannten ihn Stick“
- „Sie nannten ihn Thunderbolt“
- „Sie nannten ihn Wander“
- „Sie nannten sie kleine Mutter“

In allen Fällen erhält der Held einen charakteristischen Beinamen. Das Zitat wird auch ironisch abgewandelt, so zum Beispiel über einen Mann von geringer Körpergröße:
- „Ein Kerl wie ein Baum. Sie nannten ihn Bonsai.“

## Sie sagen Christus und meinen Kattun.
In Theodor Fontanes Roman Der Stechlin äußert sich Pastor Lorenzen gegenüber dem alten Dubslav von Stechlin folgendermaßen in Bezug auf die Engländer:

„Sie sind drüben schrecklich runtergekommen, weil der Kult vor dem Goldenen Kalbe beständig wächst; lauter Jobber, und die vornehmen Leute obenan. Und dabei so heuchlerisch; sie sagen Christus und meinen Kattun.“

Das Wort „Jobber“ wird hier von Fontane abwertend im Sinne von „skrupelloser Geschäftemacher“ gebraucht. „Kattun“ ist eine Anspielung auf die englischen Baumwollfabriken. Von diesem Zitat leiten sich möglicherweise der Ausdruck Kattunchristentum unter Anspielung auf religiöses Heuchlertum aus Geschäftsgründen her.
Kattun (von arabisch katon, „Baumwolle“) ist ein glattes, leinwandartig gewebtes, ziemlich dichtes Baumwollzeug.

## Sie sollen ihn nicht haben.

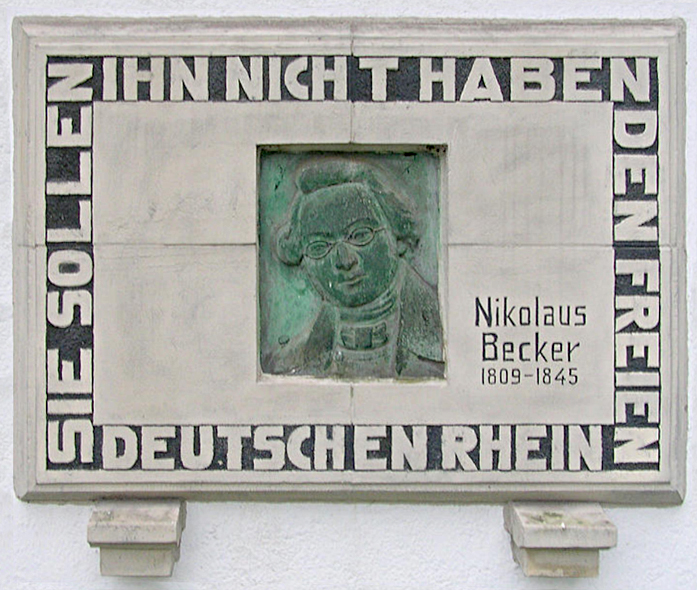
Gedenktafel an der Pfarrkirche von Geilenkirchen-Hünshoven

Diese störrischen Worte stammen aus dem 1840 veröffentlichten Lied Der deutsche Rhein des Schriftstellers Nikolaus Becker, das wie andere bekannte Rheinlieder dieser Zeit (Die Wacht am Rhein) ein Ausdruck des deutschen Patriotismus war und sich gegen französische Ansprüche auf das linke Rheinufer richtete.
Sie sollen ihn nicht haben

den freien deutschen Rhein,

ob sie wie gierige Raben

sich heiser danach schrein

So lang er ruhig wallend

sein grünes Kleid noch trägt

so lang ein Ruder schallend

In seine Woge schlägt
Vom Rheinlied gab es über 70 Kompositionen, darunter eine von Robert Schumann. Da das Lied den französischen Nationalstolz provozierte, wurden in Frankreich Erwiderungen gedichtet, darunter Alfred de Mussets Nous l’avons eu, votre Rhin allemand.

## Sie tanzte nur einen Sommer.
Sie tanzte nur einen Sommer (schwedisch: Hon dansade en sommar) ist der Titel eines schwedischen Films von Arne Mattsson aus dem Jahr 1951, der auf dem Roman Sommardansen basiert. Der Film erzählt von der kurzen Liebe eines Mädchens vom Dorf zu einem Studenten aus der Stadt, die traurig endet, da das Mädchen bei einem Autounfall ums Leben kommt.
Die Hauptdarstellerin Ulla Jacobsson war in dem Film nackt zu sehen, was erhebliches Aufsehen erregte.
Der Titel wird heute zitiert, um vergängliche Höhenflüge zu beschreiben:
- „Bauholzpreise: Tanzten sie nur einen Sommer?“
- „Er tanzte nur zweieinhalb Sommer und wurde dann eingestellt.“
- „Der TV 1861 ‚tanzte nur einen Sommer‘ in der Landesklasse.“

## Sie werden lachen: die Bibel.
Der marxistische Schriftsteller Bertolt Brecht antwortete 1928 auf die Frage nach seiner Lieblingslektüre:

„Meine Lieblingslektüre? Sie werden lachen: die Bibel.“

Brecht nahm am protestantischen Religionsunterricht teil und in fast allen seinen Theaterstücken finden sich Zitate und Motive der Bibel. Sein erstes abgeschlossenes Werk trägt den Titel Die Bibel und behandelt Stoff aus dem apokryphen Buch Judit.
Brechts Verhältnis zur Bibel war ambivalent:

„Aus ihr holte er sich seine Stoffe. Natürlich ohne den Glauben und gegen die Kirche. Wie das praktisch aussehen konnte, schildert die Schauspielerin Lotte Eisner. Sie berichtet, dass Brecht nach der Probe auf der Bühne aus der Lutherbibel vorliest, dabei jeden Satz auskostet und die Redewendungen, die ihm gefallen, in sein kleines Notizbuch schreibt.“

Mit 18 Jahren notierte Brecht in sein Tagebuch:

„Ich lese die Bibel, ich lese sie laut, kapitelweise, aber ohne auszusetzen, Hiob und die Könige. Sie ist unvergleichlich schön, stark, aber ein böses Buch.“

Nach dem Besuch eines Passionsspiels in Augsburg schrieb er als Student in sein Tagebuch:

„Abends in der ‚Großen deutschen Passion‘ der Brüder Faßnacht … gewisse Bibelworte nicht totzukriegen. Sie gehen durch und durch. Man sitzt unter Schauern, die einem, unter der Haut, den Rücken lang herunterstreichen, wie bei der Liebe.“

## Sieben auf einen Streich
Die veraltende Redewendung „auf einen Streich“ bedeutet mit einem Schlag und hat eine wichtige Funktion in dem Märchen Das tapfere Schneiderlein. Die Hauptfigur ist ein armer Schneider, der beim Essen von Pflaumenmus von Fliegen gestört wird und wütend mit einem Gürtel auf die Tiere einschlägt und alle sieben erwischt. Begeistert von seiner Tat näht er eine große 7 auf eben jenen Gürtel und erzählt, dass er Sieben auf einen Streich getötet habe. Es wird jedoch missverstanden und man hält den Schneider für einen Kriegshelden, der sieben Männer auf einmal getötet hat.
Das Zitat wird heute in unterschiedlichsten Zusammenhängen gebraucht:
- „Sieben auf einen Streich. Alle G-7-Staaten kämpfen gegen die Turbulenzen an den Märkten“
- „Sieben auf einen Streich – Schneller lernen Sie keine(n) kennen!“
- „Sieben auf einen Streich! Für sieben junge Leute begann ein neuer Lebensabschnitt.“

## Siehst du den Hut dort auf der Stange?

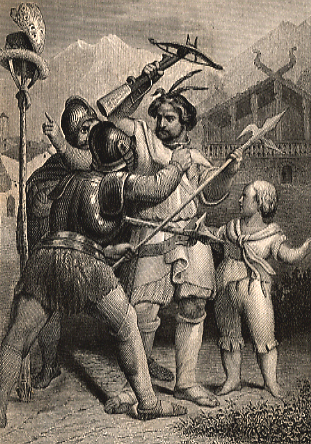
„Siehst du den Hut dort auf der Stange?“

Dieser Satz ist ein Zitat aus Friedrich Schillers Drama Wilhelm Tell. Der Hut auf einer Stange, dem die Bevölkerung Reverenz erweisen muss, ist das Symbol der kaiserlichen Gewalt. Als Tell mit seinem Sohn Walter achtlos daran vorübergeht, macht ihn sein Sohn darauf aufmerksam und sagt:

„Ei, Vater, sieh den Hut dort auf der Stange!“

Doch Tell zeigt kein Interesse an den Hut und sagt:

„Was kümmert uns der Hut? Komm, laß uns gehen.“

Doch dann tritt ihm Frießhardt mit vorgehaltener Pike entgegen und sagt:

„Ihr habts Mandat verletzt, Ihr müßt uns folgen.“

Tell soll ins Gefängnis. Es folgt nun die Szene, in der er mit seiner Armbrust einen Apfel vom Kopf seines Sohnes schießen soll.
Diese Worte werden heute scherzhaft zitiert, wenn man die Aufmerksamkeit auf etwas lenken will.

## Siehste woll, da kimmt er.
Mit diesem mundartlich gefärbten Vers beginnt der Refrain eines bekannten Berliner Liedes zu der Melodie der Stettiner Kreuzpolka mit dem Titel Der geliebte Schwiegersohn aus dem Jahr 1891. Die erste Strophe lautet:
Lerche hat zwei Töchter,

’n Schwiegersohn, den möcht er.

Er erwählt zum Schwiegersohne

Einen Schneider, der nicht ohne.

Tritt der Schneider in das Haus,

Ruft die Schwiegermutter aus:

Siehste woll, da kimmt er,

Jroße Schritte nimmt er

Jraue Haare hat er schon,

Der jeliebte Schwiegersohn!
Der Refrain ist bekannter in der abgewandelten Form:

„Siehste woll, da kimmt er schon, der versoffne Schwiegersohn.“

Der Heidedichter Hermann Löns verwendet diese Worte bei der Schilderung eines Jagderlebnisses in seiner Erzählung Kraut und Lot:

„Es ist kirchenstill im Holze, kaum daß man ein Goldhähnchen in den Fichten piepsen hört. Und so bleibt es eine volle Viertelstunde. Dann meldet sich, aber noch recht weit, der große Buntspecht. »Juck, juck,« ruft er. Das ist verdächtig. Aber dann ist es wieder Stille. Doch nun zetern in den Fichten die Häher, und jetzt keift eine Amsel los, und ein Zaunkönig schimpft mörderlich, und die Krähe schreit: »Gewalt, Gewalt!« Jetzt kann ich grieflachen und denken: »Siehste woll, da kimmt er!«“

## Silberstreif am Horizont

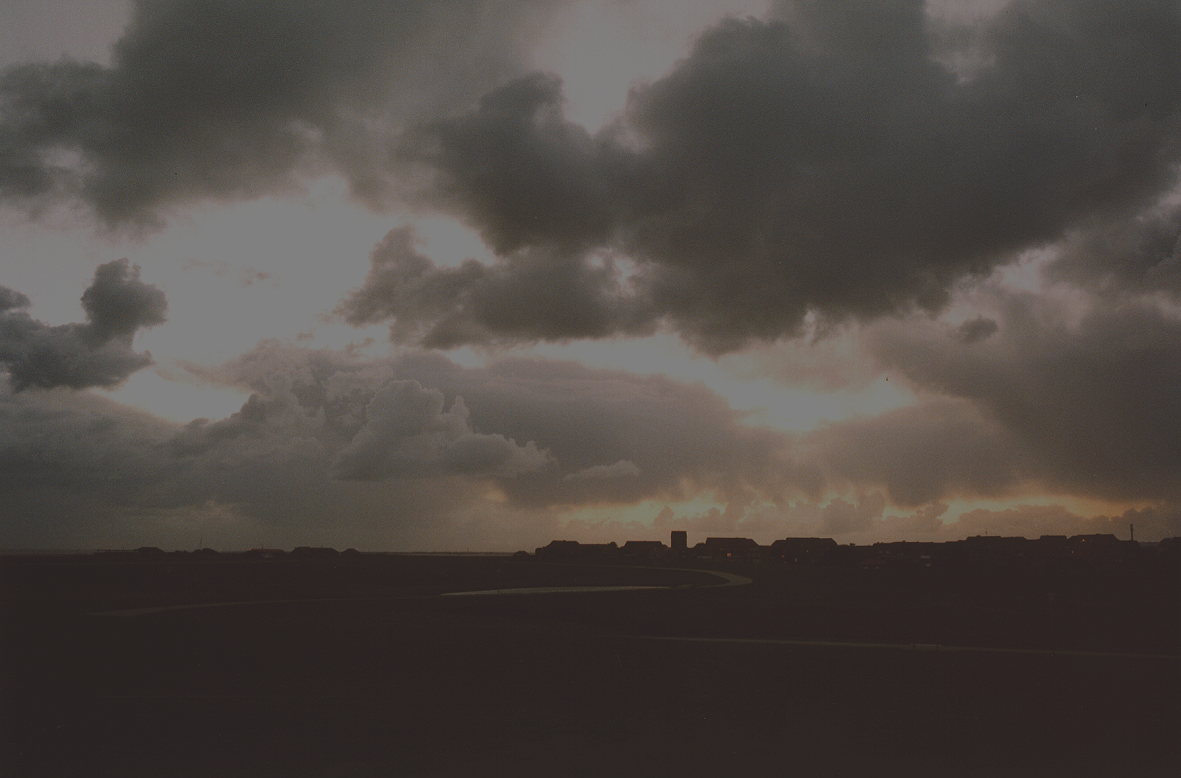
Dämmerung über Baltrum

Dieses geflügelte Wort wird dem ehemaligen deutschen Außenminister Gustav Stresemann angedichtet, stammt jedoch von einem seiner Untergebenen.
Stresemann sagte, der in London von dem Bankier und späteren US-Vizepräsidenten Charles Gates Dawes ausgehandelten Plan sei ein „Silberstreifen an dem sonst düsteren Horizont.“
Der Dawes-Plan sah vor, das nach dem Ersten Weltkrieg und Inflation zahlungsunfähig gewordene Deutsche Reich mit einer internationalen Anleihe im Nennwert von 230 Millionen Dollar wieder aufzupäppeln. Damit brach ein kurzer Wirtschafts-Frühling an. Doch die alten Reichsschulden erwiesen sich als dauerhafter.
Das Zitat wird heute gebraucht, wenn neue Hoffnung aufkeimt:
- „Fondsgesellschaften: Silberstreif am Horizont“
- „IT-Branche sieht Silberstreif am Horizont.“
- „Arminias Amateure sehen Silberstreif am Horizont.“

## Sine ira et studio
Die lateinische Maxime Sine ira et studio bedeutet so viel wie ohne Zorn und Eifer. Sie stammt vom römischen Historiographen Tacitus, der als Ziel angab, möglichst ohne Parteilichkeit über geschichtliche Ereignisse und Personen zu berichten. Im lateinischen Original lautet die Stelle so:

“Tiberii Gaique et Claudii ac Neronis res florentibus ipsis ob metum falsae, postquam occiderant, recentibus odiis compositae sunt. inde consilium mihi pauca de Augusto et extrema tradere, mox Tiberii principatum et cetera, sine ira et studio, quorum causas procul habeo.”

Zu dieser Maxime heißt es auf der Website Antiquitas:

„Mit der Germania hat Tacitus den ersten ethnographischen Bericht über Germanien geschrieben. Seine Formulierung (ann. 1, 1, 3), er wolle sine ira et studio die Geschichte des Prinzipats seit Augustus schreiben, ist zu einem geflügelten Wort geworden: ‚keinem zu Lieb’ und keinem zu Leide‘, wie es bei Georg Büchmann übersetzt ist.“

Der aus dem Proöm (der Einleitung) der Annalen stammenden Sentenz entspricht im Proöm seiner Schrift Agricola der Satz „sine gratia et ambitione“ (ohne Dankbarkeit oder Ehrgeiz).
Sine ira et studio wird vielfach als Aufforderung an eine wertfreie Geschichtsschreibung oder Wissenschaft zitiert.
In der Einleitung zu einer Ausstellung über Karikaturen in den Revolutionsjahren 1848/49 im Mannheimer Reiß-Museum heißt es:

„Sine ira et studio – ohne Zorn und Eifer also – zu argumentieren ist in der politischen Kultur sicher eine ehrenwerte Eigenschaft.

Mit Zorn und Eifer aber arbeiteten die Revolutionäre vor 150 Jahren, und eines der Produkte ihres Zorns und ihres Eifers sind die Karikaturen, die einen wesentlichen Teil der Bestände des Reiss-Museums in Mannheim ausmachen.“

## Singe, wem Gesang gegeben.
Dies ist der Anfang des 1812 geschriebenen Gedichts Freie Kunst von Ludwig Uhland, das mit folgender Strophe beginnt:
Singe, wem Gesang gegeben

in dem deutschen Dichterwald

Das ist Freude, das ist Leben

wenn’s von allen Zweigen schallt

Nicht an wenig stolze Namen

ist die Liederkunst gebannt

ausgestreuet ist der Samen

über alles deutsche Land
Der Dichter Adelbert von Chamisso machte 1831 diese Worte zum Motto seiner Gedichte. So heißt es in seinem Gedicht Nachhall:
Es singe, wem Gesang gegeben ward,

Im deutschen Dichterwald, doch nie entwürdigt

Zum schnöden Handwerk werde der Gesang.

## Singin’ in the Rain
Singin’ in the Rain (Singend im Regen) ist ein US-amerikanisches Film-Musical aus dem Jahr 1952 mit Gene Kelly in der Hauptrolle. Im Titelsong heißt es:
I’m singing in the rain

Just singing in the rain

What a glorious feelin’

I’m happy again
Ich singe im Regen

Singe einfach im Regen

was für ein herrliches Gefühl

Ich bin wieder glücklich
Der Film ist eine Erzählung über den Übergang vom Stummfilm zum Tonfilm, womit ein Stummfilm-Star und dessen Filmpartnerin ihre Probleme haben.
Gene Kelly steppt in der berühmten Szene zum Titelsong durch den strömendem Regen, springt ausgelassen in tiefe Pfützen, hüpft den Bordstein auf und ab und trällert dazu sein Lied.

## Sinn kann nicht gegeben, sondern muss gefunden werden.
Dies ist eine Kernaussage des österreichischen Psychiaters Viktor Frankl und gehört in folgendem Kontext:

„Sinn geben würde auf Moralisieren hinauslaufen. Und die Moral im alten Sinn wird bald ausgespielt haben. Über kurz oder lang werden wir nämlich nicht mehr moralisieren, sondern die Moral ontologisieren – gut und böse werden nicht definiert werden im Sinne von etwas, das wir tun sollen beziehungsweise nicht tun dürfen, sondern gut wird uns dünken, was die Erfüllung des einem Seienden aufgetragenen und abverlangten Sinnes fördert, und für böse werden wir halten, was solche Sinnerfüllung hemmt. Sinn kann nicht gegeben, sondern muss gefunden werden.“

Frankls Konzept leitet sich aus drei Grundgedanken ab:
- Freiheit des Willens
- Wille zum Sinn, und
- Sinn im Leben

Seine Logotherapie und Existenzanalyse (LTEA) ist von dem Gedanken getragen, dass Sinn eine Wirklichkeit in der Welt ist. In jeder Situation warten Sinnmöglichkeiten darauf, erkannt und verwirklicht zu werden.

## ’s ist Krieg!

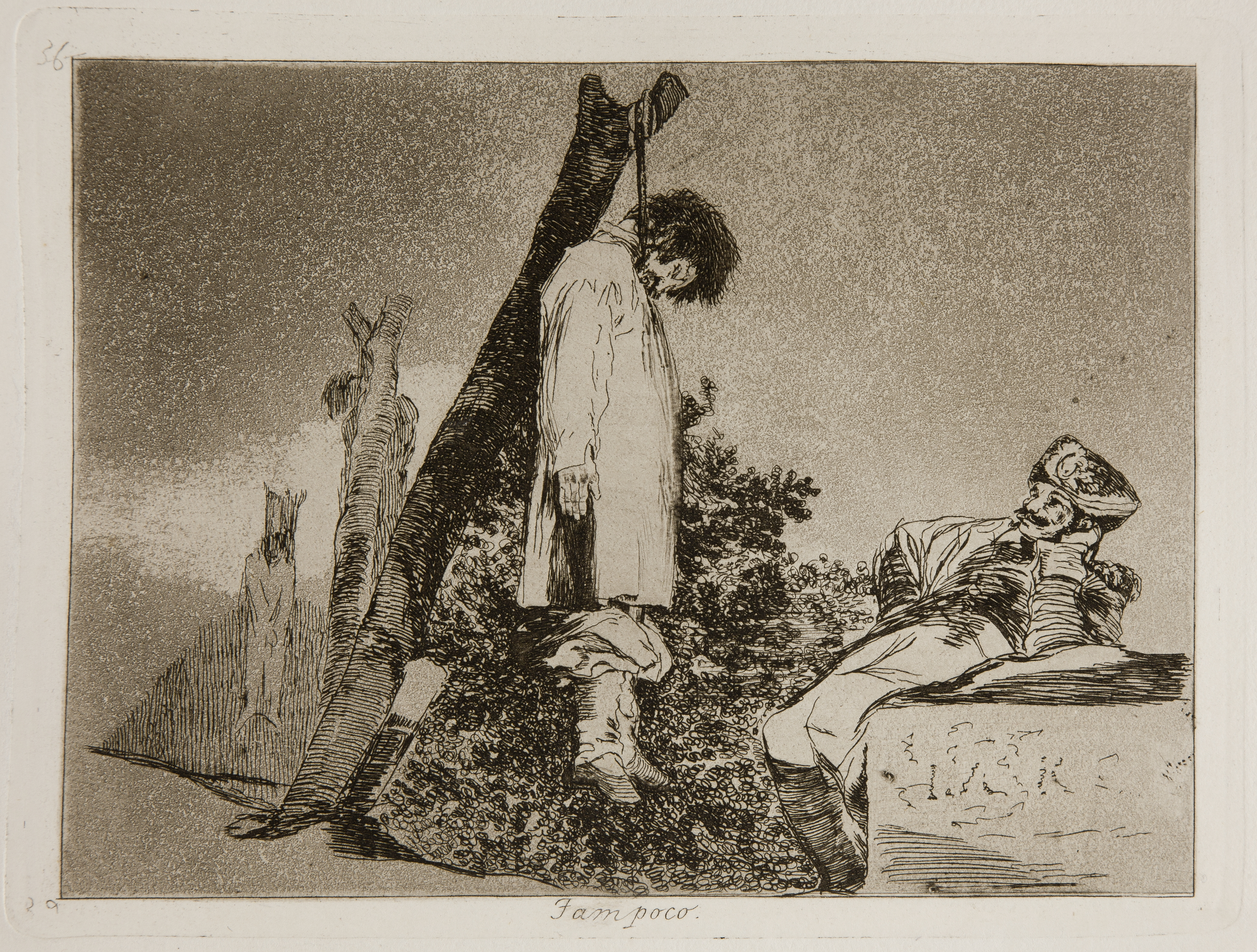
Francisco de Goya: Die Schrecken des Krieges

Dieser Ausruf ist der Anfang des Kriegslieds von Matthias Claudius aus dem Jahr 1775.
’s ist Krieg! ’s ist Krieg!

O Gottes Engel wehre,

Und rede Du darein!

’s ist leider Krieg –

und ich begehre

Nicht schuld daran zu sein!
Claudius schildert den Krieg als leidvoll. Er benutzt dabei Wendungen aus der Alltagssprache. Die Wendung „’s ist leider Krieg“ wird dabei als Ausdruck echten Kummers gesehen. Mit seiner Aussage „ich begehre nicht schuld daran zu sein“ bezieht er eindeutig Stellung.
’s ist Krieg! ist auch der Titel eines Gedichts von Kurt Tucholsky, das während des Ersten Weltkriegs verboten war und mit der folgenden Strophe beginnt:
Die fetten Hände behaglich verschränkt

vorn über der bauchigen Weste,

steht einer am Lager und lächelt und denkt:

‚’s ist Krieg! Das ist doch das beste!

Das Leder geräumt, und der Friede ist weit.

Jetzt mach in anderen Chosen –

Noch ist die blühende, goldene Zeit!

Noch sind die Tage der Rosen!‘

## So ein Tag, so wunderschön wie heute!
So ein Tag war das Auf- und Abtrittslied der Mainzer Hofsänger für die Fastnachtskampagne 1952 und stammt von Walter Rothenburg, die Musik von Lotar Olias. Der Refrain gehört in Deutschland zu den beliebtesten Gesängen bei freudigen Anlässen aller Art. Beim Fall der Berliner Mauer standen tausende von Menschen auf der Mauer und sangen:
So ein Tag, so wunderschön wie heute,

So ein Tag, der dürfte nie vergehn.

So ein Tag, auf den man sich so freute,

Und wer weiß, wann wir uns wiedersehn.
Nachdem der ehemalige Regierende Bürgermeister Heinrich Albertz im März 1975 die festgelegte Losung „So ein Tag, so wunderschön wie heute“ im Fernsehen bekanntgab, wurde der Politiker Peter Lorenz von den Terroristen der Bewegung 2. Juni freigelassen.
Anfang der Neunzigerjahre bildete der Text des Liedes in Österreich den Gegenstand eines Urheberrechtsprozesses, der mit der Verurteilung des international bekannten Milchprodukteerzeugers Danone endete. Dieser hatte Passagen des Liedes als Werbespot im Hörfunk und Fernsehen verwendet, obwohl ihm dies vom Inhaber des Werknutzungsrechtes untersagt worden war. Das Gerichte hatte sich in diesem Verfahren mit der Frage auseinanderzusetzen, ob der Liedtext eine eigentümliche geistige Leistung darstellt, die den Schutz des Urheberrechtsgesetzes für sich beanspruchen kann. Es gelangte zur Erkenntnis, dass die Liedzeile „So ein Tag, so wunderschön wie heute“ eine auf der Persönlichkeit ihres Schöpfers beruhende Individualität aufweise und sich durch ihre sprachliche Gestaltung und durch die gedankliche Verarbeitung vom Alltäglichen unterscheide, somit ein Werk im Sinne des Urheberrechtsgesetzes darstelle. Dass der Text der Werbespots zu einer anderen Musik gesungen und dadurch auch der Sprachrhythmus verändert wurde, spielte bei der Beurteilung des Eingriffs in die Verwertungsrechte keine Rolle. Auch mit dem Vorbringen, dass der erwähnte Satz schon vor der Schaffung des Liedtextes zur Umschreibung des Glücksgefühls über einen (aus verschiedenen Gründen) wunderschönen Tag üblich gewesen sei, vermochte die beklagte Partei nicht durchzudringen.

## So Gott will
„So Gott will und wir leben“ ist eine christliche Demutsformel, die daran erinnert, dass die Zukunft in Gottes Hand liegt. Sie geht auf eine Stelle im Jakobusbrief („Dagegen solltet ihr sagen: Wenn der Herr will, werden wir leben und dies oder das tun.“ 4,15 ) zurück und wurde daher früher auch oft, z. B. in Briefen, direkt als sub conditione Jacobi (‚unter der Bedingung des Jakobus‘, abgekürzt: s.c.J.) zitiert:

„Sub conditione Jacobi werden wir nächstes Jahr nach Rom fahren.“

## So jung kommen wir nicht mehr zusammen.
Dieser Spruch, der gern in geselliger Runde verwendet wird, stammt vermutlich aus dem Chorlied Dem Gott der Reben vertrau ich mein Glück, zu dem der Schwager Goethes, Christian August Vulpius, das Libretto schrieb. Dort lautet eine Zeile:

„Wir kommen doch morgen so jung nicht zusammen.“

So jung kommen wir nicht mehr zusammen ist der Titel einer Ausstellung junger Leipziger Fotografen über ihre Großeltern, die von Dezember 2007 bis Januar 2008 im Kultur- und Bürgerzentrum der Landeshauptstadt München gezeigt wurde. Den gleichen Titel hat auch ein Lied der Hamburger Indierock-Band Tocotronic, das mit folgenden Worten beginnt:
So jung komm wir nicht mehr zusammen

So jung werden wir uns nicht mehr sehn

## So lasst uns denn ein Apfelbäumchen pflanzen!
So laßt uns denn ein Apfelbäumchen pflanzen – es ist soweit ist ein Sachbuch des Wissenschaftsjournalisten Hoimar von Ditfurth aus dem Jahr 1985. Er schildert darin die zahlreichen Gefahren für die Menschheit und versucht eine objektive Analyse der Überlebenschancen des Menschen, sieht aber in diesen Gefahren keinen Grund zur Panik. Deshalb hat er als Titel seines Buchs ein angebliches Zitat von Martin Luther gewählt, das folgendermaßen lauten soll:

„Und wenn ich wüsste, dass morgen die Welt unterginge, würde ich heute noch ein Apfelbäumchen pflanzen.“

„So laßt uns denn ein Apfelbäumchen pflanzen“ nannte der Bund für Umwelt und Naturschutz Deutschland die Anlage einer Streuobstwiese als Protest gegen die Ausweitung des Braunkohle-Tagebaus von Garzweiler II.
Ein Lied von Reinhard Mey mit dem Titel Mein Apfelbäumchen bezieht sich ebenfalls auf dieses Zitat. Mey singt darin über sein neugeborenes Kind:
Wenn alle Hoffnungen verdorr’n,

Mit dir beginn ich ganz von vorn,

und Unerreichbares erreichen, ja ich kann’s!

Du bist das Apfelbäumchen, das ich pflanz’!

## So nimm denn meine Hände!

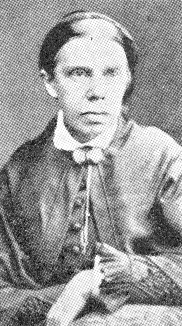
Julie Hausmann

Diese Worte sind der Anfang eines Trauerliedes der deutsch-baltischen Schriftstellerin Julie Hausmann, das auf Grund seiner Anfangsworte oft für Hochzeiten verwendet wurde und mit folgenden Versen beginnt:
So nimm denn meine Hände

Und führe mich

Bis an mein selig Ende

Und ewiglich!

Ich mag allein nicht gehen,

Nicht einen Schritt;

Wo du wirst geh’n und stehen,

Da nimm mich mit.
Julie Hausmann dichtete dieses Lied im Jahr 1862, als sie nach mehrwöchiger Reise in Afrika ankam und dort erfuhr, dass ihr Verlobter drei Tage zuvor an einer Epidemie gestorben war. Noch am gleichen Abend verfasste sie den Text. Die Melodie stammt von Friedrich Silcher.

## So schnell schießen die Preußen nicht.
Dieser Ausdruck hat zweifellos einen bestimmten, bisher noch nicht gefundenen literarischen Ursprung.
Angeblich soll Otto von Bismarck laut einem Zeitungsbericht 1875 gesagt haben:

„So schnell schießen die Preußen nicht! Keine übereilten Entschlüsse treffen. So rasch geht das alles nicht. Mehr Überlegung ist angebracht.“

Damit parierte er gegenüber einem britischen Journalisten die Frage, ob sich Deutschland mit Eroberungsplänen trage. Allerdings war zu dieser Zeit der Spruch schon im Umlauf.

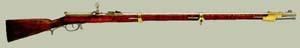
Zündnadelgewehr

Manche Quellen führen dieses Zitat auf die Schlacht bei Königgrätz zwischen Preußen und Österreich zurück und spielen dabei auf die Zündnadelgewehre der Preußen an, die diesen einen großen Vorteil verschafften.
Der Publizist Sebastian Haffner widerspricht jedoch dieser Herleitung in seinem Buch Preußen ohne Legende:

„Die Redensart … bezieht sich nicht auf ihr (der Preußen) Schießen im Gefecht – da schossen sie sogar besonders schnell … sondern sie schreibt sich daher, dass sie mit dem Erschießen von Deserteuren nicht so schnell bei der Hand waren … In Preußen wurden solche Unglücklichen zwar halbtot geprügelt, aber dann wieder gesund gepflegt, so dass sie wieder dienen konnten. Fürs Erschießen waren sie viel zu wertvoll; preußische Sparsamkeit auch hier.“

Die Redensart hat heute die Bedeutung So schnell geht das nicht oder Erst muss der Antrag geprüft werden:
- „So schnell schießen die Preußen nicht. Zurzeit besteht kein Entscheidungszwang.“ (CDU-Politiker Hans-Jörn Arp)
- „Vielmehr sollten wir des alten Lehrsatzes gewahr bleiben: ‚So schnell schießen die Preußen nicht!‘“

Als Abwandlung gibt es:

„So schnell schießen nicht einmal die Preußen!“

## So viel Köpfe, so viel Sinne.
Diese Redensart hat mehrere lateinische Vorlagen. So findet man im Stück Phormio des römischen Komödiendichters Terenz die Feststellung:

“Quot homines, tot sententiae.”

„Wie viele Menschen, so viele Meinungen.“

In den Satiren des Horaz findet sich folgende Aussage:

„Wie viele Köpfe es gibt, so viele Tausend Bestrebungen gibt es.“

Diese Erkenntnis wurde zu einem lateinischen Sprichwort:

“Quot capita, tot sensus.”

„So viel Köpfe, so viel Sinne.“

## So weit die deutsche Zunge klingt

Deutscher Sprachraum heute

Dieser Vers aus dem patriotischen Gedicht Was ist des Deutschen Vaterland? von Ernst Moritz Arndt soll festlegen, wie weit die Grenzen eines noch zu schaffenden deutschen Einheitsstaates reichen sollten. Das Gedicht beginnt mit den folgenden Versen:
Was ist des Deutschen Vaterland?

Ist’s Preussenland? ist’s Schwabenland?

Ist’s, wo am Rhein die Rebe blüht?

Ist’s, wo am Belt die Möwe zieht?

O nein, nein, nein!

Sein Vaterland muß größer seyn.
Erst in der sechsten Strophe gibt Arndt die Antwort auf seine rhetorische Frage:
Was ist das Deutsche Vaterland?

So nenne endlich mir das Land!

So weit die deutsche Zunge klingt

Und Gott im Himmel Lieder singt,

Das soll es seyn!

Das, wackrer Deutscher, nenne dein.
Das Lied besitzt angesichts der damaligen französischen Besetzung vieler deutscher Gebiete einen stark antifranzösischen Aspekt, der sich aus der Entstehung während der Befreiungskriege erklärt.

## So weit die Füße tragen
So weit die Füße tragen ist der Titel eines Romans von Josef Martin Bauer, einer Fernsehserie und eines Filmdramas um einen deutschen Kriegsgefangenen, der nach dem Zweiten Weltkrieg 1949 aus einem ostsibirischen Gefangenenlager flieht und eine abenteuerliche Flucht nach Hause antritt. Das Buch, dem eine wahre Begebenheit zugrunde liegt, erzählt die Geschichte des deutschen Soldaten Clemens Forell, der im Jahr 1945 in einem Massenprozess zu 25 Jahren Zwangsarbeit verurteilt wird. Die Erzählung beginnt im westsibirischen Omsk. Fast ein ganzes Jahr zieht er mit drei geflohenen russischen Strafgefangenen durch Ostsibirien. Als er beginnt, sich mit einem Leben in der Sowjetunion abzufinden, trifft er auf einen armenischen Juden, der Kontakt zu einer Gruppe von Schmugglern hat, die Waren und manchmal auch Menschen in den Iran bringen. Als er Täbris erreicht, stellt er sich den Behörden. Diese halten ihn jedoch für einen russischen Spion. Erst mit Hilfe seines Onkels, der ihn anhand von alten Familienfotos identifiziert, gelingt ihm die Freilassung.
Das Zitat kann im heutigen Sprachgebrauch auf einen langen mühevollen Fußweg bezogen werden.

## So wird ein Schuh draus
Früher war es bei der Herstellung von Schuhen üblich, die Nähte versteckt an der Innenseite des Rohschuhes anzubringen; später wurde der Rohling dann umgestülpt, sodass daraus der eigentliche Schuh wurde.

„Das Märchen von der Übertragung durch Wildvögel ist kaum haltbar, denn dann hätte die Vogelgrippe viel eher in einem Freilandbetrieb auftreten müssen. Ich glaube, andersrum wird ein Schuh draus: Wir gefährden die Wildvögel durch unseren bedenkenlosen Umgang mit der Massentierhaltung und der Verbringung des Mistes als Dünger auf unseren Feldern.“

## Sobald das Geld im Kasten klingt, die Seele aus dem Fegfeuer springt.

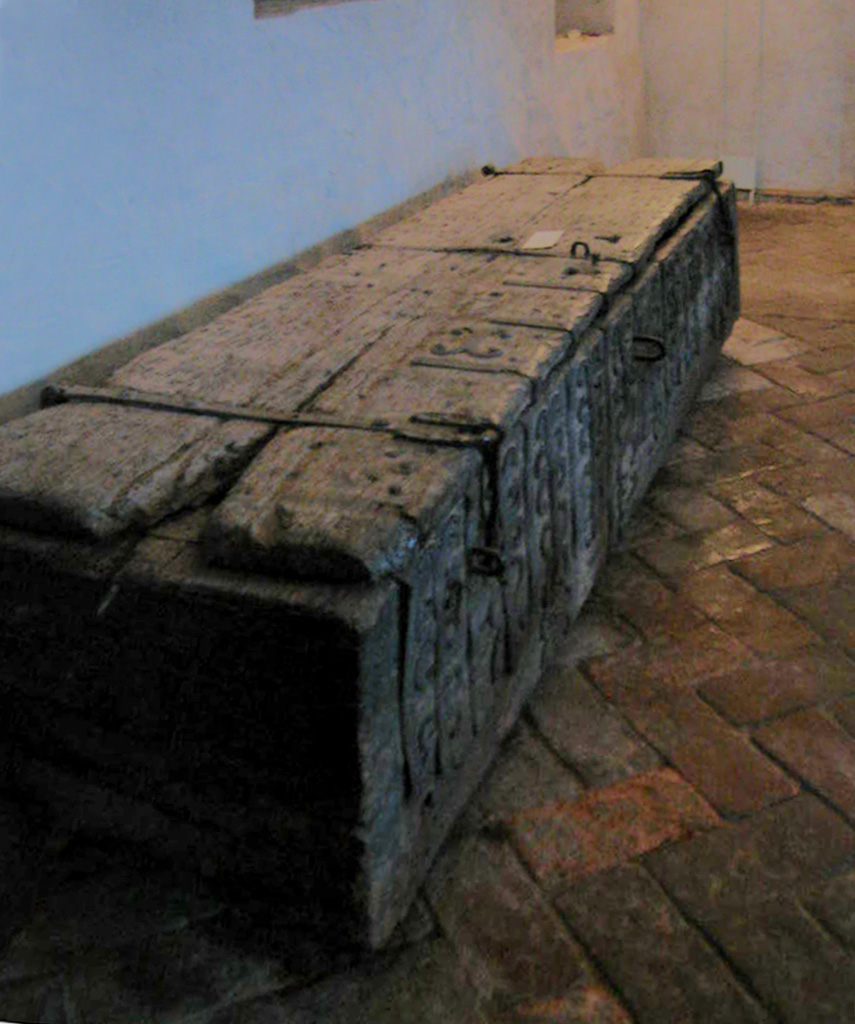
Tetzelkasten in Jüterbog

Der Ablasskrämer Johann Tetzel pflegte zu sagen:

„sobalde der pfennige ins becken geworffen und clünge sobalde vere die sele, dafür er geleget, ym Himmel“

Diese Behauptung wurde im Volksmund folgendermaßen umgeformt:

„Sobald das Geld im Kasten klingt,

Die Seele aus dem Fegfeuer [auch: in den Himmel] springt.“

Dazu ist zu ergänzen, dass Tetzel in seiner Antithese gegen Martin Luthers 27. These (Statim ut iactus numus in cistam tinnierit evolare dicunt animam) sich dahingehend geäußert hatte, dass sich eine geläuterte Seele ohnehin zu Gott aufschwinge. Die reinigende Kraft einer Spende leugnete er aber nicht.
Hans Sachs legte in seinem Lied Die Wittenbergisch Nachtigall, Die man yetz höret vberall den Ablasskrämern folgende Verse in den Mund:
Legt ein gebt euwer hilff und stewr

Und lösst die seel auss dem Fegfewr

Bald der guldin im Kasten klinget

Die Seel sich auff gen hymel schwinget.
Den Tetzelkasten in der Nikolaikirche von Jüterbog übergab Hans von Hake, nachdem er Tetzel den Kasten abgenommen hatte. Den Ablasszettel dafür hatte er zuvor erworben und winkte damit, als Tetzel ihm mit den Qualen des Fegefeuers drohte.

## Soll ich etwa ein Lagerfeuer im Wohnzimmer machen?
Der aus Ghana stammende Fußball-Profi Anthony Yeboah reagierte damit auf die Feststellung der deutschen Sportzeitschrift Kicker, er wohne „wie ein deutscher Musterbürger“.
Yeboah kokettierte aber auch mit seiner Herkunft. So sagte er nach einer gelben Karte zum Schiedsrichter:

„Mann, wir Schwarzen müssen doch zusammenhalten!“

Dieser Spruch wird allerdings auch seinem Landsmann Anthony Baffoe zugeschrieben.

## Soll ich meines Bruders Hüter sein?

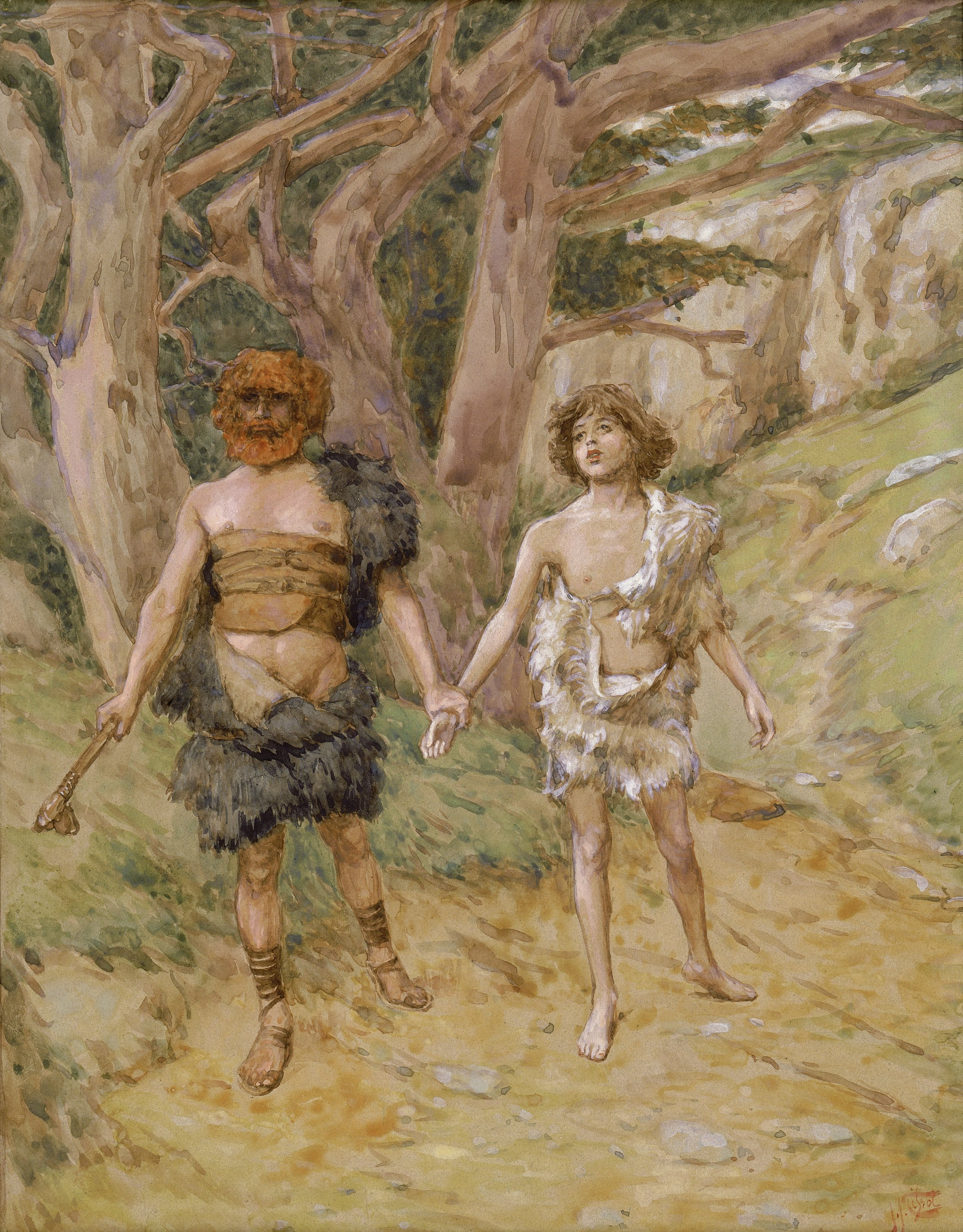
Kain und Abel

Im 1. Buch Mose, wo die Geschichte von Kains Brudermord berichtet wird, ist die rhetorische Frage „soll ich meines Bruders Hüter sein?“ die ausweichende Antwort auf die Frage „Wo ist dein Bruder Abel?“
Kain, der Ackerbauer, war neidisch auf seinen Bruder Abel, den Hirten, weil Gott dessen Tieropfer vorzog. Als Gott Abels Opfer gefällig annahm, Kains Opfer aber verschmähte, wurde dieser zornig und sann auf Rache:

„8Da redete Kain mit seinem Bruder Abel. Und es begab sich, da sie auf dem Felde waren, erhob sich Kain wider seinen Bruder Abel und schlug ihn tot. 9Da sprach der HERR zu Kain: Wo ist dein Bruder Abel? Er sprach: Ich weiß nicht; soll ich meines Bruders Hüter sein?“

Damit wurde Kain laut Bibel und Koran zum ersten Mörder. Er wurde für seine Tat von Gott verstoßen, jedoch als Zeichen für die weitere Beschützung durch Gott mit dem sogenannten Kainsmal versehen.
Sibylle Tönnies schrieb in der Neuen Zürcher Zeitung unter der Überschrift Soll ich meines Bruders Hüter sein? über einen Appell zur Überwindung der Gleichgültigkeit von Papst Benedikt XVI. vor den Vereinten Nationen:

„Indifferenz und Gleichgültigkeit seien das, was wirklich Schaden anrichte. Wer wollte etwas dagegen einwenden? Diese Haltung ist moralisch geboten. ‚Soll ich meines Bruders Hüter sein?‘, sagt nur der Böse.“

## Soll und Haben

T-Konto mit Soll- und Haben-Seite

Soll und Haben ist der Titel eines 1855 erschienenen Kaufmannsromans des deutschen Schriftstellers Gustav Freytag. In dem Roman wird der deutsche Kaufmann als Hauptvertreter solider Tüchtigkeit dargestellt. Dieser Romantitel wird oft zitiert, wenn auf das Verhältnis zwischen Anspruch und Wirklichkeit hingewiesen werden soll.
Soll ist ein Begriff aus dem kaufmännischen Rechnungswesen und bezeichnet die linke Seite eines Kontos im Gegensatz zu der rechten Haben-Seite. Es handelt sich um einen rein buchhalterisch-technischen Begriff, der lediglich die Seite im Konto bezeichnet und in keiner sachlichen Beziehung zum Begriff des Sollens als Verpflichtung steht.

## Sollte man nicht die Fenster schließen, ich meine: wegen der Nachbarn?
In Loriots Film Ödipussi entwickelt sich folgender Dialog, als Frau Winkelmann, die Mutter der Hauptfigur, in höchsten Tönen singt:

„Wie ist doch der Frühling so schön, so schön… das wissen die Vögelein… sie heben ihr leicht Gefieder, sie heben ihr leicht Gefieder, und singen so fröhliche Lieder, und singen so fröhliche Lieder, und singen, und singen, und siiiiiiiingeeeeeeeen …“

Frau Tietze, die zu Besuch ist, reagiert mit den Worten:

„Mir ist übel!“

Doch Frau Winkelmanns Sohn Paul versteht diese Äußerung falsch:

„Gar nich mal so übel, wie?“

Dann sagt Herr Tietze:

„Sollte man nicht die Fenster schließen, ich meine: wegen der Nachbarn?“

Frau Winkelmann unterbricht ihren Gesang und sagt beleidigt:

„Es ist wohl besser, ich höre auf, Frau Tietze hat ja überhaupt nicht zugehört.“

Frau Tietze entgegnet dieser Äußerung auf einer anderen Ebene:

„Ich habe sehr wohl gehört, was sie über meine Tochter gesagt haben
 …!“

## Sonntags… nie!
Sonntags… nie! (Ποτέ Την Κυριακή oder auch Never on Sunday) ist eine griechische Filmkomödie von Jules Dassin aus dem Jahr 1960. Melina Mercouri in der Hauptrolle spielt eine lebenslustige Dirne, die sich den Luxus leistet, sonntags nicht ihrer Arbeit nachzugehen.
Die Floskel wird gerne scherzhaft zur Ablehnung eines Ansinnens verwendet, auf das man nicht eingehen möchte.

## So treu wie möglich, so frei wie nötig
D. h. Übersetze treu, wenn die treue (wörtliche) Übersetzung gutes Deutsch gibt, frei, wenn dies nicht der Fall ist.
Dieser Grundsatz für die Kunst des Übersetzens (in der Schule) wurde von Julius Rothfuchs in seinem Werk Bekenntnisse aus der Arbeit des erziehenden Unterrichtes, Marburg 1892, aufgestellt.
Wilhelm Rein schreibt in Encyklopädisches Handbuch der Pädagogik, Band 9, Langensalza 1909: „Alles, was man nun über die Kunst des Übersetzens in der Schule sagen kann, lässt sich mit Rothfuchs, Bekenntnisse aus der Arbeit des erziehenden Unterrichtes, Marburg 1892, in die Worte zusammenfassen: »So treu wie möglich, so frei wie nötig«, …“, womit er die Autorschaft am obigen Zitat Julius Rothfuchs zuschreibt.

## Sozialverträgliches Frühableben
Der Begriff Sozialverträgliches Frühableben war das Unwort des Jahres 1998. Es spielt darauf an, dass ein Mensch mit Erreichen des Rentenalters mehr Kosten verursacht, als er volkswirtschaftlichen Nutzen bringt.
Bekannt wurde der Begriff dadurch, dass ihn der Präsident der deutschen Ärztekammer Karsten Vilmar als Mittel ironischer Kritik in einem Radiointerview mit dem NDR verwendete. Das Thema war die Gesundheitspolitik der rot-grünen Bundesregierung, welche geplant hatte, die Ärztehonorare zu begrenzen. Im Wortlaut hieß es von Vilmar:

„Dann müssen die Patienten mit weniger Leistung zufrieden sein, und wir müssen insgesamt überlegen, ob diese Zählebigkeit anhalten kann, oder ob wir das sozialverträgliche Frühableben fördern müssen.“

In einem Kommentar zu diesem Begriff schrieb Hans Sillescu:

„Wenn alles so weiterläuft wie bisher, wird es am Ende wohl auf etwas hinauslaufen, das mit dem Unwort ‚sozialverträgliches Frühableben‘ gar nicht so falsch beschrieben ist. Doch der volle Wortlaut der Äußerung von Vilmar in dem NDR-Interview von 1998 offenbart einen unverkennbaren Zynismus im Hinblick auf die ‚zählebigen‘ Alten: ‚… und wir müssen insgesamt überlegen, ob diese Zählebigkeit anhalten kann, oder ob wir das sozialverträgliche Frühableben fördern müssen.‘“

## Spartanisch leben
„Spartanisch leben“ heißt, in einer genügsamen, einfachen, harten bzw. anspruchslosen Art zu leben.
Die Wendung „spartanisch leben“ kommt von der ungewöhnlich harten Erziehung und Lebensweise der Spartiaten. Vom Kindesalter an wurden ihre Söhne in strenger staatlicher Zucht zur Kriegsführung und zum Gehorsam erzogen. Zu den gemeinsamen Mahlzeiten hatten die Spartiaten einen Naturalbeitrag zu leisten. Wer das nicht konnte, verlor das Vollbürgerrecht.

## Spät kommt Ihr – Doch Ihr kommt!
Feldmarschall Christian von Ilow (bei Schiller: Illo) empfängt mit diesen Worten in Friedrich Schillers Wallenstein-Trilogie den kroatischen Grafen Johann Ludwig Hektor von Isolani:
Spät kommt Ihr – doch Ihr kommt!

Der weite Weg, Graf Isolan, entschuldigt Euer Säumen.
Graf Isolani war von Generalissimus Wallenstein im November 1632 mit der Order versehen, mit seinem Kroatenregiment die Höhen von Rippach zu halten und versuchte vergeblich, schwedische Vorausabteilungen daran zu hindern, bei Weißenfels über den Fluss Rippach zu setzen.
Bei Lützen kam es dann am 16. November 1632 zur Entscheidungsschlacht zwischen beiden Heeren, in deren Verlauf Gustav Adolf tödlich verwundet wurde.
In der Süddeutschen Zeitung heißt es unter der Überschrift Auf diese Phrasen können Sie bauen zu diesem Schiller-Zitat:

„Dies ist ein hervorragendes Beispiel dafür, dass ein Zitat eine enorme Karriere erleben kann, gerade weil es sich nur knapp über dem semantischen Nullpunkt hält. Denn gesagt ist, im Ernst, damit nicht viel. Aber genau so kann es in quasi jeder Situation eingesetzt werden …“

## Spieglein, Spieglein an der Wand

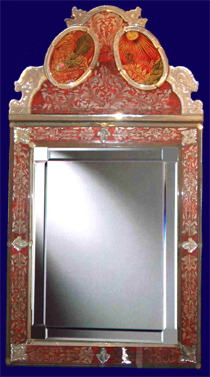
Das „sprechende“ Spieglein an der Wand in Lohr am Main

In Märchen Schneewittchen lässt sich die böse Königin ihre Schönheit von ihrem Zauberspiegel bestätigen und ist zufrieden, wenn der Spiegel sie als die Schönste bestätigt. Sie ist aber empört, als der Spiegel sagt, dass Schneewittchen noch schöner sei.
In der Märchensammlung der Brüder Grimm lautet die Stelle so:
Die Königin war die schönste im ganzen Land, und gar stolz auf ihre Schönheit, Sie hatte auch einen Spiegel, vor den trat sie alle Morgen und fragte:

‚Spieglein, Spieglein an der Wand:

wer ist die schönste Frau in dem ganzen Land?‘

da sprach das Spieglein allzeit:

‚Ihr, Frau Königin, seyd die schönste Frau im Land.‘

Und da wußte sie gewiß, daß niemand schöner auf der Welt war. Sneewittchen aber wuchs heran, und als es sieben Jahr alt war, war es so schön, daß es selbst die Königin an Schönheit übertraf, und als diese ihren Spiegel fragte:

‚Spieglein, Spieglein an der Wand:

wer ist die schönste Frau in dem ganzen Land?‘

sagte der Spiegel:

‚Frau Königin, Ihr seyd die schönste hier,

aber Snewittchen ist noch tausendmal schöner als Ihr!‘

Wie die Königin den Spiegel so sprechen hörte, ward sie blaß vor Neid, und von Stund an haßte sie das Sneewittchen, und wenn sie es ansah, und gedacht, daß durch seine Schuld sie nicht mehr die schönste auf der Welt sey, kehrte sich ihr das Herz herum.
Das Zitat wird heute gelegentlich verwendet, wenn eine eitle Person zu lange vor dem Spiegel steht.

## Spiel mir das Lied vom Tod
Spiel mir das Lied vom Tod (italienisch: C’era una volta il West; englisch Once Upon a Time in the West) ist ein US-amerikanisch-italienischer Western aus dem Jahr 1968 von Sergio Leone.
Der deutsche Titel spielt auf den Mundharmonikaspieler an, der sich für den Mord an seinem Bruder rächt. Dieser wurde an einer Glocke, die in einem Torbogen hing, gehenkt, auf den Schultern des Namenlosen stehend. Der Mörder steckte dem Jungen, dessen Hände auf den Rücken gefesselt waren, eine Mundharmonika in den Mund, mit den Worten:

„Spiel mir das Lied vom Tod.“

“Keep your lovin’ brother happy.”

Durch den englischen Satz wird deutlich, dass der Mann auf den Schultern des Jungen sein Bruder ist. Der Junge sollte solange spielen, bis er unter der Last zusammenbrach und jener dadurch gehenkt wurde.
Das Lied vom Tod wurde durch die eindringliche Filmmusik von Ennio Morricone bekannt, die als musikalisches Zitat fast ebenso häufig verwendet wird wie der Filmtitel. Mit dem Zitat soll eine bedrohliche Situation charakterisiert werden.

## Spiel nicht mit den Schmuddelkindern!
Spiel nicht mit den Schmuddelkindern ist ein Musikalbum des Folk-Sängers Franz Josef Degenhardt aus dem Jahr 1965, mit dem er berühmt wurde. Der Titelsong beginnt mit den folgenden Versen:
Spiel nicht mit den Schmuddelkindern,

sing nicht ihre Lieder.

Geh doch in die Oberstadt,

mach’s wie deine Brüder,

so sprach die Mutter, sprach der Vater, lehrte der Pastor.
Mit diesem Lied protestierte Degenhardt gegen die Spießigkeit der westdeutschen Nachkriegsjahre. Thema ist soziale Ausgrenzung und erzählt wird eine tragische Geschichte, die mit dem Tod endet.
Das selten gebrauchte Wort Schmuddel ist verwandt mit den deutschen Wörtern schmausen und schmutzig. Es bedeutete ursprünglich „unsauber essen und trinken“.

## Spiel’s noch einmal, Sam!
„Spiel’s noch einmal, Sam!“ ist eine Anspielung auf eine Szene aus dem Film Casablanca.
Das Original lautet auf Englisch folgendermaßen:

„Ilsa: Play it once, Sam. For old times’ sake.

Sam: [lying] I don’t know what you mean, Miss Ilsa.

Ilsa: Play it, Sam. Play ‚As Time Goes By‘.“

Gerüchteweise wird das abgewandelte Zitat oft der Marx-Brothers-Parodie Eine Nacht in Casablanca von 1946 zugeschrieben, doch die Zeile kommt in diesem Film nicht vor, auch nicht in ähnlicher Form.
Belegt ist hingegen Mach’s noch einmal, Sam (original Play it again, Sam) als Titel von Woody Allens erstem Bühnenstück für den Broadway im Jahr 1969, das 1972 auch verfilmt wurde. Bühnenstück und Film nehmen sehr spielerisch Bezug auf Casablanca. Der Titel sollte daher wohl als frei formulierte Anspielung gesehen werden, wurde aber häufig als Originalzitat aus Casablanca missverstanden und lange Zeit fälschlicherweise als solches verbreitet.

## Spitzbart, Bauch und Brille – sind nicht des Volkes Wille.
Die Vorgeschichte des Volksaufstandes am 17. Juni 1953 ist das Thema von Hans-Peter Löhns Buch Spitzbart, Bauch und Brille – sind nicht des Volkes Wille! Löhn behandelt darin den Volksaufstand am 17. Juni 1953 in Halle an der Saale.
„Spitzbart, Bauch und Brille – sind nicht des Volkes Wille!“ skandierten Arbeiter auf den Straßen und meinten damit die Führung der DDR:
- Spitzbart: Walter Ulbricht (Generalsekretär der SED)
- Bauch: Wilhelm Pieck (Präsident der DDR)
- Brille: Otto Grotewohl (Ministerpräsident der DDR)

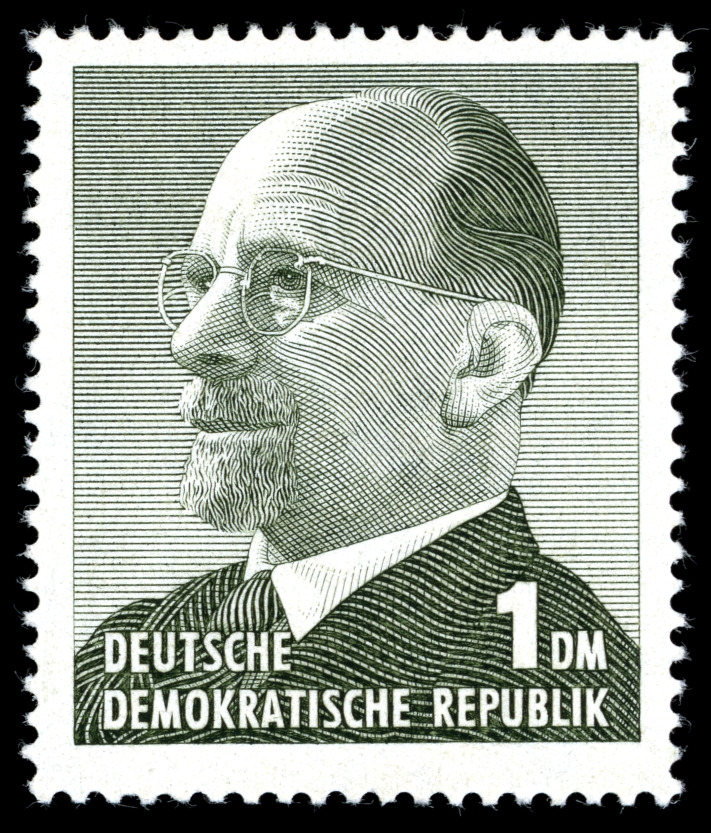
Walter Ulbricht

„Der Spitzbart muss weg“ forderten am 17. Juni 1953 in der DDR hunderttausende Demonstranten in einem fast landesweiten Aufstand. Sie rebellieren damit gegen die Politik der SED und ihren Generalsekretär, Walter Ulbricht.
Es hat keinen Zweck, der Spitzbart muss weg. Der 17. Juni 1953 ist eine Sammlung von ausgewählten Dokumenten zur deutsche Geschichte, die von Armin Friedrich und Thomas Friedrich herausgegeben wurden.

## Wovon man nicht sprechen kann, darüber muss man schweigen.
Satz des siebten Abschnitts aus Ludwig Wittgensteins 1922 veröffentlichten Werk Tractatus logico-philosophicus.

## Springender Punkt
Der Ausdruck Springender Punkt wurde ursprünglich zur Bezeichnung eines in der Physiologie beobachtbaren Phänomens geprägt. Das (lateinisch) „punctum saliens“ bezeichnet in der Physiologie den pulsierenden Blutpunkt, der sich im Experiment – z. B. am bebrüteten Hühnerei – etwa am vierten Tage nach der begonnenen Bebrütung bemerkbar macht.
Aristoteles hat in seiner Tierkunde (Historia animalium VI,3, 561a12f.) zum ersten Mal vom Springen gesprochen. Er gebraucht dafür das griechische Verb πηδαω („ich hüpfe, springe“) eines Blutpunkts (στιγμὴ αἱματίνη).
Der Aristoteliker Theodoros Gazes übersetzte im 15. Jahrhundert die letzten Worte mit „quod punctum salit iam et movetur ut animal“, was zum „punctum saliens“, dem springenden Punkt, wurde.
Friedrich Schiller verwendete dieses Bild in seinem Gedicht Der Genius:
Jene Zeit … Da noch das große Gesetz, das oben im Sonnenlauf waltet

Und verborgen im Ei reget den springenden Punkt, …
Der Komiker Heinz Erhardt prägte dann später das „hüpfende Komma“.

## Stark am Geist, am Leibe schwach

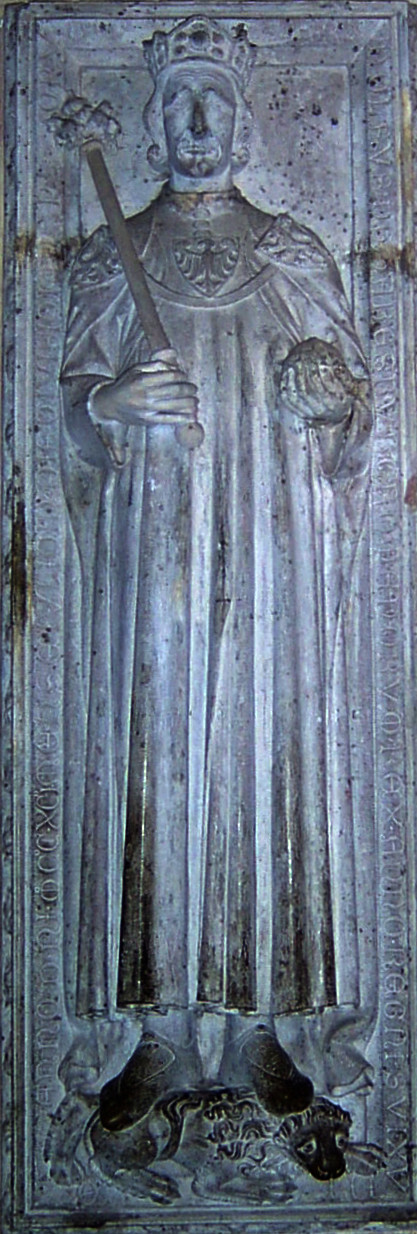
Rudolf von Habsburgs Grabplatte im Speyerer Dom

Dieser Vers stammt aus der ersten Strophe des Gedichts Kaiser Rudolfs Ritt zum Grabe von Justinus Kerner. Das Gedicht erzählt, wie der vom Tod gezeichnete König Rudolf I. von Germersheim nach Speyer reitet, um dort im Kaiserdom seine letzte Ruhe zu finden:
Auf der Burg zu Germersheim,

Stark am Geist, am Leibe schwach,

Sitzt der greise Kaiser Rudolf,

Spielend das gewohnte Schach.
In eindringlichen Worten schildert Kerner, wie der todkranke König auf sein Pferd steigt:
Weinend steht der Diener Schar,

Als der Greis auf hohem Rosse,

Rechts und links ein Kapellan,

Zieht, halb Leich’, aus seinem Schlosse.
Bauern und Bürger, die von dem Ritt gehört haben, laufen dem sterbenden König auf seinem letzten Weg entgegen:
Von dem hohen Dom zu Speyer

Hört man dumpf die Glocken schallen.

Ritter, Bürger, zarte Frau’n

Weinend ihm entgegenwallen.
Um Mitternacht stirbt der König dann im Kaisersaal und wird anschließend in der Kaisergruft des Doms bestattet.
Rudolf starb am 15. Juli 1291.
Rudolfs Grab befindet sich im Speyerer Dom. Der Sargdeckel zeigt ein lebensnahes Abbild des Königs, das kurz nach seinem Tode geschaffen wurde. Es gilt als eine herausragende künstlerische Leistung dieser Zeit.

## Stell dir vor, es gibt Krieg, und keiner geht hin.
In den 1970er und 1980er Jahren wurde von der Friedensbewegung oft der Satz „Stell dir vor, es gibt Krieg, und keiner geht hin“ zitiert (auch „es ist Krieg“ und „es kommt Krieg“ sind und waren verbreitet). Dieses Zitat geht auf den amerikanischen Schriftsteller Carl Sandburg zurück, in dessen Langgedicht The People, Yes es 1936 hieß:

“Sometime they’ll give a war and nobody will come.”

„Einmal werden sie einen Krieg geben, und keiner wird kommen.“

Bei Sandburg sagt diesen Satz ein kleines Mädchen, das zum ersten Mal eine Militärparade sieht. Populär wurde der Satz in der Form „Suppose They Gave a War and No One Came“ durch einen vielgelesenen Artikel der Schriftstellerin Charlotte Keyes in der amerikanischen Zeitschrift McCall’s im Oktober 1966. Unter dieser Überschrift erzählte sie von ihrem Sohn Gene Keyes, der wegen des Vietnamkriegs seinen Wehrpass („draft card“) öffentlich verbrannt hatte. In dieser Fassung wurde das Zitat in der Bewegung gegen den Vietnamkrieg viel verwendet, unter anderem auf Plakaten und Stickern. Im Zuge der Friedensbewegung der 1970er und 1980er Jahre wurde die Parole auch in Deutschland bekannt. Der Kommunikationsdesigner Johannes Hartmann arbeitete 1981 an einem Plakatentwurf für ein Volksfest in Hamburg und erinnerte sich, dass er ein Graffito dieses Spruchs gesehen hatte. Da er es nicht wiederfinden konnte, stellte er selbst eines her und nutzte es für sein Plakat. Parole und Bildmotiv gewannen weite Verbreitung.
Öfters wird der Satz fälschlich Bertolt Brecht zugeschrieben und einem Auszug aus dessen Fragment gebliebener Koloman-Wallisch-Kantate von etwa 1936 zugeordnet:
Wer zu Hause bleibt, wenn der Kampf beginnt

Und läßt andere kämpfen für seine Sache

Der muß sich vorsehen; denn

Wer den Kampf nicht geteilt hat

Der wird teilen die Niederlage.
Diese Zuschreibung geht wahrscheinlich auf einen Leitartikel des Chefredaktors der Zeitschrift Schweizer Soldat, Ernst Herzig, zurück. Herzig mokierte sich 1982 über die bereits weit verbreitete Parole und kontrastierte sie mit den Zeilen „des kommunistischen Dichters Bertolt Brecht“ aus der Koloman-Wallisch-Kantate. Seinen Kommentar schloss er mit den Worten: „Stell dir vor, es kommt Krieg und keiner geht hin – dann kommt der Krieg zu euch!“ In dieser Form wurde das Zitat als Parole der Gegner der Friedensbewegung sehr beliebt und wurde meist so verstanden, als wären Sandburgs Satz sowie Herzigs Zutat Brecht zuzuschreiben. Dies geschah öffentlichkeitswirksam immer wieder. Gerhard Löwenthal hielt laut Zeit sogar einen Band mit Brecht-Gedichten in die Kamera, als er die nicht von Brecht stammenden Zeilen „Stell dir vor, es gibt Krieg, und keiner geht hin, dann kommt der Krieg zu euch“ und anschließend Brechts Verse zitierte.
Auf einen Leserbrief an die Frankfurter Allgemeine Zeitung, der das vorgebliche Brecht-Zitat in dieser Weise verwendete, reagierte Siegfried Unseld, Brechts Verleger, 1991 mit einem eigenen Leserbrief, der die tatsächlichen Verhältnisse klarstellte. Das falsche Brecht-Zitat spukte jedoch weiter in der deutschen Medienlandschaft herum. Unter anderem erneuerte die seinerzeit als Bundesverteidigungsministerin amtierende Ursula von der Leyen die fälschliche Brecht-Zuschreibung „dann kommt der Krieg zu uns“ am 11. Februar 2016 im Fernsehen. Noch 2023 gab Herfried Münkler wiederholt die fehlerhafte Zuschreibung zum Besten. Martin Rasper hat die Geschichte des Zitats in seinem Buch der falschen Zitate beschrieben.

## Stellenweise Glatteis
Stellenweise Glatteis ist ein Roman von Max von der Grün aus dem Jahr 1973. Der Autor wählte diese aus dem Wetterbericht geläufige Formulierung zur Charakterisierung der Gefahren, in die man sich in der Gesellschaft begibt.
Das Zitat wird meist als Warnung vor heiklen Situationen verwendet:
- „In der Nacht droht zwischen Bern und dem Bodensee stellenweise Glatteis.“
- „‚Stellenweise Glatteis‘. Über den Zustand der deutschen Geschichtswissenschaft“

## Sternstunden der Menschheit
Sternstunden der Menschheit ist eine Sammlung von 14 historischen Miniaturen, die der Schriftsteller Stefan Zweig im Jahr 1927 verfasste. Sie erzählt von historischen Begebenheiten, deren Auswirkungen die Geschichte der Menschheit verändert haben. Zweig schreibt im Vorwort:

„Solche dramatisch geballten, solche schicksalsträchtigen Stunden, in denen eine zeitüberdauernde Entscheidung auf ein einziges Datum, eine einzige Stunde und oft nur eine Minute zusammengedrängt ist, sind selten im Leben eines Einzelnen und selten im Laufe der Geschichte. […] Ich habe sie so genannt, weil sie leuchtend und unwandelbar wie Sterne die Nacht der Vergänglichkeit überglänzen.“

Die Erstausgabe enthielt nur fünf Texte:
- Die Weltminute von Waterloo (General Grouchys vergeblicher Versuch, Napoleon Bonaparte zu Hilfe zu kommen, 1815)
- Die Marienbader Elegie (Goethes unerfüllte Liebe zu Ulrike von Levetzow, 1821)
- Die Entdeckung Eldorados (Auffindung der Goldminen Kaliforniens durch Johann August Sutter, 1848)
- Heroischer Augenblick (Fjodor Dostojewskis Begnadigung vor seiner geplanten Hinrichtung, 1849)
- Der Kampf um den Südpol (Robert Scotts gescheiterte Südpol-Expedition, 1912)

## Steter Tropfen höhlt den Stein.
Diese Redensart geht auf den griechischen Epiker Choirilos von Samos zurück, in dessen fragmentarischem Gedicht über die Perserkriege es auf Griechisch heißt:

«Πέτρην κοιλαίνει ῥανὶς ὕδατος ἐνδελεχείῃ»

„Den Fels höhlt steter Wassertropfen aus.“

Die lateinische Form findet sich bei Ovid in der Ars amatoria 1, 475 f.:

“Quid magis est saxo durum, quid mollius unda?

dura tamen molli saxa cavantur aqua.”

„Was ist härter als Stein? Und was ist weicher als Wasser?

Aber in weicher Fluth höhlt sich das harte Gestein.“

In seinen späteren Epistulae ex Ponto (4.10.5) lautet der Satz folgendermaßen:

“Gutta cavat lapidem.”

„Der Tropfen höhlt den Stein.“

Später erhielt dieses Zitat noch eine Ergänzung:

“Non vi, sed saepe cadendo.”

„Nicht durch Gewalt, sondern durch häufiges Niederfallen.“

## Stille Tage in Clichy
Stille Tage in Clichy ist der deutsche Titel eines autobiografischen Romans von Henry Miller (englisch: Quiet Days in Clichy) und dessen Verfilmung durch Jens Jørgen Thorsen sowie durch Claude Chabrol. Er schildert das ausschweifende Leben in der Pariser Bohème der 1930er Jahre und ist nicht, wie der Titel vermuten lässt, eine Idylle.
Clichy, nicht zu verwechseln mit Clichy-sous-Bois, ist eine nordwestliche Vorstadt von Paris.
Der Ausdruck Stille Tage in … steht aber heute für Tage der Muße:
- „Stille Tage in Schweden“
- „Stille Tage in Ascona“
- „Stille Tage in L.A.“

## Stinktier der Welt
Der südafrikanische Anti-Apartheid-Kämpfer Nelson Mandela sagte 1994 in einer Rede nach seiner Wahl zum ersten schwarzen Präsidenten Südafrikas auf Englisch:

“Never, never and never again shall it be that this beautiful land will again experience the oppression of one by another and suffer the indignity of being the skunk of the world.”

„Nie, nie, nie wird dieses wunderbare Land noch einmal die Unterdrückung von Menschen durch Menschen erleben und die Demütigung, als Stinktier der Welt zu gelten.“

Mandela war als Terrorist zu lebenslanger Haft verurteilt und wurde nach dem Ende der Apartheid zum Präsidenten Südafrikas gewählt. In diesem Amt gewann er als Staatsmann internationales Ansehen.

## Störe meine Kreise nicht!

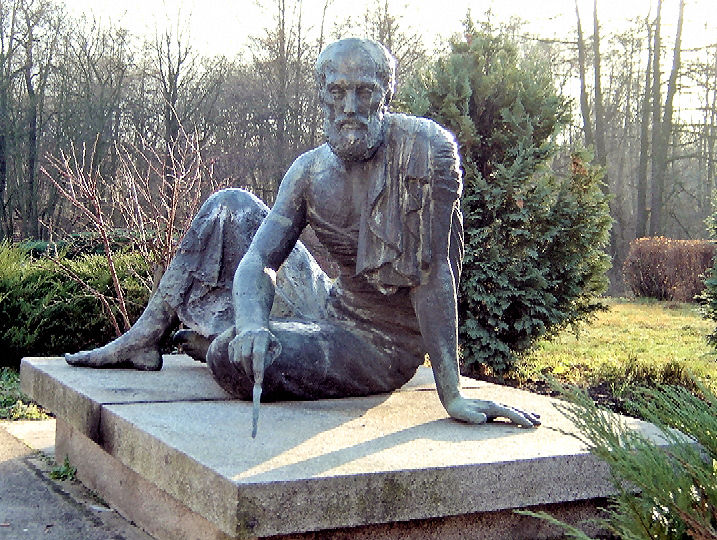
Archimedes beim Zeichnen von Kreisen im Sand

„Störe meine Kreise nicht!“ (Μή μου τοὺς κύκλους τάραττε. – Mē mou tous kyklous taratte!) rief der antike griechische Mathematiker, Physiker und Ingenieur Archimedes einem römischen Soldaten auf Griechisch zu, der bei der Eroberung der Stadt Syrakus in seinen Garten eindrang. Archimedes war gerade dabei, Figuren in den Sand zu zeichnen und darüber nachzudenken, sodass er sich durch den ungebetenen Gast gestört fühlte.
Gegen den ausdrücklichen Befehl des Feldherrn Marcellus stach der Soldat Archimedes jedoch nieder. Meist werden dessen letzte Worte in der lateinischen Fassung „Noli turbare circulos meos“ zitiert.

## Strukturelle Gewalt
Strukturelle Gewalt bezeichnet ein Konzept, das den klassischen Gewaltbegriff umfassend erweitert und 1971 vom norwegischen Friedensforscher Johan Galtung formuliert wurde.
Galtung ergänzte den traditionellen Begriff der Gewalt, der vorsätzlich destruktives Handeln eines Täters oder einer Tätergruppe bezeichnet, um die Dimension einer diffusen, nicht zurechenbaren strukturellen Gewalt:

„Strukturelle Gewalt ist die vermeidbare Beeinträchtigung grundlegender menschlicher Bedürfnisse oder, allgemeiner ausgedrückt, des Lebens, die den realen Grad der Bedürfnisbefriedigung unter das herabsetzt, was potentiell möglich ist.“

## Stumpfsinn, Stumpfsinn, du mein Vergnügen!
Text und Melodie dieses Unsinn-Lieds stammen von Otto Teich, der den Otto Teich Verlag in Darmstadt gründete.
Stumpfsinn, Stumpfsinn, du mein Vergnügen!

Stumpfsinn, Stumpfsinn, du meine Lust!

Gäbs keinen Stumpfsinn, gäbs kein Vergnügen,

gäbs keinen Stumpfsinn, gäbs keine Lust.
Dieses Zitat wird immer wieder gebraucht, wenn es um monotone Tätigkeiten geht. So schreibt Frank Quednau im Oktober 2002 unter der Überschrift Wenn der Stumpfsinn Gas gibt in der Tageszeitung Die Welt über Formel-1-Rennen:

„Unter der Schädeldecke klemmt sich eine Melodie fest, die des alten Lobliedes auf die erholsame Leere im Kopf: ‚Stumpfsinn, Stumpfsinn, du mein Vergnügen.‘ Rot vor Rot, immer wieder.“

## Stunde Null
Die Stunde Null ist die ausschlaggebende Uhrzeit, zu der eine ganz neuartige Ereigniskette abzulaufen beginnen soll oder begann. Es stammt aus der Planungssprache von Organisationen, klassisch des Militärs. (Manöverbefehl: „Abmarsch 04:15. Erreichen des Punktes P in Null plus 3 Stunden.“)
Historisch-politisch wurde und wird in Deutschland der Zeitpunkt der bedingungslosen Kapitulation der deutschen Wehrmacht und somit der Niederlage des Deutschen Reiches im Zweiten Weltkrieg am 8. Mai 1945, 24:00 Uhr, metaphorisch als „Stunde Null“ bezeichnet. Wann der Begriff überhaupt erstmals auftauchte, ist kaum noch zu ermitteln, vermutlich erst dann, als sich ein Konzept des „Wiederaufbaus“ abzuzeichnen begonnen hatte (siehe Nachkriegszeit). Sicher spielte dabei Roberto Rossellinis Film von 1948 Deutschland im Jahre Null (Germania, anno zero) eine Rolle.

## Sturm im Wasserglas
Dieser Ausdruck als Umschreibung für eine große Aufregung um eine belanglose Sache wurde im Deutschen durch die Komödie Sturm im Wasserglas des Schriftstellers Bruno Frank verbreitet, die 1936 in Großbritannien und 1960 in Deutschland verfilmt wurde.
Die Formulierung selbst geht jedoch auf den französischen Staatstheoretiker Montesquieu zurück, den Honoré de Balzac in seiner Erzählung Le Curé de Tours (Der Pfarrer von Tours) über Unruhen in der Zwergrepublik San Marino mit folgenden französischen Worten wiedergab:

« tempête dans un verre d’eau »

Im Englischen sind die Wendungen tempest in a teapot oder storm in a teacup (Sturm in einer Teetasse) verbreitet.

## Sturm und Drang
Die Bezeichnung Sturm und Drang für eine Literaturperiode etwa von 1767 bis 1785 in Deutschland, die auch als „Geniezeit“ bezeichnet wird, geht auf den Titel eines Schauspiels des Dramatikers Friedrich Maximilian Klinger zurück, das ursprünglich Wirrwarr hieß und auf Vorschlag des Schweizer Satirikers Christoph Kaufmann umbenannt wurde.
Autoren des Sturm und Drang betonten Gefühl und Emotion und wandten sich gegen eine vorherrschende Stellung des Verstandes, wie sie von der damals das philosophische und literarische Leben im deutschen Sprachraum bestimmende Aufklärung befürwortet wurde.
Umgangssprachlich wird die Übergangszeit zwischen Kindheit und Erwachsensein (Adoleszenz) auch als „Sturm- und Drangzeit“ bezeichnet.

## Stützen der Gesellschaft
Die Stützen der Gesellschaft (norwegisch: Samfundets Støtter) ist ein Theaterstück des norwegischen Dichters Henrik Ibsen von 1877, mit dem er die neue Gattung des Gesellschaftsstücks begründete. In diesem Stück enthüllt er die verdeckte Brüchigkeit der Moral. Diejenigen, die wegen ihrer zur Schau getragenen Sorge für das Wohlergehen der Gesellschaft als „Stützen der Gesellschaft“ gelten, erweisen sich als korrupte Heuchler.
Stützen der Gesellschaft ist auch der Titel eines Gemäldes von George Grosz von 1926, mit dem er die drei Stützen der Gesellschaft karikierte: Militär, Kirche, Schule.
Das Bild ist Teil der ständigen Ausstellung in der Neuen Nationalgalerie Berlin.

## Sub specie aeternitatis
Der lateinische Ausdruck sub specie aeternitatis bedeutet unter dem Gesichtspunkt der Ewigkeit und wird meistens in der religiösen Literatur in dem Sinne gebraucht, dass man sein Denken und Handeln nicht auf das vergängliche Diesseits richten soll.
Der Ausdruck wurde 1677 vom niederländischen Philosophen Baruch de Spinoza geprägt. Spinoza verwendet den Ausdruck in seinem philosophischen Hauptwerk Ethica, ordine geometrico demonstrata (Ethik. Nach geometrischer Methode dargestellt), um die Sichtweise des Philosophen zu charakterisieren.
In einem Artikel über Tod und Sterben heißt es:

„Aus dem Blickwinkel der Ewigkeit, also der Leere, welche die Fülle ist, sub specie aeternitatis, sind Geburt und Tod dasselbe, nur zwei Seiten desselben Vorganges, des großen Kreislaufes. Des Samsara.“

## Suchet, so werdet ihr finden
Siehe: Wer suchet, der findet.

## Summa summarum
Diese lateinische Redensart stammt vom römischen Komödiendichter Plautus und bedeutet so viel wie Alles in allem. In dem Stück Truculentus (Der Grobian) bieten Diniarchus, Strabax und Stratophanes Unsummen an Geld auf, um Phronesion zu imponieren, und versuchen, wie in einer Versteigerung, sich im Schenken zu überbieten. Diniarchus beginnt mit seinem 77 Verse langen Dirnen-Monolog und zitiert Venus als Autorität.
Diniarchus
Non omnis aetas ad perdiscendum sat est

amanti, dum id perdiscat, quot pereat modis;

neque eam rationem eapse umquam educet Venus,

quam penes amantum summa summarum redit
Summa Summarum ist auch der Titel eines Gedichts von Theodor Fontane mit dem deutschen Untertitel Alles in allem:
Eine kleine Stellung, ein kleiner Orden

(Fast wär’ ich auch mal Hofrat geworden),

Ein bißchen Namen, ein bißchen Ehre,

Eine Tochter „geprüft“, ein Sohn im Heere,

Mit siebzig ’ne Jubiläumsfeier,

Artikel im Brockhaus und im Meyer …

Altpreußischer Durchschnitt. Summa Summarum,

Es drehte sich immer um Lirum Larum,

Um Lirum Larum Löffelstiel.

Alles in allem – es war nicht viel.

## Superkalifragilistischexpialigetisch
Dieser Zungenbrecher ist die Zauberformel gegen die Zumutungen des Alltags aus dem Kinderfilm Mary Poppins und wird dort von der Hauptfigur Mary Poppins selbst gesungen. Deutsch wurde das Wort von Chris Howland unter dem Titel Superkalifragilistisch Expiallegorisch gesungen.
Der original englische Zungenbrecher lautet so:

“Supercalifragilisticexpialidocious”

Als Ursprung dieses Unsinn-Wortes wurden folgende Wurzeln ausgemacht:
- super- (oberhalb; aus dem Lateinischen)
- cali- (Schönheit; aus dem Griechischen)
- fragilistic- (delikat, heikel)
- expiali- (für etwas büßen)
- docious- (erziehbar)

Alles zusammen ergibt in etwa folgenden Sinn:

“Atoning for educability through delicate beauty”

„Für Erziehbarkeit durch heikle Schönheit büßen“

Diese Beschreibung trifft auf Mary Poppins selbst zu. Die Formel soll man sagen, wenn man nicht weiß, was man sagen soll.

## Süß und ehrenvoll ist es, für das Vaterland zu sterben.
Dieses Zitat aus den Werken des spartanischen Kriegsdichters Tyrtaios (Τυρταίος) wurde in der lateinischen Form bekannt. Tyrtaios forderte mit diesem und anderen Gedichten die spartanischen Soldaten zum Durchhalten und zur Unterordnung auf.

«Τεθνάμεναι γὰρ καλὸν ἐνὶ προμάχοισι πεσόντα / ἄνδρ' ἀγαθὸν περὶ ἧι πατρίδι μαρνάμενον·»

„Tethnamenai gar kalon eni promachoisi pesonta andr’ agathon peri hēi patridi marnamenon;“

„Denn das Sterben ist schön, wenn einer in vorderster Reihe fallt, während er als tapferer Krieger für sein Vaterland kämpft.“

Die lateinische Version des römischen Dichters Horaz findet sich in dessen Liedern und lautet folgendermaßen:

“Dulce et decorum est pro patria mori.”

„Süß und ehrenvoll ist es, für das Vaterland zu sterben.“

Der walisische Schriftsteller John Owen verfasste in seinen Epigrammen eine Replik in Form eines Distichons:

“Pro patria sit dulce mori licet atque decorum vivere pro patria dulcius esse puto. Ergo, bibamus pro salute patriae.”

„Mag es auch süß und ehrenvoll sein, für das Vaterland zu sterben, ich meine, es ist süßer, für das Vaterland zu leben! Deshalb lasst uns auf das Wohl des Vaterlandes trinken!“

Der britische Dichter Wilfred Owen nennt es in seinem Gedicht Dulce Et Decorum Est:

“The old Lie: Dulce et decorum est / Pro patria mori.”

„Die alte Lüge: Dulce et decorum est pro patria mori.“

Bertolt Brecht kritisierte im Kriegsjahr 1917 als Unterprimaner in einem Aufsatz diesen Spruch mit folgenden Worten:

„Der Ausspruch, dass es süß und ehrenvoll sei, fürs Vaterland zu sterben, kann nur als Zweckpropaganda gewertet werden. Der Abschied vom Leben fällt immer schwer, im Bette wie im Schlachtfeld, am meisten gewiss jungen Menschen in der Blüte ihrer Jahre.“

Die Reaktion der Schulleitung auf diesen Aufsatz war heftig. Nur die angesehene Stellung seines Vaters und die Intervention eines Religionslehrers bewahrten Brecht davor, von der Schule verwiesen zu werden; so konnte er sein Notabitur ablegen.
George S. Patton wurde zugeschrieben „I want you to remember that no bastard ever won a war by dying for his country. He won it by making the other poor, dumb bastard die for his country.“ („Ich will, dass ihr euch merkt: Kein Scheißkerl hat jemals einen Krieg gewonnen, indem er für sein Vaterland gestorben ist. Gewonnen hat er ihn, indem er den anderen armen dummen Scheißkerl für dessen Vaterland hat sterben lassen.“)

## Szenen einer Ehe
Szenen einer Ehe (schwedisch: Scener ur ett äktenskap) ist der bekannteste Film Ingmar Bergmans, mit dem er die Institution Ehe pessimistisch darstellte. Er erschien 1973. Johan und Marianne werden in einem Zeitungsartikel als vorbildliches Ehepaar präsentiert. Doch da zerbricht die vordergründige Harmonie. Der Film zeigt, wie hässlich Liebe sein kann, wenn der Alltag eintritt und die Liebe nicht in einer völligen Destruktion, sondern lediglich in einer Bloßstellung endet.
Szenen einer Ehe sind Eheszenen des deutschen Humoristen Loriot, die sich damit befassen, ob ein Frühstücksei lange genug gekocht ist oder was man tun kann, wenn das Fernsehgerät kaputt ist.